# Petra Kvitová

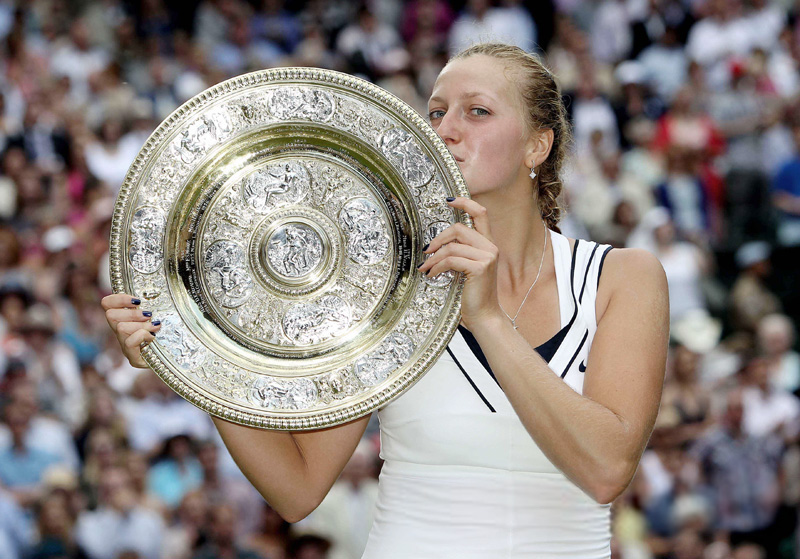
Wimbledonská vítězka 2011 Petra Kvitová s mísou Venus Rosewater

Petra Kvitová (úředním příjmením Vaňková Kvitová, * 8. března 1990 Bílovec) je česká tenistka, která do profesionálního tenisu vstoupila v roce 2006. Na okruhu WTA vyhrála jednatřicet turnajů ve dvouhře žen. V rámci okruhu ITF zvítězila na sedmi singlových událostech.
Na nejvyšší grandslamové úrovni získala dva tituly. Ve svém premiérovém finále ve Wimbledonu 2011 zdolala Rusku Marii Šarapovovou. Stala se tak vůbec první tenistkou narozenou v 90. letech, která vyhrála turnaj „velké čtyřky“. Ve druhém finálovém boji na travnatém Wimbledonu 2014 hladce přehrála Kanaďanku Eugenii Bouchardovou a po Martině Navrátilové vybojovala, jako druhá žena narozená na české půdě, více než jednu mísu Venus Rosewater určenou pro šampiónky z All England Clubu.
V roce 2011 zvítězila na Turnaji mistryň a Ženská tenisová asociace ji na konci sezóny vyhlásila hráčkou roku, Mezinárodní tenisová federace pak mistryní světa ve dvouhře. V roce 2007 debutovala v českém fedcupovém týmu, s nímž získala vítězný pohár pro rok 2011. Stala se hlavní oporou družstva, když vyhrála všech šest dvouher. Následně vybojovala dalších pět trofejí, čímž spolusdílí třetí místo historických statistik soutěže. S Tomášem Berdychem triumfovala na Hopmanově poháru 2012. Na XXXI. letních olympijských hrách v Riu de Janeiru získala bronzovou medaili v ženské dvouhře. Čuchajským titulem z WTA Elite Trophy 2016 se stala vůbec první tenistkou na okruhu, která ovládla oba závěrečné turnaje sezóny vždy při své premiérové účasti. Na zahajovacím ceremoniálu LOH 2020 v Tokiu byla s Tomášem Satoranským vlajkonoškou české výpravy.
Na žebříčku WTA byla nejvýše klasifikována dne 31. října 2011 na 2. místě ve dvouhře a v únoru 2011 na 196. místě ve čtyřhře. Od poloviny prosince 2016 ji trenérsky vede bývalý tenista a manžel Jiří Vaněk. Kondičním koučem je bývalý triatlonista David Vydra.
V sezóně 2010 ji Ženská tenisová asociace vyhlásila nováčkem roku. Následující sezónu získala čtyři individuální ceny, včetně nejlepší hráčky roku. V letech 2011 a 2014 zvítězila v anketě Sportovec roku České republiky, ocenění pro kolektiv roku navíc vždy získal i fedcupový tým, jehož byla členkou.
Do šestnácti let startovala za TJ Fulnek, kde ji vedl otec Jiří Kvita, poté se stal jejím mateřským tenisovým klubem TK Agrofert Prostějov, s nímž opakovaně vyhrála mistrovství republiky smíšených družstev a jehož je od 4. července 2011 doživotní čestnou členkou.
Po konci sezóny 2024 přerušila profesionální kariéru pro těhotenství. V únoru 2025 oznámila návrat k profesionálním tenisu. V červnu 2025 uvedla, že po US Open 2025 ukončí kariéru.

## Tenisová kariéra

### 2006: Debut na okruhu ITF
V sezóně zvítězila ve dvouhře i ve čtyřhře na Pardubické juniorce. Na ženském okruhu ITF odehrála svůj první zápas a
v anketě Zlatý kanár pak zvítězila v kategorii „talent roku“.

### 2007: Debut na WTA Tour
V sezóně se poprvé dostala do hlavní soutěže turnaje WTA Tour, a to na stockholmském Nordea Nordic Light Open, kde podlehla v úvodním kole polské kvalifikantce Martě Domachowské ve třech setech.

### 2008: Průnik do Top 50 a první titul na okruhu ITF
Na turnaji Open Gaz de France porazila třicátou hráčku světa Anabel Medinaovou Garriguesovou, čímž zaznamenala debutovou výhru nad tenistkou z první padesátky světového žebříčku. Na turnaji v Memphisu narazila jako kvalifikantka na bývalou světovou jedničku Venus Williamsovou, kterou zdolala a poprvé tak dokázala přehrát hráčku první světové desítky, a to v době, kdy byla na 143. místě žebříčku WTA.
Na dalších událostech okruhu byla vyřazena v úvodních kolech, konkrétně na Sony Ericsson Open, ECM Prague Open a ve druhém kole turnaje ve Štrasburku.
Premiérovým grandslamem, kterého se zúčastnila, byl French Open. V úvodním dějství postoupila přes Akiko Morigamiovou, ve druhém zdolala Samanthu Stosurovou a ve třetím pak Maďarku Ágnes Szávayovou. V osmifinále nestačila na Estonku Kaiu Kanepiovou, jíž podlehla ve třech setech. V období mezi dvěma zbylými grandslamy této sezóny ve Wimbledonu a na US Open, v nichž prohrála zápasy úvodního kola, dokázala postoupit do svého prvního čtvrtfinále, ve kterém na budapešťském turnaji podlehla Andreje Klepačové. Do druhých kol prošla na událostech East West Bank Classic a Rogers Cupu.
Po prohraném čtvrtfinále s Anou Ivanovićovou, které si z pozice kvalifikantky zahrála v Curychu, poprvé v kariéře pronikla na žebříčku WTA mezi nejlepších padesát singlistek světa. Ve druhém kole skončila na turnaji Generali Ladies Linz, když nestačila na Francouzku Marion Bartoliovou.
Na okruhu ITF triumfovala na události v Monzónu, kde ve finále porazila Yaninu Wickmayerovou. V baráži o Světovou skupinu Fed Cupu si připsala výhru nad Izraelkou Šachar Pe'erovou.

### 2009: Premiérová trofej na okruhu WTA Tour
Počátkem sezóny podlehla na turnaji Brisbane International v prvním kole Srbce Aně Ivanovićové. Na turnaji v Hobartu postupně zdolala Australanku Sally Peersovou bez ztráty gamu, Ukrajinku Aljonu Bondarenkovou, Rusku Anastasii Pavljučenkovovou ve třech setech, Francouzku Virginii Razzanovou a postoupila do svého prvního finále na túře WTA. V něm porazila Češku Ivetu Benešovou a vyhrála svůj první turnaj na okruhu WTA Tour. Na Australian Open hladce prohrála již v úvodním kole s třináctou nasazenou Běloruskou Viktorií Azarenkovou.
Na Open GDF Suez v Paříži a na Barclays Dubai Tennis Championships pokaždé vypadla již v prvním kole s kvalifikantkami. V březnu na turnaji v Indian Wells postupně ve dvousetových duelech porazila Francouzku Pauline Parmentierovou a Češku Ivetu Benešovou a postoupila do třetího kola, kde prohrála s pozdější vítězkou a šestou hráčkou světa Ruskou Věrou Zvonarevovou. Na turnajích Sony Ericsson Open v Miami, Barcelona Ladies Open a Estoril Open prohrála již v prvním kole. Na turnaji Mutua Madrileña Madrid Open prohrála ve druhém kole s Italkou Francescou Schiavoneovou. Kvůli zranění kotníku se odhlásila z French Open.
Ve Wimbledonu v prvním kole nestačila na Rusku Marii Kirilenkovou. Na Swedish Open podlehla v druhém kole s pozdější finalistkou a devátou hráčkou světa Dánkou Carolinou Wozniackou. Na ECM Prague Open a Banka Koper Slovenia Open vypadla ve druhém kole.
Na US Open zdolala Rusku Alisu Klejbanovovou a Italku Tathianu Garbinovou. Ve třetím kole porazila po úspěšně odvrácených mečbolech ve třetím setu tehdejší světovou jedničku Rusku Dinaru Safinovou a postoupila do čtvrtého kola, v němž nepřešla přes Belgičanku Yaninu Wickmayerovou.
Na turnaji v Linci postupně zdolala Němku Andreu Petkovicovou, Češku Ivetu Benešovou, Španělku Carlu Suárezovou Navarrovou, Polku Agnieszku Radwańskou a postoupila až do finále, kde nestačila na Belgičanku Yaninu Wickmayerovou.

### 2010: Wimbledonská semifinalistka a nejlepší Češka sezóny

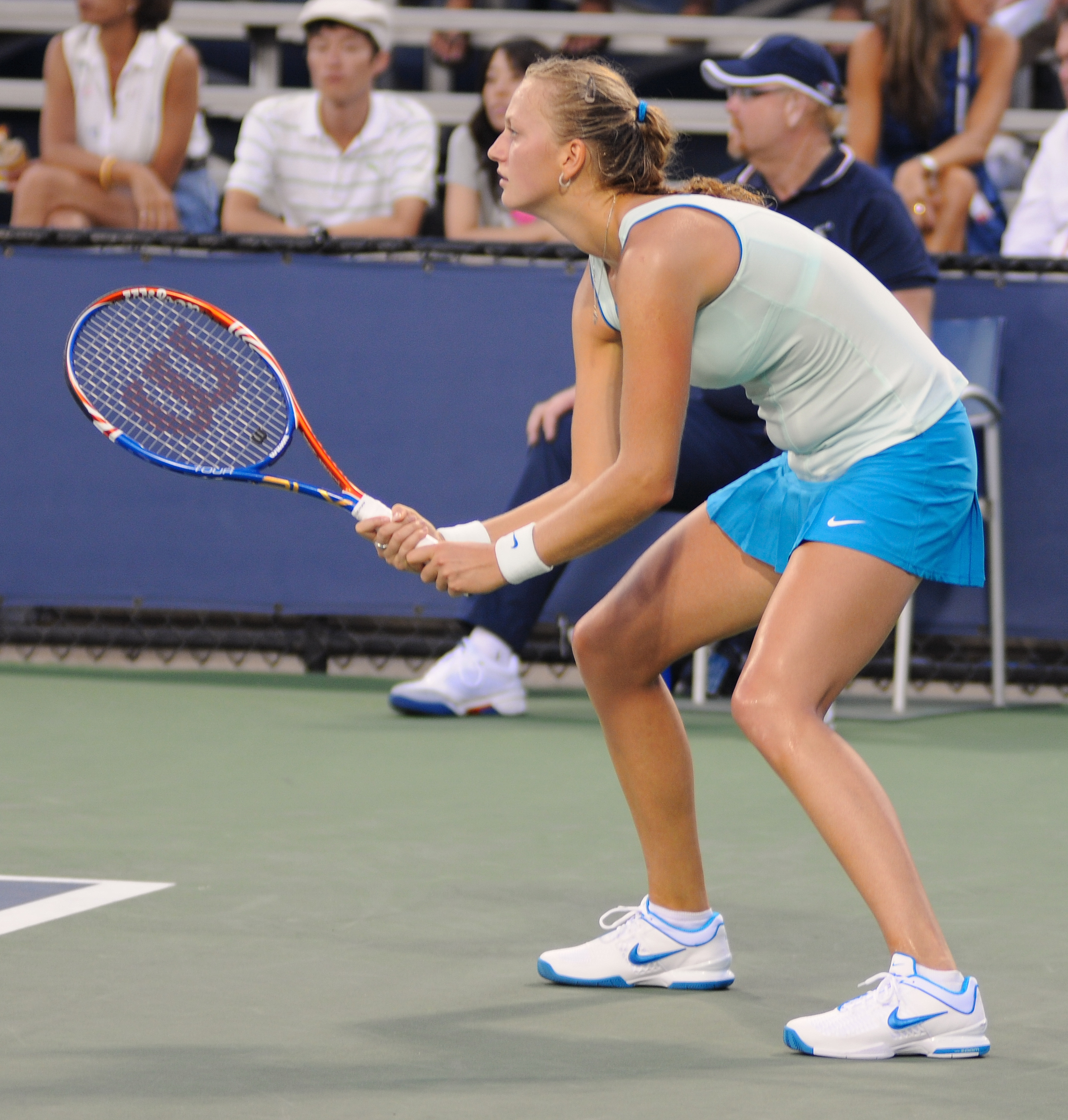
Kvitová na US Open 2010

Sezónu začala kvalifikací na turnaj v Hobartu, kde však prohrála v posledním kole, i když zde minulý rok slavila titul. Na prvním grandslamu sezóny 2010 Australian Open postoupila do druhého kola, v němž uhrála tři gamy na pozdější vítězku Serenu Williamsovou.
Na turnaji v Memphisu se probojovala až do semifinále, kde vypadla se šampionkou turnaje Marií Šarapovovou. V březnu na turnaji v Indian Wells prohrála ve druhém kole s Flavií Pennettaovou a poté taktéž v druhém dějství na turnaji v Miami nestačila na Kim Clijstersovou, když získala jen dvě hry.
Na French Open dohrála hned v prvním kole.
Ve Wimbledonu postupně zdolala Rumunku Soranu Cîrsteaovou, Číňanku Čeng Ťie, čtrnáctou nasazenou Bělorusku Viktorii Azarenkovou a čtvrtou hráčku světa Dánku Carolinu Wozniackou. V premiérovém čtvrtfinále na majoru se utkala s estonskou kvalifikantkou Kaiou Kanepiovou. Po prohraném prvním dějství nevyužila v průběhu druhé sady setbol, aby ve zkrácené hře odvrátila tři mečboly soupeřky. V rozhodujícím dějství pak dokázala zvrátit nepříznivé stavy 0–4, 3–5 a odvrátit další dvě mečbolové příležitosti soupeřky, aby nakonec v zvítězila poměrem 8–6. Poprvé v kariéře tak postoupila do semifinále grandslamu. V něm však nestačila na světovou jedničku a pozdější vítězku Serenu Williamsovou, přestože v prvním setu vedla o brejk. Po turnaji postoupila o 33 míst výše na žebříčku WTA, tedy na 29 místo.
Po Wimbledonu následoval výkonnostní pokles a na pěti po sobě jdoucích turnajích prohrála již v prvním kole. Sérii proher přerušila až na US Open, kde si poradila s Češkou Lucií Hradeckou a postoupila až do třetího kola, kde opět nestačila na pozdější vítězku Kim Clijstersovou po obdržení „kanára“. V říjnu se na turnaji v Pekingu probojovala do čtvrtého kola, v němž podlehla Dánce Carolině Wozniacké. Sezónu zakončila na 34. místě žebříčku WTA, jako nejlepší Češka.

### 2011: Vítězka ve Wimbledonu, na Turnaji mistryň a světová dvojka

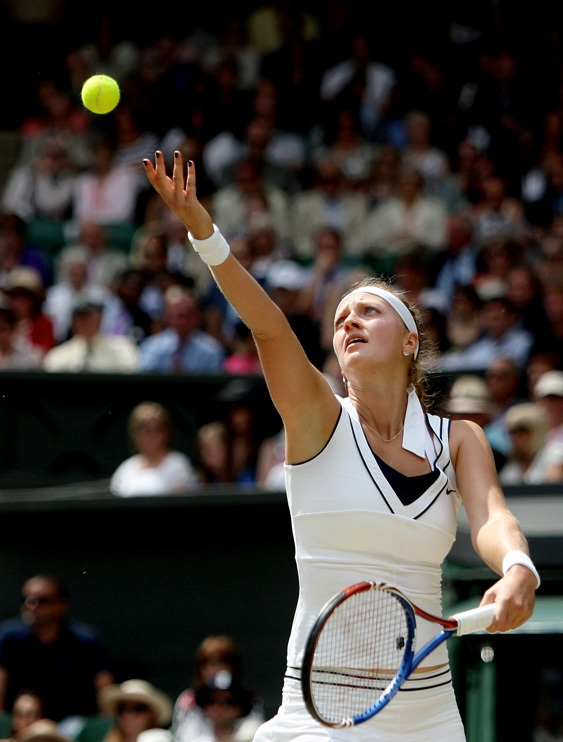
Ve vítězném finále Wimbledonu 2011 proti Marii Šarapovové

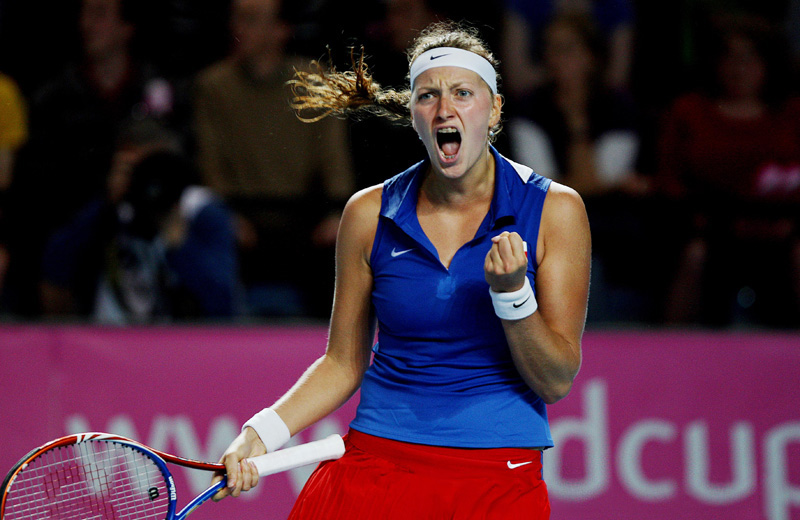
Radost ve finále Fed Cupu 2011 proti Rusce Světlaně Kuzněcovové

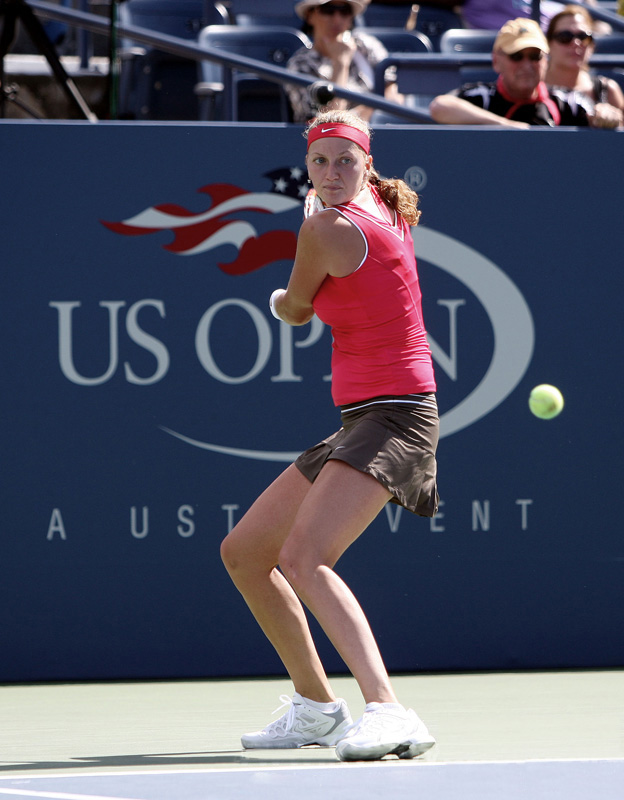
Grandslamový turnaj US Open 2011 opustila jako historicky první úřadující wimbledonská vítězka již v úvodním kole

Na prvním turnaji sezóny v australském Brisbane získala Kvitová svůj druhý titul v kariéře, když ve finále přehrála Němku Andreu Petkovicovou, což ji poprvé posunulo mezi třicet nejlepších tenistek.
Na Australian Open porazila ve třetím kole šestou hráčku světa Australanku Samanthu Stosurovou a probojovala se až do čtvrtfinále, kde podlehla druhé hráčce světa Rusce Věře Zvonarevové. Po tomto úspěchu se posunula mezi prvních dvacet tenistek světa na 18. místo.
O dva týdny později, v únoru, vyhrála první turnaj kategorie Premier, a to Open GDF Suez v Paříži. Finálovou soupeřkou byla aktuální šampiónka z Australian Open Kim Clijstersová, jež se navzdory tomuto prohranému finále vrátila téměř po osmi letech na pozici světové jedničky. Kvitová se následně posunula na své dosavadní maximum, když se stala čtrnáctkou hráčkou světa (14. února 2011).
Výkonnostní útlum přišel na třech dalších turnajích, kde nevyhrála ani zápas, a to na turnajích WTA v Dubaji a Indian Wells a na turnaji ITF v Nassau na Bahamách. Výhry se dočkala až na turnaji v Miami. Následující zápas však opět prohrála.
Třetí titul sezóny a druhý titul v kategorii Premier si připsala na turnaji v Madridu, kde postupně přehrála světovou trojku Zvonarevovou, šestku Li Na a ve finále pak pětku Viktorii Azarenkovou, čímž se posunula na 10. příčku světového žebříčku. Stala se tak první Češkou v Top 10 od roku 2007, kdy v první desítce figurovala Nicole Vaidišová.
Následující květnový týden hrála ve finále turnaje série ITF Sparta Prague Open, kde překvapivě podlehla Slovence Rybárikové po dvousetovém průběhu. Poté, co Jelena Jankovićová neobhájila své body na římském mezinárodním mistrovství Itálie, ji Kvitová v žebříčku přeskočila na 9. místo.
Na grandslamovém turnaji French Open prošla Kvitová až do 4. kola, kde se utkala s pozdější vítězkou Li Na. Zápas zahájila dobře, ale Číňanka dokázala utkání otočit ve svůj prospěch. V následujícím týdnu se Kvitová dostala na 8. místo žebříčku WTA.
Na červnovém turnaji v Eastbourne kategorie Premier došla až do finále, v němž podlehla Francouzce Marion Bartoliové ve třech setech.
Na nejslavnějším turnaji světa ve Wimbledonu nejen postoupila až do finále, ale dokázala v něm zvítězit nad Ruskou Marií Šarapovovou a připsala si tak svůj první grandslamový titul.. Touto výhrou se také automaticky stala čestnou členkou All England Lawn Tennis and Croquet Clubu.
Na letních turnajích na amerických betonových kurtech v Torontu a Cincinnati prohrála vždy v osmifinále s Němkou Andreou Petkovicovou. Na US Open skončila jako první aktuální wimbledonská vítězka v historii již v úvodním kole, a to prohrou s Rumunkou Alexandrou Dulgheruovou.
Na přelomu září a října se dostala do semifinále tokijského turnaje, v němž podlehla Rusce Věře Zvonarevové. Tento výsledek jí přesto zajistil účast na Turnaji mistryň v Istanbulu a dosud nejlepší pozici na světovém žebříčku, čímž bylo v té chvíli 5. místo.
Na turnaji China Open v Pekingu byla překvapivě vyřazena ve druhém kole Švédkou Sofií Arvidssonovou. Následující týden se přesto opět posunula na 4. příčku světového pořadí. V polovině října si připsala pátý titul sezóny ve dvouhře, když triumfovala na lineckém turnaji po finálové výhře nad Dominikou Cibulkovou.
Singlovou sezónu zakončila říjnovým Turnajem mistryň v tureckém Istanbulu pro osm nejlepších tenistek světa z pozice 3. nasazené. V celém jeho průběhu neztratila žádný zápas a ve finále zvítězila nad Viktorií Azarenkovou z Běloruska. Titul ji vynesl až na 2. místo světového žebříčku, s minimální ztrátou na tehdejší jedničku Caroline Wozniackou.
První listopadový víkend vyhrála spolu s českým týmem Fed Cup 2011. V sobotní dvouhře porazila Marii Kirilenkovou a v neděli pak po napínavém utkání také Světlanu Kuzněcovovou, i když ve třetím setu již prohrávala 0-3. Následně však vyhrála šest her v řadě a zápas dovedla do vítězného konce.
Ve všech 21 zápasech sezóny hraných v hale do 20. prosince 2011, včetně šesti fedcupových zápasů, byla Kvitová vítězná. Až v posledním utkání roku, ve finále české extraligy smíšených družstev mezi Agrofertem Prostějov a I. ČLTK Praha, podlehla Lucii Hradecké po téměř tříhodinovém boji, když dva ze tří setů rozhodly až tiebreaky. Za sezónu 2011 si připsala největší finanční hotovost ze všech tenistek okruhu WTA, konkrétně 5 145 943 dolarů. To je částka, kterou k roku 2011 v jedné sezóně nevydělal žádný jiný český tenista.

### 2012: Montréalský titul a propad na osmé místo
Na počátku sezóny byla Kvitová často zmiňována jako možná příští světová jednička ve dvouhře. Na to reagovala slovy, že dosažení této pozice „by bylo pěkné“, ale její prioritou je zlepšování hry. Místo získávání bodů do žebříčku a obhajování titulu z Brisbane se na přelomu roku rozhodla startovat v Hopmanově poháru po boku světové sedmičky Tomáše Berdycha. V soutěži vyhrála všechny dvouhry, když postupně porazila Cvetanu Pironkovovou, Bethanie Mattekovou-Sandsovou, světovou jedničku Caroline Wozniackou a ve finále Marion Bartoliovou. Z pozice prvního nasazeného týmu Česká republika 24. ročník vyhrála bez ztráty jediného mezistátního zápasu. Vítězství pro ni znamenalo pátý titul v řadě, z toho třetí v týmové soutěži. Na přelomu nového roku se objevily zprávy, že by Kvitová mohla s Berdychem vytvořit pár pro smíšenou čtyřhru na Letních olympijských hrách 2012. Později bylo oznámeno, že se jejím partnerem v této soutěži stane Radek Štěpánek. Mix byl do programu zařazen poprvé od roku 1924.
Na prvních dvou turnajích WTA měla šanci se stát světovou jedničkou. V Sydney oplatila ve třech setech Dulgheruové porážku z US Open a ve dvou setech přešla přes Hantuchovou, aby prohrála se čtvrtou nasazenou Li Na a obhájkyní titulu, i když vedla 1:0 na sety a 3-1 ve druhém. Další šanci měla na melbournském grandslamu Australian Open, kam přijela jako druhá nasazená tenistka. V prvním kole smetla Věru Duševinovou, ve druhém udolala Carlu Suárezovou Navarrovou, když otočila nepříznivě se vyvíjející průběh třetího setu, ve třetím kole jí vzdala po sedmi vyhraných gamech Ruska Maria Kirilenková, v osmifinále přehrála bývalou světovou jedničku Anu Ivanovićovou a ve čtvrtfinále Saru Erraniovou. Prohrou Dánky Wozniacké ve čtvrtfinále se uvolnil světový tenisový trůn, na který se v novém vydání měla dostat Kvitová, Šarapovová, nebo Azarenková, když všechny postoupily do semifinále. V něm Kvitová podlehla turnajové i světové čtyřce Šarapovové, která byla nad její síly po třísetovém průběhu. S mírným náskokem si udržela po turnaji druhé místo žebříčku právě před svojí přemožitelkou.

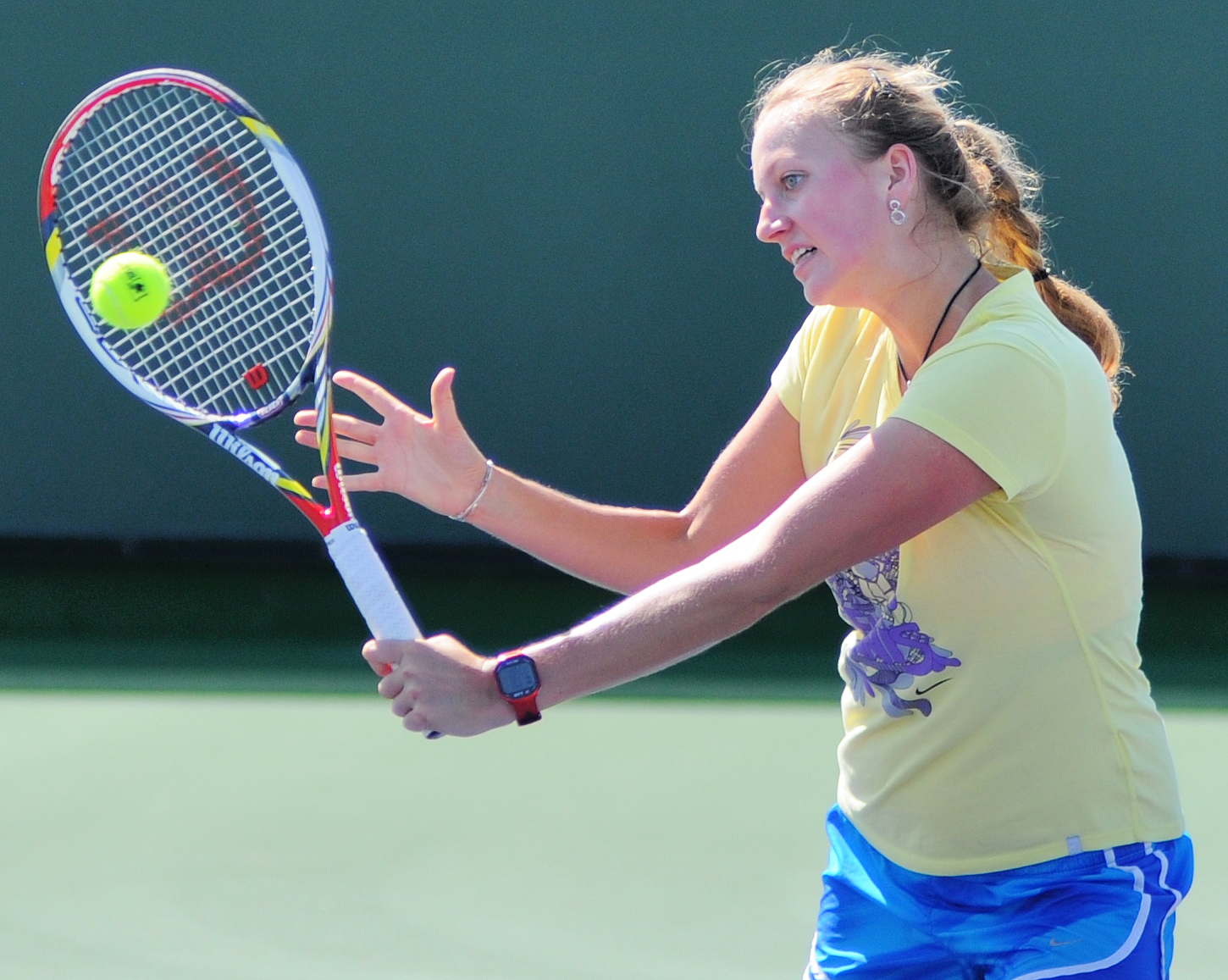
Kvitová při tréninku v Indian Wells

Ve čtvrtfinále Světové skupiny Fed Cupu hraném v Porsche-Areně ve Stuttgartu proti vyhrála obě třísetové dvouhry s Görgesovou i Lisickou a přispěla k postupu přes Německem do dubnového semifinále. Neobhajováním titulu z Paříže však klesla na třetí místo žebříčku WTA. Kvůli zranění achilovky se odhlásila z turnaje kategorie 5 Qatar Total Open 2012 a kvůli angíně pak i z navazující podniku v Dubaji.
Účastnila se tak až velkých amerických turnajů kategorie Premier Mandatory. V Indian Wells oplatila porážku z předchozího ročníku Záhlavové Strýcové, ale vypadla ve třetím kole s Američankou Christine McHaleovou. Pořadatelé udělili jí a tehdejší světové jedničce Viktorii Azarenkové divokou kartu do ženské čtyřhry. V prvním kole porazily pár Grandinová a Uhlířová, ale kvůli viróze, která skolila nejen Kvitovou, musely před zápasem s Erraniovou a Vinciovou odstoupit. Poté nestačila ve druhé fázi Miami Masters na bývalou světovou jedničku Venus Williamsovou, figurující na 134. místě, když dostala ve třetím setu „kanára“.

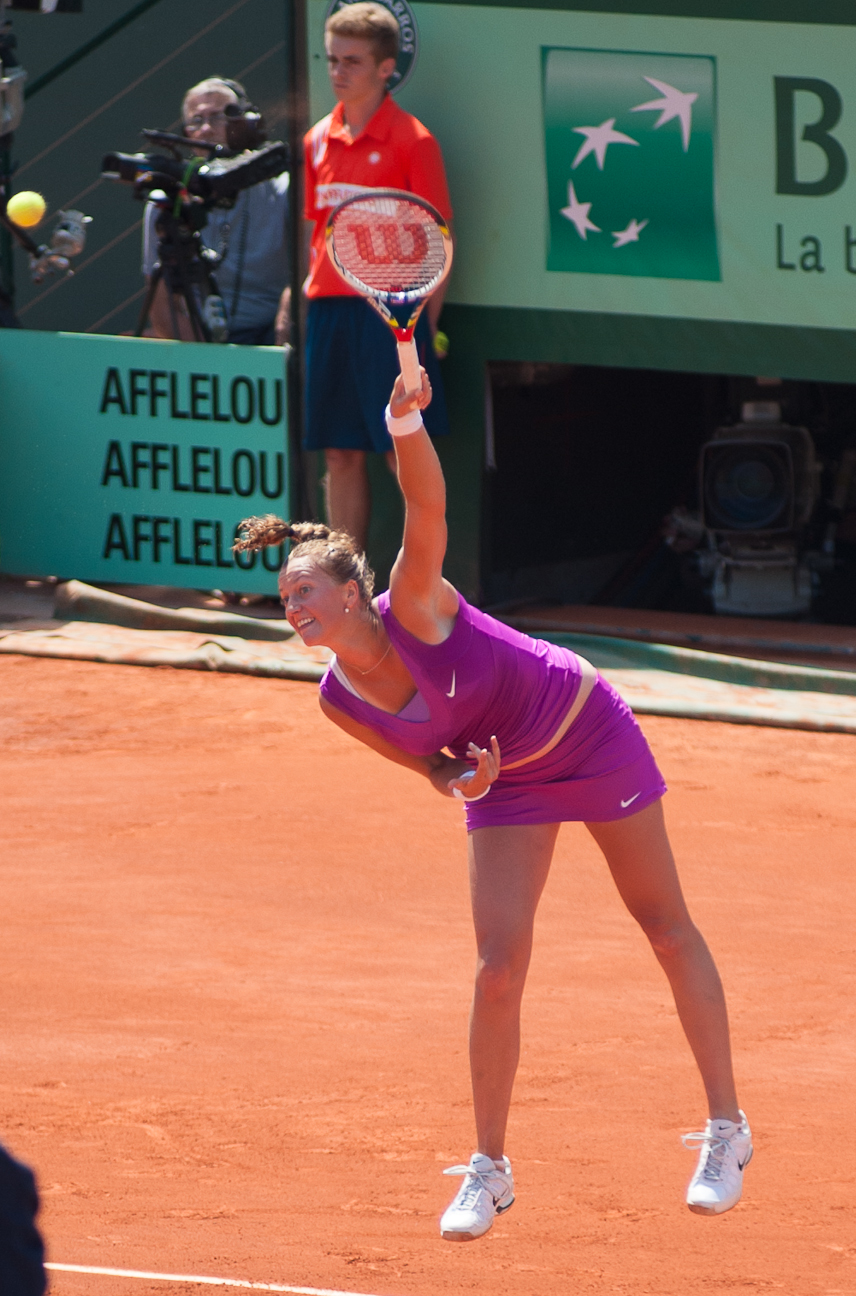
Podání na French Open 2012

Po téměř měsíční pauze vyplněné kondičním cvičením v Turecku se vrátila do ostravské ČEZ Arény, kde udržela halovou neporazitelnost, když ve fedcupovém semifinále zdolala Francescu Schiavoneovou a Saru Erraniovou. Český tým se tak přes Itálii probojoval podruhé za sebou do finále soutěže. Poté se vrátila do stuttgartské haly na první antukový turnaj sezóny a jediný hraný v hale. Přešla přes Francesu Schiavoneovou a domácí Angelique Kerberovou, aby v semifinále skončila na raketě pozdější vítězky turnaje Marie Šarapovové. Na netradiční madridskou modrou antuku vstupovala jako obhájkyně titulu, ale již ve druhém kole ji vyřadila kvalifikantka a krajanka Lucie Hradecká, která došla až do semifinále. Tento výsledek znamenal pokles na čtvrté místo klasifikace. Na římském Internazionali BNL d'Italia pak po dvou vydřených výhrách mezi posledními osmi odešla poražena od Angelique Kerberové, se kterou sehrála třísetový zápas, přestože byla limitována natažením břišního svalu.
Na pařížském grandslamu French Open hrála z pozice nasazené čtyřky. Na cestě do semifinále postupně porazila Ashleigh Bartyovou, Urszulu Radwańskou, Ninu Bratčikovovou, Varvaru Lepčenkovou a Jaroslavu Švedovovou, která nad Češkou v rozhodujícím setu čtvrtfinále vedla již 4–2, než poslední čtyři hry vřadě. V boji o postup do finále nestačila potřetí v sezóně na turnajovou dvojku Marii Šarapovovou, které podlehla ve dvou setech. Jednalo se o jejich třetí souboj z posledních čtyř grandslamů.
Sezónu na trávě zahájila vyřazením v prvním kole eastbournského AEGON International, kde jako obhájkyně finálové účasti skončila na raketě ruské hráčky Jekatěriny Makarovové. Do Wimbledonu nastoupila jako čtvrtá nasazená a obhájkyně prvenství. V prvním třech kolech neztratila jediný set a po výhrách nad Amanmuradovovou, Baltachovou a Lepčenkovou postoupila do osmifinále. V něm potřetí v sezóně porazila Italku Schiavoneovou, a probojovala se do třetího wimbledonského i grandslamového čtvrtfinále za sebou. V něm ji vyřadila dobře servírující šestá nasazená Američanka Serena Williamsová, která následně celý turnaj vyhrála, když v závěru druhého setu Češka nevyužila setbol. Kvitová tak ze čtvrtého místa žebříčku WTA spadla na šesté, před Němku Kerberovou.
Po Wimbledonu následovala téměř třítýdenní pauza, během které se připravovala na další z vrcholů sezony, olympijský turnaj v Londýně. Do něj vstupovala z pozice šesté nasazené. V úvodních kolech kole porazila Ukrajinku Katerynu Bondarenkovou a Číňanku Pcheng Šuaj ve třech setech. Před zápasem, který ji čekal s Italkou Flavií Pennetaovou, si Kvitová stěžovala na natažený břišní sval. Kvůli němu zrušila svoji původně nahlášenou účast ve smíšené čtyřhře s Radkem Štěpánkem. Nad Pennettaovou však v osmifinále vyhrála a postoupila do čtvrtfinále, kde podlehla Rusce Marii Kirilenkové ve dvou setech.

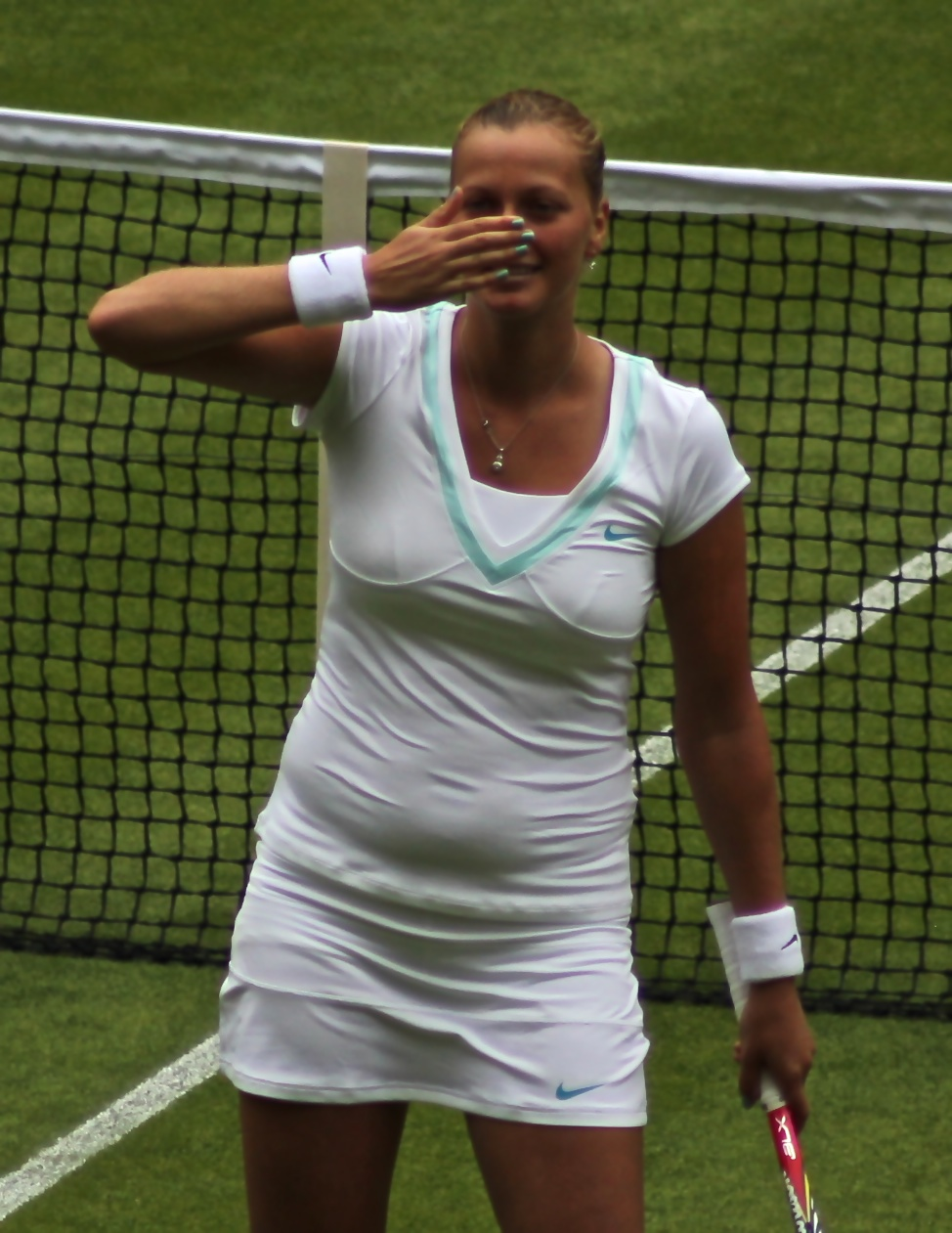
Po utkání ve Wimbledonu 2012

První titul sezóny a celkově osmý na okruhu WTA získala na amerických betonech série US Open, když zvítězila na montréalském Canada Masters. V prvním kole otočila zápas s Xeniji Pervekovou. Přestože soupeřka ve druhém setu podávala na postup, Češka druhý set vyhrála ve zkrácené hře a ve třetím setu nadělila soupeřce „kanára“. V osmifinále poprvé v sezóně porazila hráčku elitní desítky, když deklasovala Marion Bartoliovou po ztrátě pouhých dvou gamů. V semifinále na její raketě zůstala bývalá světová jednička Dánka Caroline Wozniacká a ve finále přehrála čínskou turnajovou desítku Li Na ve třech setech, když rozhodující podání soupeřce sebrala za stavu 3–2 na gamy ve třetí sadě. Boj o titul pro ni představoval první finálový zápas hraný na americkém kontinentu. Do semifinále se po výhrách nad Barthelovou 7-5 ve třetím setu, Pchengovou a Pavlujčenkovovou ve dvou setech dostala také v Cincinnati, kde prohrála s Němkou Kerberovou. Další týden přidala titul z turnaje v New Havenu, když postupně porazila Gibbsovou, čerstvou hráčku světové dvacítky a svojí krajanku Lucii Šafářovou a v semifinále Erraniovou, aby ve finále oplatila olympijskou porážku Kirilenkové, když v prvním setu odvrátila setboly a tiebreak vyhrála poměrem 11:9 a ve druhém dějství otočila nepříznivý stav her 2-5. Díky těmto výsledkům poprvé vyhrála letní US Open Series a posunula se zpět na páté místo žebříčku WTA.
Na US Open 2012, kde startovala jako pátá nasazená hráčka, porazila v prvním kole Slovinku Polonu Hercogovou ve dvou setech, přičemž první vyhrála až v tiebreaku. Ve druhém a ve třetím kole porazila shodně 2:0 na sety francouzské tenistky. Nejprve Alizé Cornetovou a následně Pauline Parmantierovou. Třetí Francouzka, Marion Bartoliová, která na ni čekala v osmifinále, byla již nad její síly. Z utkání odešla poražena ve třech setech, přičemž v rozhodujícím setu obdržela „kanára“. Po dohrání přiznala, že se proti Bartoliové cítila na kurtu naprosto bezradně.
V podzimní asijské části sezóny nastupovala z pozice čtvrté nasazené do tokijského Toray Pan Pacific Open, ale v prvním zápase podlehla Chorvatce Petře Martićové. Čtvrtá nasazená byla také v pekingském China Open, kde v prvním kole porazila Slovenku Hantuchovou, ale poté ji přehrála Carla Suárezová Navarrová. Přesto se podruhé za sebou se kvalifikovala na závěrečný Turnaj mistryň, kam přijížděla jako obhájkyně titulu a světová šestka. Byla nalosována do skupiny s Marií Šarapovovou, Agnieszkou Radwańskou a Sarou Erraniovou, ale po první porážce od Radwańské z turnaje odstoupila pro zánět nosohltanu.. Odhlášení komentovala slovy: „Je mi to líto, ale po konzultaci s lékaři jsme se rozhodli, že nebudu dál hrát … Jsem bojovnice a vždycky jsem chtěla hrát, ale opravdu se necítím dobře. Proto i s ohledem na nadcházející finále Fed Cupu letím domů.“ Odstoupení znamenalo pokles na 8. příčku světové klasifikace.
V pondělí 29. října pak odehrála v pražské O2 areně] exhibici s Marií Šarapovovou. Místo plánovaných dvou setů nastoupila k jedinému, který prohrála 1–6, a ve druhém ji nahradila Lucie Šafářová. Na stejném místě se o víkendu odehrálo finále světové skupiny Fed Cupu proti Srbsku. První zápas proti Jeleně Jankovićové vyhrála, v zápase týmových jedniček však nestačila na Ivanovićovou. Jednalo se o její první porážku v soutěži po 11 výhrách v řadě. Český výběr kapitána Petra Pály ale i tak obhájil vítězství pro výhře 3-1.
Sezónu zakončila těsně na 8. místě žebříčku WTA, 10 bodů za Li Na a 15 bodů za Erraniovou, celkově se ztrátou 5510 bodů na světovou jedničku Viktorii Azarenkovou.

### 2013: Druhá trofej z kategorie Premier 5

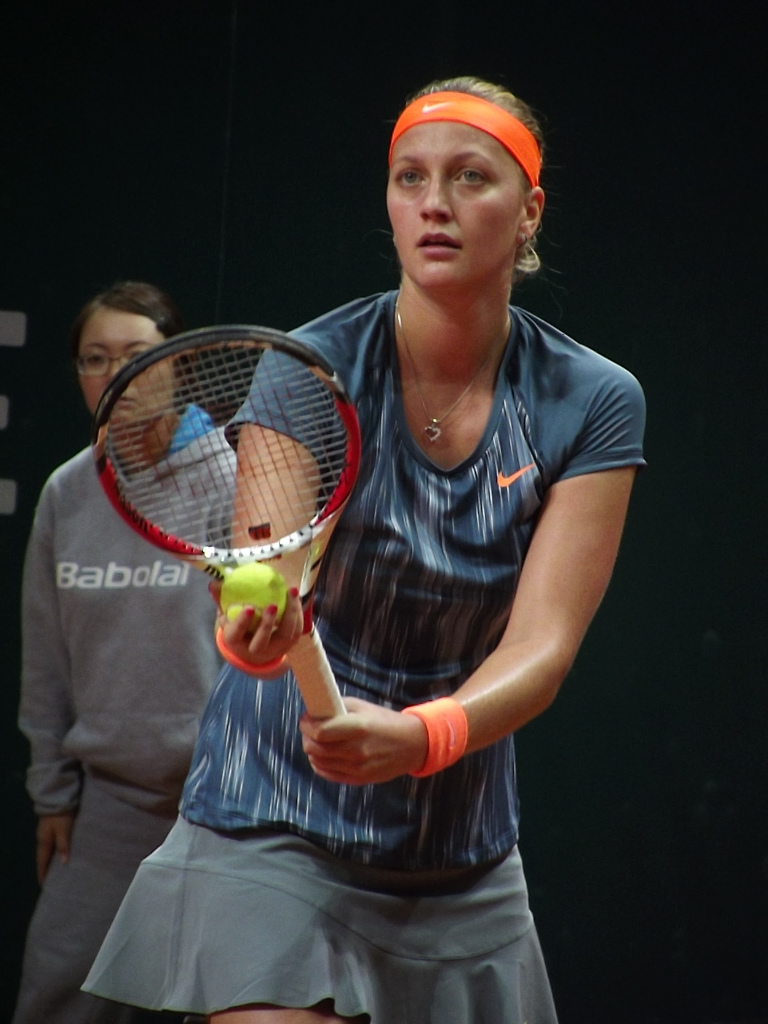
V roli jedničky na BNP Paribas Katowice Open

Na úvodní turnajích v Brisbane a v Sydney dohrála v prvním, respektive druhém kole. Australské trápení vyvrcholilo na prvním grandslamu sezóny, Australian Open, kde skončila už ve druhém kole na raketě osmnáctileté Britky Laury Robsonové po těsném výsledku gamů rozhodující sady 9–11, přestože byla dva míčky od vítězství..
V Evropě na turnaji Open GDF Suez hraném v hale skončila ve čtvrtfinále ve dvouhře a prvním kole ve čtyřhře.
Po 1. kole Světové skupiny Fed Cupu se zúčastnila Qatar Ladies Open v Dauhá, kde ve čtvrtfinále poprvé v kariéře sebrala set Sereně Williamsové. Dobře rozehrané utkání ztratila poměrem 5–7 ve třetí sadě, přestože v ní vedla již 4–1. Američanka se výhrou stala nejstarší světovou jedničkou v historii WTA.
Porážku si vynahradila na dalším turnaji Dubai Tennis Championships ve Spojených arabských emirátech, kde postupně porazila Hantuchovou, Ivanovićovou, obhájkyni titulu Radwańskou,Wozniackou a ve finále Erraniovou. Získala tak desátý titul na okruhu WTA a první v roce 2013 .
Na Indian Wells Masters došla jako pátá nasazená do čtvrtfinále, čímž si vylepšila místní maximum. V něm však neudržela vedení 6–4 a 4-2 proti Marii Kirilenkové a Rusce podlehla. Ve čtyřhře prohrála s Wickmayerovou zápas prvního kola proti Čanové a Husárové. Na druhém turnaji kategorie Premier Mandatory Sony Open Tennis hraném v Miami prohrála ve druhém zápase po třech setech s Belgičankou Kirsten Flipkensovou, která ji nadělila v prvním setu „kanára“.

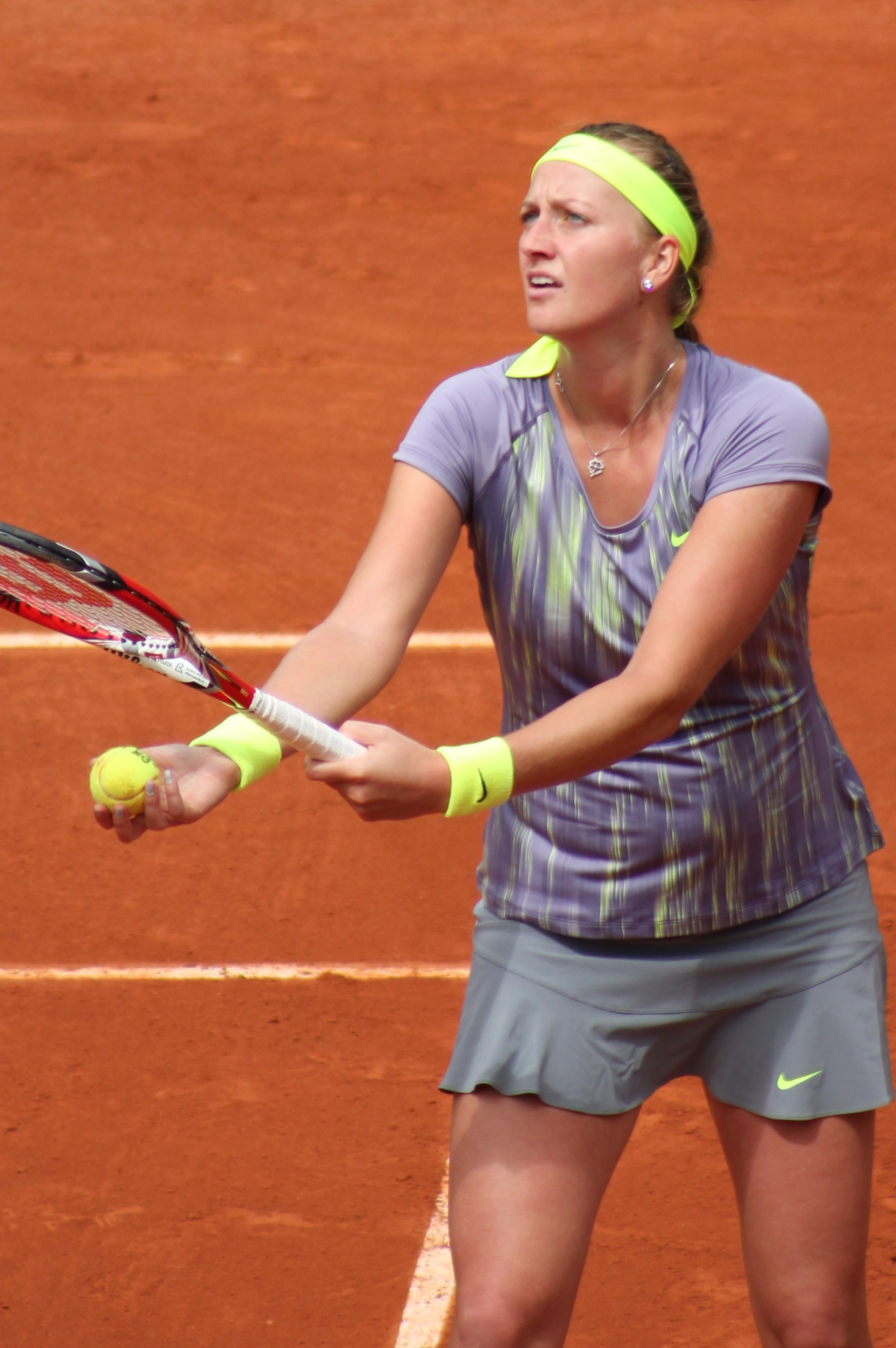
Během pařížského French Open 2013

Na evropském kontinentu startovala jako turnajová jednička na premiérovém ročníku polského BNP Paribas Katowice Open hraném na antuce v hale, kde pronikla bez ztráty setu do finále, prvního na antuce po dvou letech. V něm podlehla druhé nasazené Italce Vinciové a prohrála tak poprvé ve finále od turnaje v Eastbourne v roce 2011.
Na další antukové události v hale, stuttgartském Porsche Tennis Grand Prix, ji ve čtvrtfinále vyřadila světová pětka Li Na. Na události Mutua Madrid Open z kategorie Premier Mandatory došla do druhého kola, v němž skončila na raketě Daniely Hantuchové ve třech setech. Další týden startovala na turnaji v Římě Ve třetím kole ale nestačila Australanku Stosurovou po třísetovém průběhu.
Na pařížský grandslam French Open přijížděla v roli sedmé nasazené a obhajovala semifinálovou účast. Ve třetí fázi však skončila na raketě stejně staré Američanky Jamie Hamptonové.
Travnatou sezónu jako už tradičně zahájila na AEGON International v Eastbourne. Jako turnajová čtyřka ve druhém kole prohrála se svojí kamarádkou a občasnou partnerkou do čtyřhry Wickmayerovou, přestože se ve třetím setu ujala vedení 4–2 a 30:0 při svém podání. Právě s Belgičankou obdržely divokou kartu do ženské čtyřhry. V prvním zápase je vyřadila nenasazená dvojice Sie Šu-wej a Mirjana Lučićová Baroniová ve dvou setech.
Do nejslavnějšího turnaje světa ve Wimbledonu vstupovala jako osmá nasazená. Po vypadnutí velkých favoritek vzrostly šance na titul, ale vypadla ve čtvrtfinále po třísetovém průběhu s belgickou tenistkou Kirsten Flipkensovou.

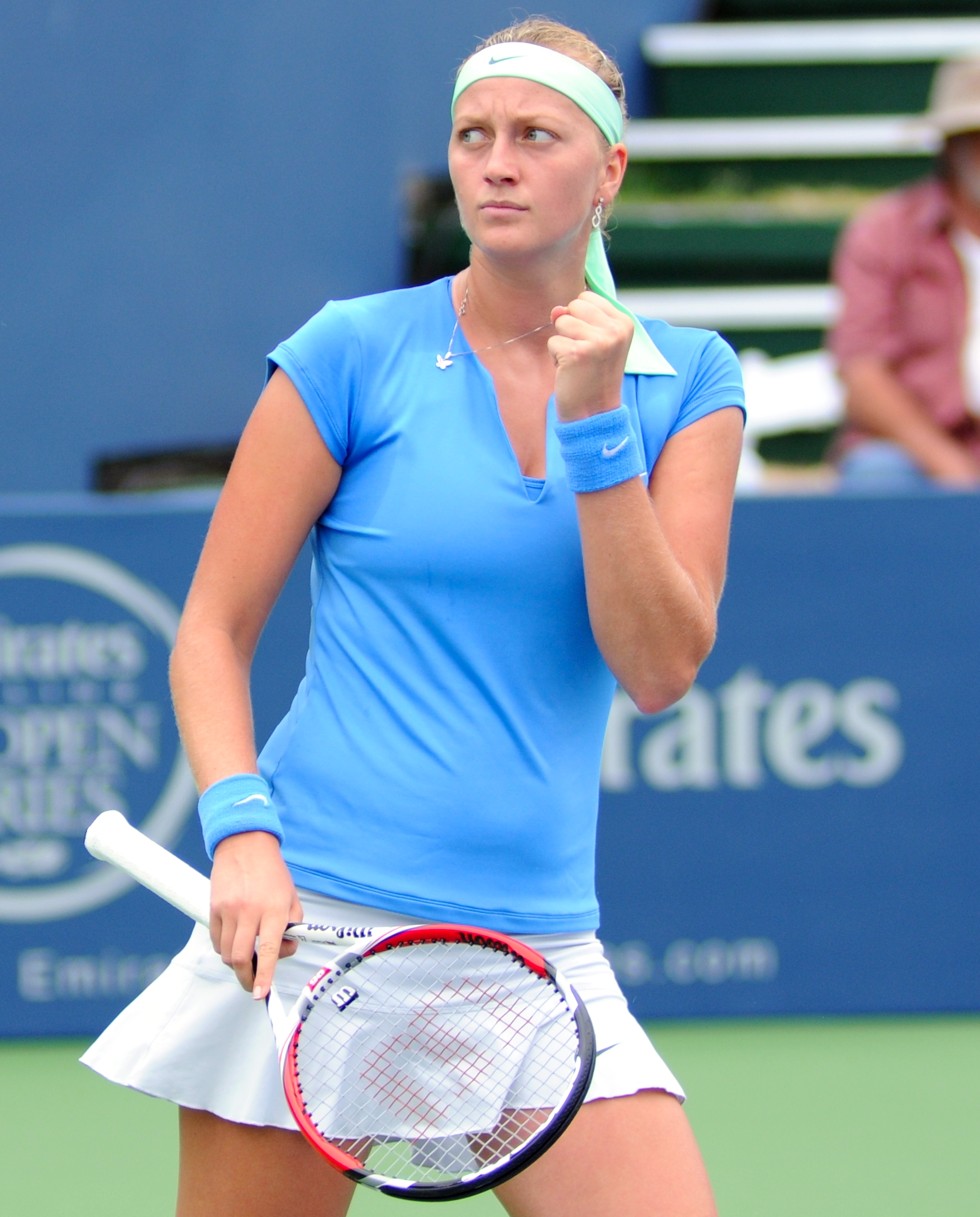
Na Southern California Open došla do čtvrtfinále

V roli obhájkyně titulu hrála na srpnovém Canada Masters, kde ji ve čtvrtfinále vyřadila nenasazená Rumunka Sorana Cîrsteaová. Ztráta bodů znamenala pád na 9. příčku světové klasifikace. Jako třetí nasazená se druhý rok za sebou probojovala do finále New Haven Open at Yale, v němž však hladce podlehla další rumunské hráčce Simoně Halepové. Bodová ztráta po neobhájení titulu způsobila pád na 10. místo. Na grandslamovém US Open pak ve třetím kole vypadla po hladkém průběhu s 81. tenistkou klasifikace Alison Riskeovou, když si v utkání nevytvořila žádnou breakovou příležitost. Během turnaje trpěla vysokými horečkami. Po grandslamu vypadla poprvé od května 2011, kdy zvítězila v Madridu, z první desítky hráček, když jí patřilo 11. místo.
Premiérový tokijský titul z Toray Pan Pacific Open a druhý v kategorii Premier 5 získala na konci září. Po semifinálové výhře nad bývalou světovou jedničkou Venus Williamsovou, si v boji o titul poradila s Němkou Angelique Kerberovou. Bodový zisk znamenal návrat do první světové desítky na 7. místo. V navazujícím pekingském China Open se po vítězství nad čtvrtou nasazenou Li Na probojovala do semifinále, kde byla nad její síly Srbka Jelena Jankovićová. Vzhledem k poraněným zádům a únavě se odhlásila z lineckého turnaje. V probíhající sezóně tak nastoupila již do třiceti šesti třísetových duelů, čímž vyrovnala rekord od roku 2000, patřící Patty Schnyderové ze sezóny 2005. Kvitová jich dovedla do vítězného konce dvacet čtyři, což znamenalo nový rekordní počet třísetových výher na ženském okruhu během jediného roku. Tento rekord do konce sezóny rozšířila během istanbulského turnaje o jednu třísetovou výhru na 25 vítězství.
Na závěrečný Turnaj mistryň hraný v Istanbulu přijížděla jako šestá hráčka světa. V základní skupině nejprve přehrála Agnieszku Radwańskou, poté podlehla Sereně Williamsové a třísetová výhra nad Angelique Kerberovou jí zajistila postup do semifinále. V něm podlehla Li Na po dvousetovém průběhu. Sezónu zakončila poprvé na 6. místě.

### 2014: Druhý wimbledonský vavřín a návrat do první světové pětky
Sezónu podruhé v kariéře rozehrála jako reprezentantka českého týmu na Hopmanově poháru, kde po jejím boku nastoupil její přítel Radek Štěpánek. Přestože vyhrála všechny tři dvouhry nad Cornetovou, Medinaovou Garriguesovou a Stephensovou, družstvo skončilo na nepostupovém 2. místě základní skupiny.

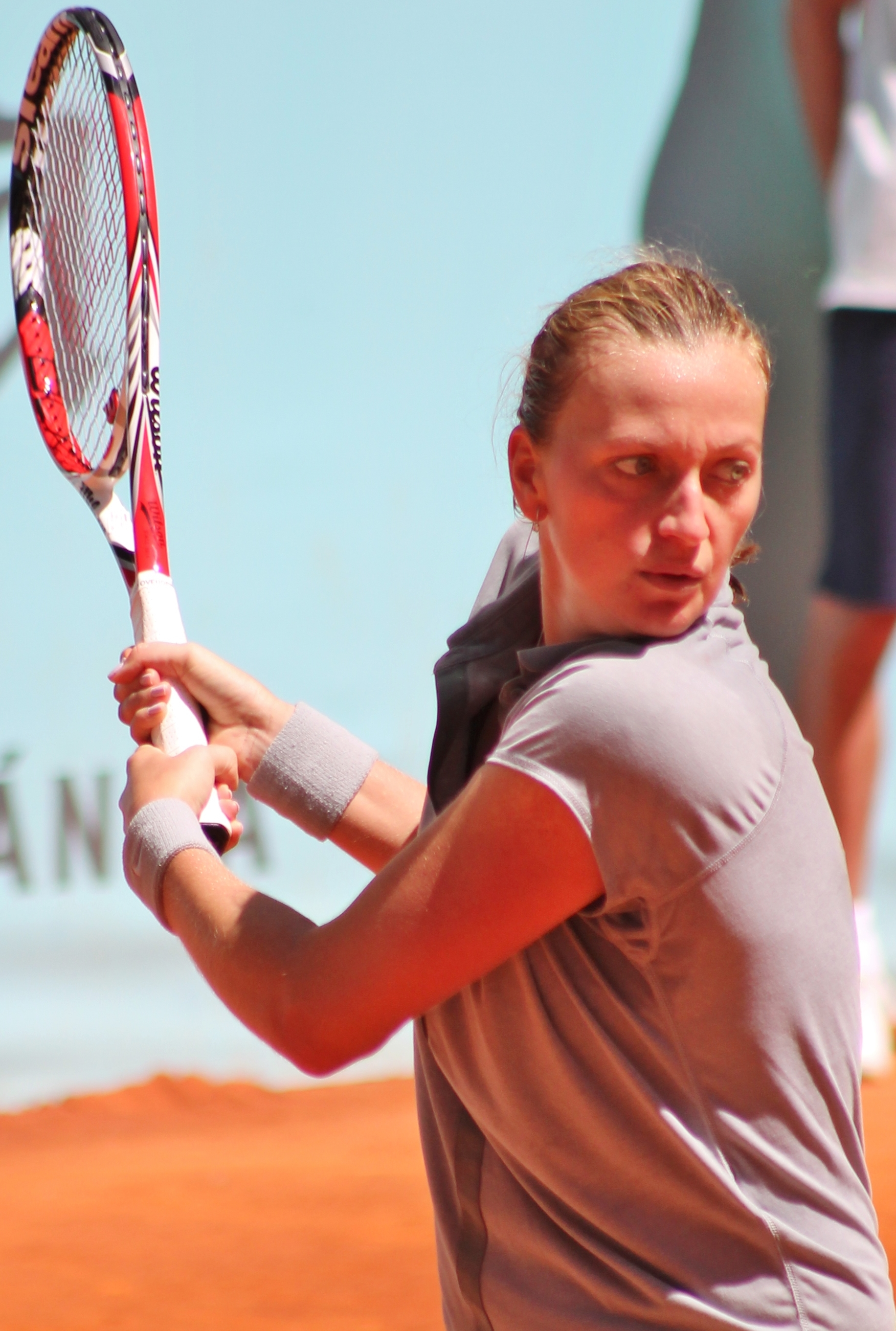
Bekhend na Madrid Open, kde skončila v semifinále

První událostí v rámci WTA Tour se stal lednový Apia International Sydney, kde jako turnajová dvojka prošla přes Lucii Šafářovou do semifinále. V něm nestačila na 107. hráčku klasifikace a kvalifikantku Cvetanu Pironkovovou. V roli šesté nasazené skončil pro ni Australian Open v prvním kole poté, co překvapivě vypadla s 88. tenistkou žebříčku Luksiku Kumkhumovou z Thajska. Z plánovaného pařížského Open GDF Suez se odhlásila pro respirační onemocnění a nestihla tak ani první kolo Světové skupiny Fed Cupu proti Španělsku.
V polovině února zavítala na Qatar Total Open, kde jako třetí nasazená po volném losu zvládla dramatickou bitvu s Venus Williamsovou po vyhrané zkrácené hře rozhodující sady. V ní se však ocitla na prahu vyřazení, když měla Američanka breakovou příležitost na vedení gamů 5–1 a v tiebreaku pak Češka odvrátila mečbol. V dalším střetnutí, podruhé v rozpětí měsíce, porazila Lucii Šafářovou, aby její cesta pavoukem skončila ve čtvrtfinále na raketě světové osmičky Jeleny Jankovićové, když získala jen čtyři hry. Na navazujícím Dubai Tennis Championships odešla ze svého úvodního zápasu druhého kola těsně poražena od šestnácté ženy klasifikace Carly Suárezové Navarrové. Na březnové události Indian Wells Masters jí po výhře nad Světlanou Kuzněcovovou v osmifinále zastavila úřadující finalistka Australian Open Dominika Cibulková.
Následoval antukový Porsche Tennis Grand Prix ve Stuttgartu, kde vypadla po volném losu s Ruskou z druhé stovky žebříčku Alisou Klejbanovovou. Zlepšení formy přišlo na Mutua Madrid Open, turnaji z druhé nejvyšší kategorie Premier Mandatory, kde se probojovala do semifinále. V něm nenašla recept na světovou pětku Simonu Halepovou ve třech setech. Rome Masters představoval další vyřazení v jejím úvodním duelu druhého kola s Číňankou Čang Šuaj. Po výhře nad Marinou Erakovicovou na French Open byla ve třetí fázi nad její síly houževnatá 27. nasazená Světlana Kuzněcovová. V roli turnajové šestky svedla s Ruskou dramatický boj, který rozhodla až koncovka třetí sady nepříznivým poměrem gamů 7–9.

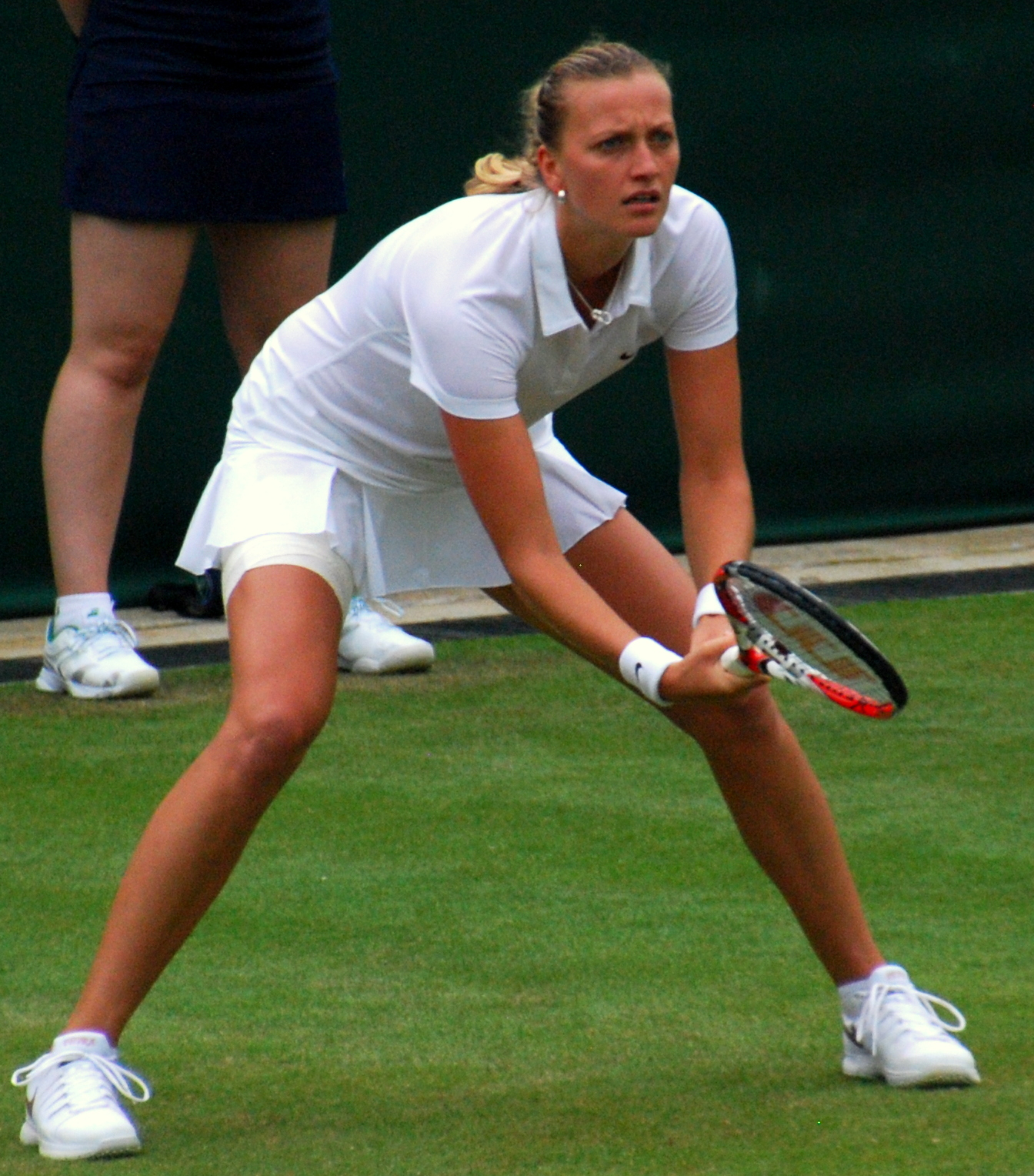
Z Wimbledonu si odvezla druhý grandslamový titul

Travnatou část rozehrála na AEGON International v Eastbourne, kde na úvod porazila Lucii Šafářovou ve velmi vyrovnaném třísetovém zápase, který rozhodl až tiebreak třetího setu. Ve druhém kole přehrála ve dvou setech americkou tenistku Varvaru Lepčenkovou, ale do čtvrtfinále proti Britce Heather Watsonové již pro zranění nenastoupila a rozhodla se šetřit síly na nadcházející Wimbledon.
Do Wimbledonu vstoupila z pozice nasazené šestky. Poraženým soupeřkám v úvodních dvou kolech Andree Hlaváčkové i Němce Moně Barthelové uštědřila po jednom „kanáru“. Ve třetím kole zdolala ve třech setech 30. nasazenou Američanku Venus Williamsovou. Jednalo se o nejvyrovnanější duel, v němž se ocitla dva míče od vyřazení. Ve čtvrtém kole ve dvou setech porazila Číňanku Pcheng Šuaj. Mezi poslední osmičkou hráček figurovaly v dolní polovině pavouka tři Češky. Kvitová tak mohla dvakrát narazit na svou krajanku. Jako první porazila Barboru Záhlavovou-Strýcovou. V semifinále pak přehrála Lucii Šafářovou. Vyrovnanou úvodní sadu rozhodla ve svůj prospěch až tiebreakem, aby poté již na dvorci dominovala. Šafářovou tak zdolala popáté v probíhající sezóně a vzájemnou bilanci zápasů navýšila na 6–0. Ve svém druhém grandslamovém finále si poradila s 20letou turnajovou třináctkou Eugenií Bouchardovou z Kanady. Po jednoznačném průběhu vyhrála za 55 minut, což znamenalo nejkratší wimbledonské finále po 31 letech a páté nejkratší v historii All England Clubu. V žebříčku WTA se posunula na 4. místo, kde naposledy figurovala během Wimbledonu 2012.

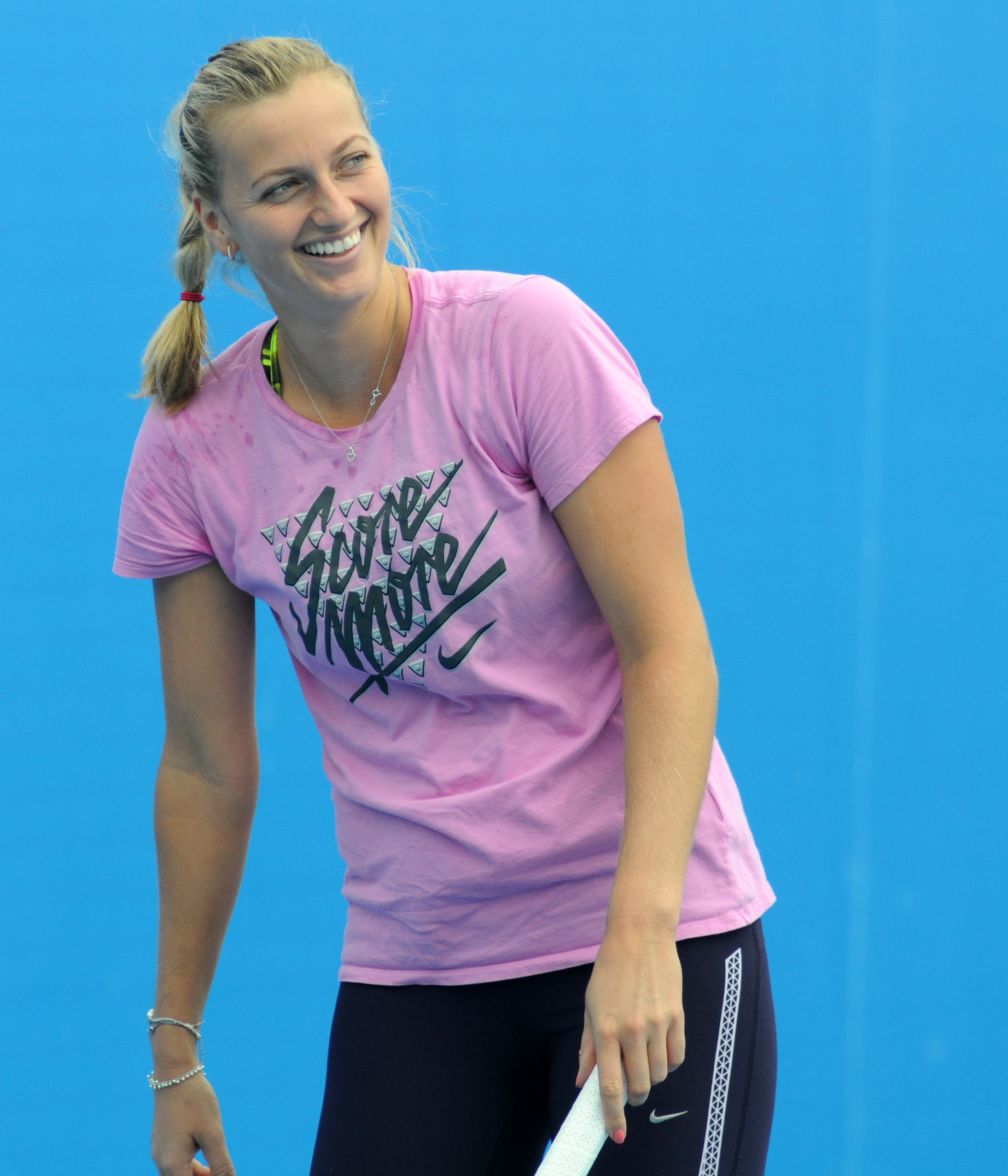
Na pekingském China Open podlehla ve finále Marii Šarapovové

Letní srpnovou US Open Series odstartovala na Canada Masters, kde po výhře nad Casey Dellacquovou skončila ve třetí fázi na raketě Jekatěriny Makarovové, pozdější semifinalistky turnaje. Po volném losu navazujícího Cincinnati Masters vypadla ve druhém kole s Ukrajinkou Elinou Svitolinovou. Až Connecticut Open přinesl zlepšení formy. V roli turnajové dvojky prošla pavoukem bez ztráty setu. Na úvod oplatila čerstvou porážku Makarovové, když jí povolila uhrát pouze tři hry. Ve čtvrtfinále na její raketě zůstala Češka Barbora Záhlavová-Strýcová. V semifinále si poradila se Sam Stosurovou a ve finále se poprvé na okruhu WTA Tour střetla se Slovenkou Magdalénou Rybárikovou. Po výhře slavila třináctý kariérní titul, kterým se v rámci českých tenistek dotáhla na Reginu Maršíkovou. Současně se jednalo o druhou trofej z New Havenu, kde odehrála třetí finále v řadě. Na poslední grandslam sezóny US Open vstupovala v roli třetí nejvýše postavené hráčky. Na úvod deklasovala Francouzku Kristinu Mladenovicovou, jež jí dokázala odebrat jediný game. Poté zvládla utkání proti krajance Petře Cetkovské, aby ve třetím kole překvapivě nestačila na srbskou kvalifikantku Aleksandru Krunićovou.
Asijskou část rozehrála premiérovým ročníkem Wuhan Open z kategorie Premier 5, kde v roli třetí nasazené vyhrála čtrnáctý titul kariéry. Po vyřazení Karin Knappové, ztratila jediný set na turnaji ve třetím kole, kde narazila na čerstvou šampiónku ze Soulu a krajanku Karolínu Plíškovou. Ve čtvrtfinále přehrála Francouzku Caroline Garciaovou a mezi poslední čtyřkou oplatila srpnovou porážku Svitolinové. Ve finále ji nezastavila ani šestá nasazená Eugenie Bouchardová, když v repríze wimbledonského finále vyhrála za hodinu a dvacet minut. Jednalo se o její první vítězný zápas v probíhající sezóně nad hráčkou z první desítky žebříčku. Povinný China Open rozehrála ve druhém kole, když wuchanské semifinalistky obdržely volný los. V něm porazila domácí Pcheng Šuaj, semifinalistku posledního grandslamu. Další soupeřkou pro ni měla být Venus Williamsová. Zápas třetího kola se však neodehrál pro nemoc Američanky. Po zvládnutém čtvrtfinále s Italkou Robertou Vinciovou a následném zápasu proti Sam Stosurové ukončila její vítězné tažení čínskými turnaji Maria Šarapovová. Česká tenistka proti ní uhrála set, první od smolné porážky na Australian Open 2012. Po prohraném finále klesla ze třetí na čtvrtou příčku klasifikace.
Dne 27. září se po wuchanské finálové bitvě proti Bouchardové počtvrté v řadě kvalifikovala na Turnaj mistryň, hraný poprvé v Singapuru. Všechny její tři duely v bílé skupině skončily poměrem setů 6–2 a 6–3. Dvakrát odešla takto poražena, když podruhé v kariéře i na Turnaji mistryň nestačila na Polku Agnieszku Radwańskou a Dánku Caroline Wozniackou. Naopak vyhrála nad Marií Šarapovovou, čímž ukončila sérii pěti výher Rusky ve vzájemných utkáních. Obsadila tak poslední čtvrté místo ve skupině, ačkoliv jí stačilo Wozniackou porazit a postoupila by do dalšího průběhu turnaje z prvního místa.
V listopadu nastoupila do pražského finále Fed Cupu proti Německu, kde získala dva body. Po výhře 3:1 na zápasy slavila svoji třetí trofej. Sezónu zakončila na 4. příčce žebříčku WTA, o dvě místa výše, než v roce 2013.

### 2015: Premiérový obhájený titul a finále Turnaje mistryň

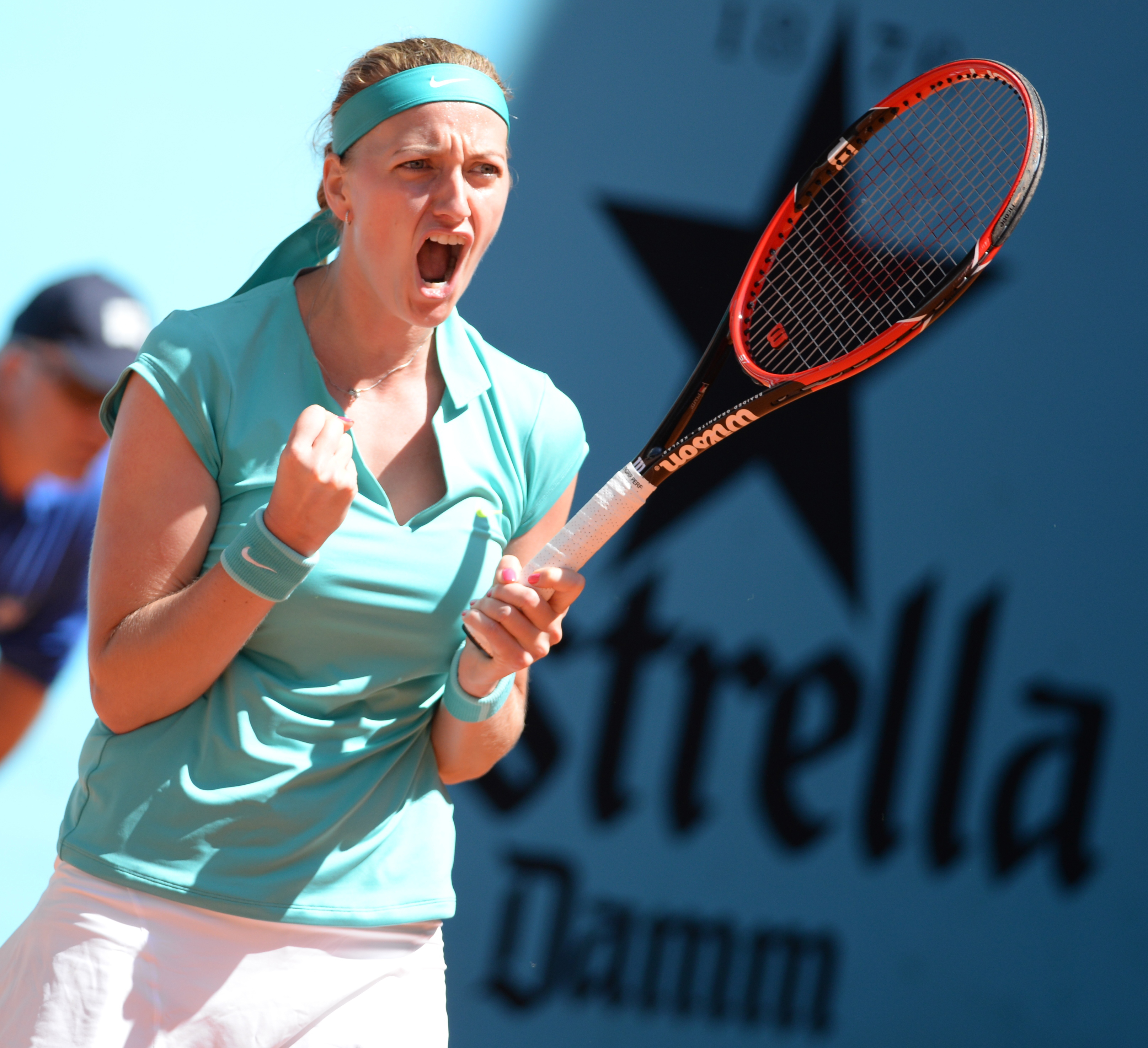
V květnu podruhé vyhrála Mutua Madrid Open

Sezónu zahájila na šenčenském turnaji v roli druhé nasazené. Poprvé od Katowice Open 2013 se tak zúčastnila turnaje z kategorie International. V semifinále byla nad její síly Švýcarka Timea Bacsinszká. Počtvrté za sebou zavítala na Apia International Sydney, kde v semifinále oplatila porážku z předchozího ročníku Cvetaně Pironkovové. Ve finále přehrála krajanku Karolínu Plíškovou po zvládnutých tiebreacích obou setů a připsala si patnáctý kariérní titul. Sérii neporazitelnosti proti Češkám prodloužila na patnáct utkání. Na melbournském Australian Open postoupila přes nizozemskou kvalifikantku Richel Hogenkampovou a Němku Monu Barthelovou do třetího kola. V něm nestačila ve dvou setech na útočně hrající americkou teenagerku Madison Keysovou.
V únoru skončila ve třetím kole Dubai Tennis Championships a ve čtvrtfinále Qatar Total Open vždy na raketě Carly Suárezové Navarrové. Následně přerušila na pět týdnů sezónu, když se cítila být „totálně vyčerpaná a prožívala prázdnotu“. V srpnu 2015 lékaři z Centra pohybové medicíny v Praze označili za příčinu jarní pauzy mononukleózu, kterou prokázaly testy. Mezi profesionály se tak přiřadila k McHaleové, Watsonové či Federerovi, kteří toto onemocnění prodělali také. Na žebříčku WTA si přes pauzu udržela čtvrtou pozici. Na dvorce se vrátila v polovině dubna dvěma výhrami v semifinále Fed Cupu proti Francii. čímž dopomohla k postupu do finále vítězstvím 3:1 na zápasy. Na halovém antukovém Porsche Tennis Grand Prix skončila, po volném losu, ve druhém kole porážkou od Američanky Madison Brengleové.
Jako čtvrtá nasazená zdolala v semifinále Mutua Madrid Open světovou jedničku Serenu Williamsovou, která jí odebrala pouze pět gamů. Jednalo se o její první vzájemné vítězství, když při předchozích pěti prohrách dokázala uhrát jediný set. V boji o titul deklasovala za 66 minut Rusku Světlanu Kuzněcovovou. Připsala si tak druhou madridskou trofej, jež znamenala šestnácté turnajové vítězství na okruhu WTA Tour. V duelu využila čtyři breakové příležitosti z jedenácti nabídek, zatímco Ruska si nevypracovala ani jednu.

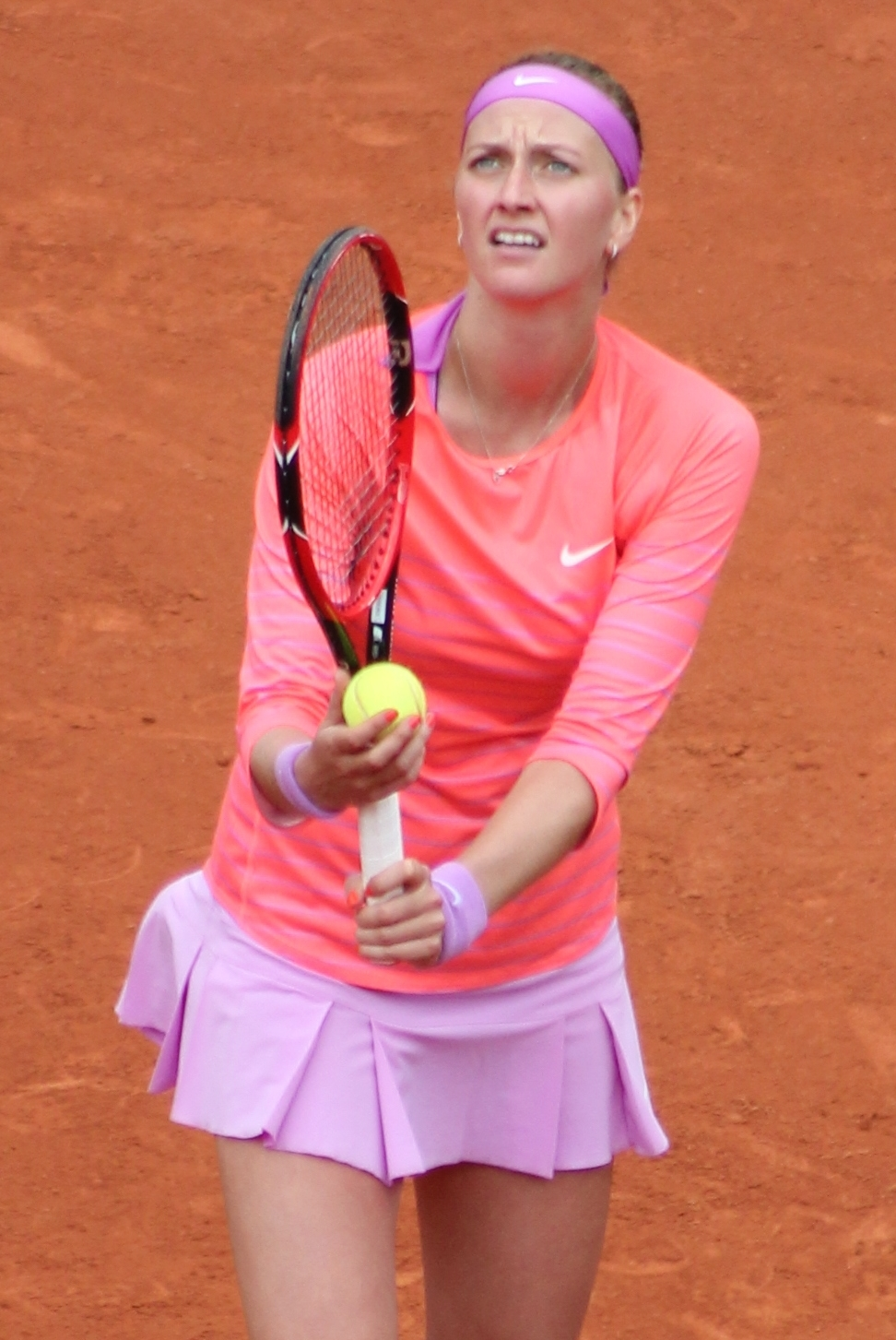
Na Roland Garros v Paříži nepřešla Kvitová přes 4. kolo

Ve čtvrtfinále Rome Masters potřetí v sezóně nestačila na Suárezovou Navarrovou, čímž Španělka vyrovnala poměr vzájemných zápasů na 5–5. Roland Garros rozehrála třísetovými výhrami nad Marinou Erakovicovou a Solerovou Espinosovou, v nichž nasbírala 101 nevynucených chyb. Ve třetím kole přešla hladce přes 30. nasazenou Rumunku Irinu-Camelii Beguovou. Osmifinále však přineslo vyřazení od dvacáté čtvrté ženy žebříčku Timey Bacsinszké. Bodové ztráty Šarapovové i Halepové ovšem znamenaly, že se Kvitová po tomto grandslamu podruhé v kariéře posunula na 2. místo v žebříčku WTA.
Z eastbournského AEGON International se odhlásila pro virózu. Do Wimbledonu vstupovala z pozice druhé nasazené jako obhájkyně titulu. V prvním kole deklasovala Nizozemku Kiki Bertensovou, když za 35 minut ztratila jednu hru. Při vlastním podání soupeřce povolila uhrát jediný fiftýn, když otevřela poslední hru dvojchybou. Jednalo se o nejkratší zápas na okruhu WTA Tour za posledních pět let. V dalším kole si hladce poradila s 57. ženou světového žebříčku Kurumi Naraovou z Japonska. Potřetí v kariéře posléze podlehla turnajové osmadvacítce Jeleně Jankovićové, když prohospodařila vedení 6–3 a 4–2. Vyřazení ve třetí fázi představovalo její nejhorší wimbledonský výsledek od roku 2009.
Severoamerickou letní sezónu na betonech zahájila srpnovým Canada Masters v Torontu, kde po volném losu v úvodním kole nestačila ve dvou setech na Viktorii Azarenkovou z Běloruska. Ani na Cincinnati Masters nezvládla svůj úvodní zápas a po volném losu ji vyřadila 39. žena žebříčku Caroline Garciaová z Francie, proti níž ztratila šestkrát podání a zahrála jedenáct dvojchyb. Třetí titul za předchozí čtyři ročníky získala na Connecticut Open v New Havenu, kde startovala jako druhá nasazená. Po zvládnutém semifinále proti čtyřnásobné šampionce turnaje a světové čtyřce Caroline Wozniacké, v němž odvrátila v úvodní sadě setbol, ji v boji o titul vyzvala šestá hráčka klasifikace Lucie Šafářová. Po ztrátě úvodní sady si vypracovala devět brejkových příležitostí, z nichž čtyři proměnila. Sama neztratila žádné podání a vyhrála za 2:18 hodin ve třech sadách, čímž navýšila vzájemnou bilanci na 7–0. Proti Češkám držela již 16zápasovou neporazitelnost. Po týdnu se vrátila na 4. příčku žebříčku. Ve vítězné sérii pokračovala na US Open, kde v úvodních čtyřech kolech na její raketě skončily německá kvalifikantka Laura Siegemundová, Američanka Nicole Gibbsová, třicátá druhá nasazená Anna Karolína Schmiedlová a britská kvalifikantka Johanna Kontaová. Na cestě do svého prvního newyorského čtvrtfinále neztratila žádný set. Po čtrnácti letech se tak stala první českou hráčkou v této fázi turnaje, když navázala na čtvrtfinálovou účast Dáji Bedáňové z roku 2001. V něm však byla nad její síly turnajová šestadvacítka a pozdější vítězka grandslamu Flavia Pennettaová. Po zisku úvodní sady ve druhé nevyužila prolomené podání soupeřky a vedení 3–1 na gamy.
Asijskou podzimní část zahájila v roli obhájkyně titulu na Wuhan Open, kde ji ve třetím kole zastavila úřadující finalistka US Open a patnáctá nasazená Roberta Vinciová. Pekingský China Open pak opustila porážkou v úvodním zápase, když nestačila na třetí Italku v řadě Saru Erraniovou po dvousetovém průběhu. Popáté za sebou se probojovala na závěrečný Turnaj mistryň, podruhé hraný v Singapuru. V základní fázi dvouhry na úvod podlehla dobře se pohybující Angelique Kerberové. Následně zdolala Lucii Šafářovou a udržela proti ní osmizápasovou neporazitelnost. V závěrečném klání bílé skupiny podlehla, v prvním vzájemném duelu, světové trojce Garbiñe Muguruzaové ve třech setech. Do semifinále pronikla až díky pomoci Šafářové, která v závěrečném dvousetovém utkání přehrála Kerberovou. Mezi poslední čtveřicí hráček předvedla jeden ze svých nejlepších výkonů sezóny a vyřadila Marii Šarapovovou, když ve druhém setu odvrátila setbol a dotáhla ztrátu 1–5 na gamy. Ve finále pak nestačila na málo chybující Polku Agnieszku Radwańskou ve třech setech. Poměr nevynucených chyb vyzněl výrazně v její neprospěch 5–53. Využila čtyři z pěti brejkbolů. Naopak soupeřce nabídla čtrnáct možností na prolomení servisu, z nichž sedm prohrála. Postupem do finále překročila jako třináctá tenistka historie hranici 20 milionů dolarů na odměnách.
Na bratislavské exhibici Tennis Champions prohrála 1. prosince s Annou Karolínou Schmiedlovou v jednosetovém duelu 5–7.
Sezónu zakončila na 6. místě, když ji na páté pozici vystřídala starší ze sester Radwańských.

### 2016: Výhra na WTA Elite Trophy, pátý titul ve Fed Cupu a propad mimo Top 10

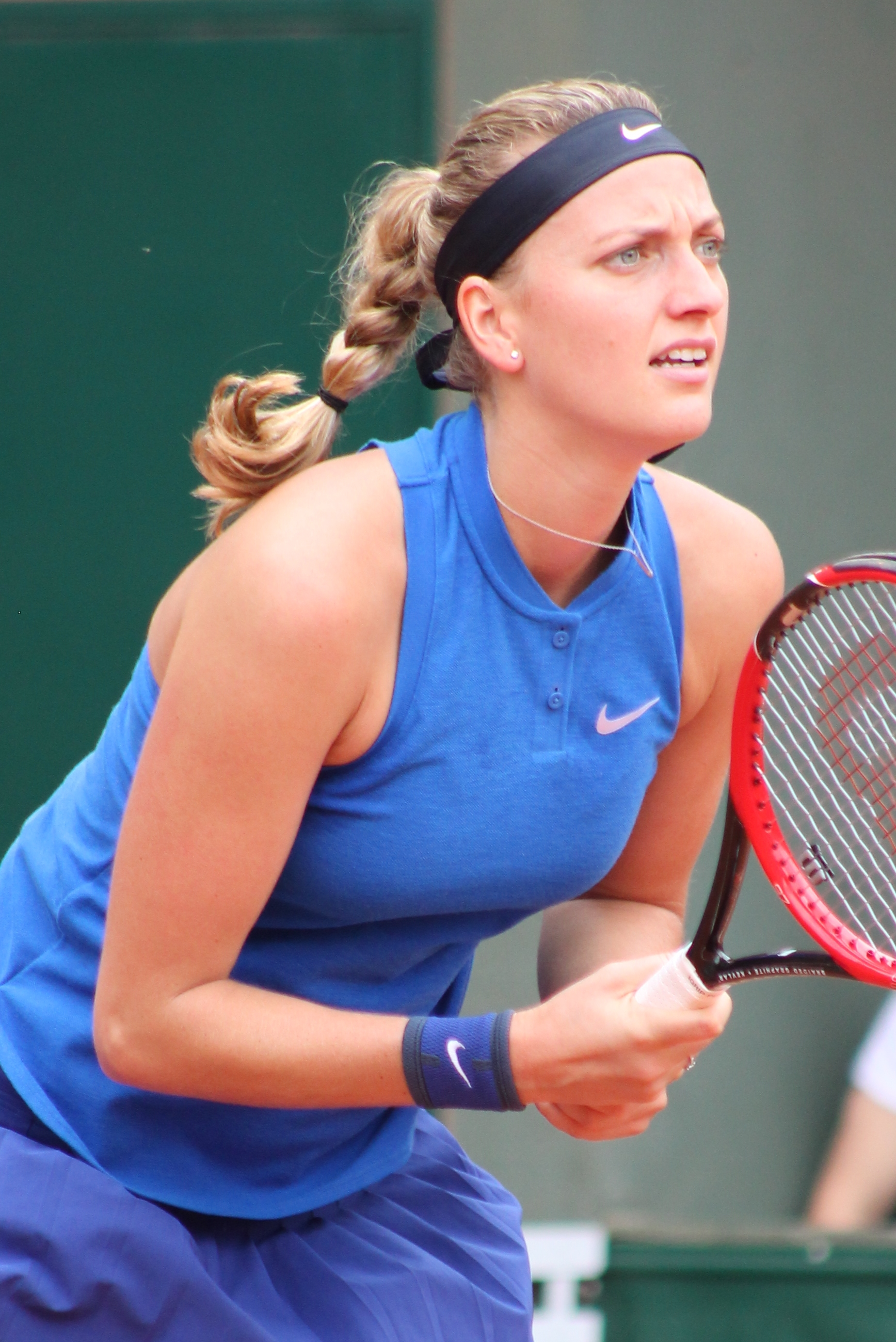
Na Roland Garros skončila ve 3. kole na raketě Shelby Rogersové po setech 0–6, 7–6, 0–6

Sezónu rozehrála na šenčenském turnaji. Utkání prvního kola s Číňankou Čeng Saj-saj však po ztrátě úvodní sady skrečovala. Jednalo se o její první skrečovaný zápas v profesionální kariéře a první prohrané úvodní utkání sezóny od roku 2009. Češka uvedla, že žaludeční problémy byly zřejmě způsobeny jídlem. Po příletu na Apia International Sydney, kde měla obhajovat titul, se však pro pokračující zdravotní potíže odhlásila. První dohraný zápas tak absolvovala na grandslamu Australian Open. V úvodním kole oplatila dva roky starou porážku thajské kvalifikantce Luksice Kumkhumové. Následně však nestačila na čerstvou vítězku Hopmanova poháru a nováčka roku Darju Gavrilovovou. Ve dvousetovém střetnutí, trvajícím hodinu a půl, zahrála 17 vítězných míčů a vytvořila 35 nevynucených chyb. V úvodním setu dvakrát nevyužila výhodu prolomeného podání Australanky. Krátce po vypadnutí z turnaje oznámila konec spolupráce s Davidem Kotyzou, který ji vedl od listopadu 2008 a pod jehož vedením dvakrát vyhrála Wimbledon a také Turnaj mistryň.
Ve druhé polovině února obdržela v roli turnajové čtyřky na Dubai Tennis Championships volný los, aby ve druhém kole dohrála na raketě americké světové šedesátky Madison Brengleové. V zápase přitom ztratila vedení 6–0 a 3–1. Navazující Qatar Total Open znamenal druhý vítězný zápas v roce, když po volném losu přehrála Barboru Strýcovou. Šestá porážka v roce však následovala ve třetí fázi z rakety pozdější lotyšské finalistky, 18leté Jeļeny Ostapenkové, když opět promarnila náskok 7–5 a 2–1. Následně její hra začala mít vážné trhliny a od daného stavu uhrála pouze jediný game. Na BNP Paribas Open dohrála ve čtvrtfinále s třetí nasazenou Agnieszkou Radwańskou. Přesto dosáhla nejkvalitnějšího výsledku v probíhající sezóně. Navazující Miami Open opustila ve třetím kole po dvousetové prohře s turnajovou třicítkou Jekatěrinou Makarovovou. V úvodní sadě ztratila vedení gamů 4–1. Rozhodující brejk Rusky přišel v polovině druhé sady, které tak od stavu 3–2 stačilo držet svá podání.
Antuka Porsche Tennis Grand Prix znamenala postup do prvního semifinále v sezóně i nástup nového trenéra Františka Čermáka. Ve druhém kole vrátila čerstvou fedcupovou porážku Monice Niculescuové, přestože měla soupeřka tři mečboly, a v rozhodující sadě třetí fáze uštědřila „kanára“ světové čtyřce Garbiñe Muguruzaové. Mezi poslední čtveřicí odešla poražena z třísetového zápasu s obhájkyní titulu a pozdější vítězkou Angelique Kerberovou. Na květnovém Mutua Madrid Open přešla přes Laru Arruabarrenovou, hrající na divokou kartu, a kvalifikantku Jelenu Vesninovou do třetího kola. V něm skončila, stejně jako na lednovém Australian Open, na raketě Darji Gavrilovové. Po volném losu na římském Internazionali BNL d'Italia podlehla americké světové čtyřiadvacítce Madison Keysové ve dvou sadách. Ztráta bodů znamenala, že po necelých třech letech – 16. května 2016 – vypadla z elitní světové desítky žebříčku WTA. Klesla tak na 12. místo s náskokem 35 bodů před třináctou Šafářovou. Naposledy předtím opustila první desítku 23. září 2013. Na pařížském French Open startovala jako turnajová desítka, nejníže postavená na Grand Slamu za více než pět let. V prvním kole přehrála Černohorku Danku Kovinićovou, která šla v rozhodující sadě podávat za stavu 5–4 na vítězství v zápase. Game ovšem nezvládla a třemi hrami v řadě si zajistila Kvitová postup. Po vyřazení Tchajwanky Sie Šu-wej však skončila na raketě 23leté Američanky a 108. hráčky žebříčku Shelby Rogersové, která tak dosáhla největší výhry dosavadní kariéry. Přestože ztratila druhý set v tiebreaku, ve zbývajících dvou nedovolila české jedničce uhrát ani jeden game.

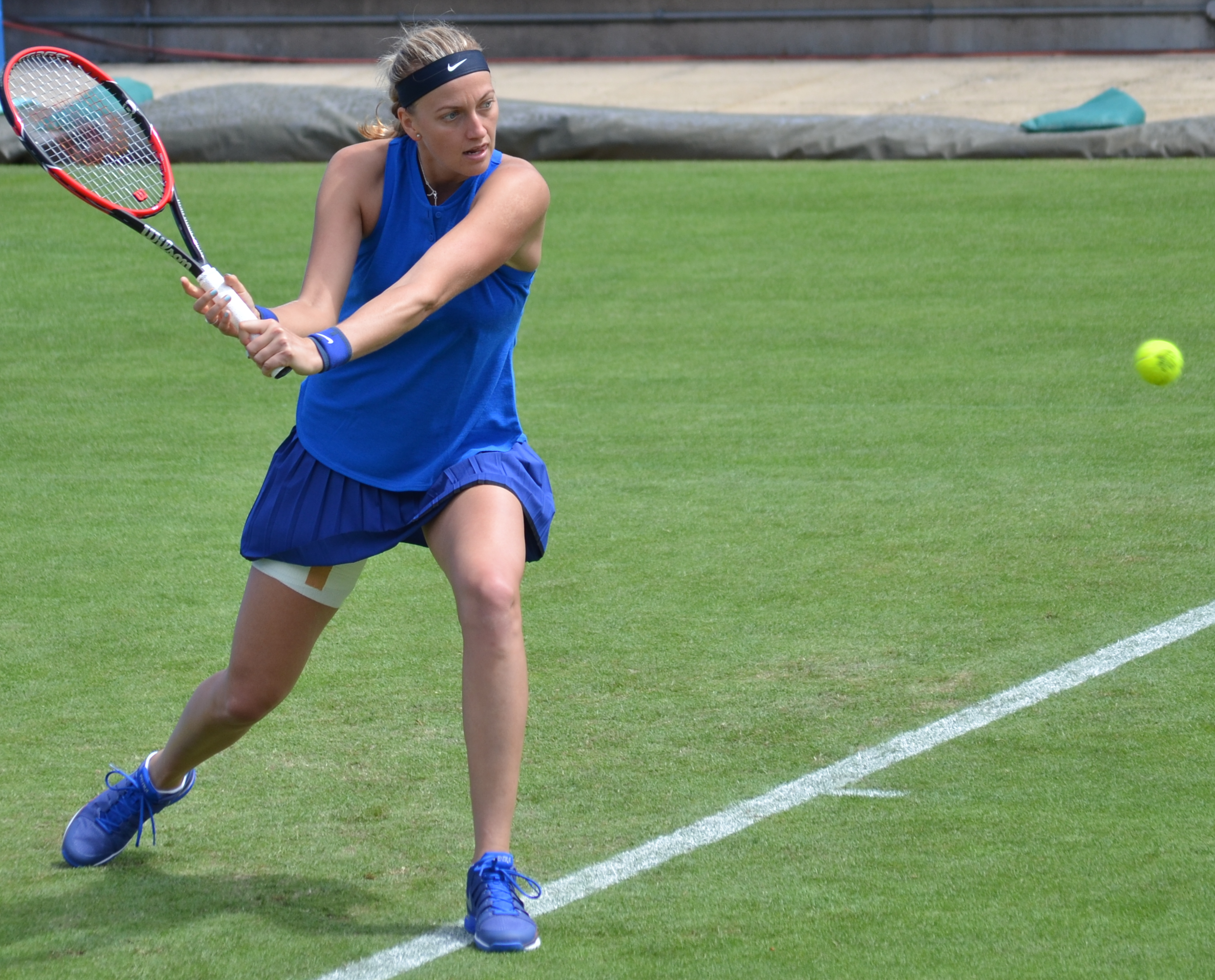
Bekhend na travnatém AEGON International v Eastbourne

Do travnaté části vstoupila birminghamským AEGON Classic, kde jako pátá nasazená porazila potřetí na tomto povrchu krajanku Lucii Šafářovou. Aktivní poměr vzájemných zápasů tak navýšila na 9–0 a sérii neporazitelnosti proti Češkám prodloužila na devatenáct utkání. Od sezóny 2013 jí patřila ve statistice vyhraných gamů na servisu v rámci travnatého povrchu první příčka mezi všemi hráčkami okruhu, když po prvním birminghamském kole činila její úspěšnost 83,9 %. Druhá Serena Williamsová dosáhla na hodnotu 83,1 % a třetí Maria Šarapovová pak na 82,4 %. Ve druhém kole však podruhé v roce skončila na raketě teenagerky Jeleny Ostapenkové v zápase přerušovaném deštěm. Ve Wimbledonu plnila roli desáté nasazené. Na konec první desítky žebříčku se vrátila 27. června. Po výhře nad Rumunkou Soranou Cîrsteaovou nestačila ve druhém kole na 35. hráčku žebříčku Jekatěrinu Makarovovou po nezvládnutých koncovkách obou setů. Horšího wimbledonského výsledku dosáhla jen při startech v letech 2008 a 2009.
Na letní americké betony přijela jako světová třináctka. Červencový Rogers Cup v Montréalu rozehrála v roli dvanácté nasazené. Poté, co na ni nestačily polská kvalifikantka Magda Linetteová ani Němka Andrea Petkovicová, dohrála ve třetím kole na raketě turnajové devítky Světlany Kuzněcovové ve dvou setech. Ruska proměnila pět brejkbolů z devíti, zatímco česká jednička čtyři z jedenácti. Po druhém servisu získala jen 32 % míčů (10 z 31). Srpen rozehrála v roli jedenácté nasazené na olympijském turnaji v Riu de Janeiru. Po výhrách nad Maďarkou Tímeou Babosovou a Dánkou Caroline Wozniackou, vracející se na okruh po zranění, ji první set odebrala ve třetím kole Jekatěrina Makarovová. Zbylé dvě sady však získala a poprvé po dvou porážkách Rusku v sezóně zdolala. Ve čtvrtfinále deklasovala za necelou hodinu Ukrajinku Elinu Svitolinovou, aby skončila mezi poslední čtveřicí hráček s překvapením turnaje, 22letou Portoričankou a 34. ženou žebříčku Mónicou Puigovou po třísetovém klání. V zápase o bronzovou medaili přehrála Američanku Madison Keysovou opět ve třech sadách. Z navazujícího Western & Southern Open se odhlásila pro zranění nohy, aby další týden obhajovala trofej na newhavenském Connecticut Open. Přestože přešla přes Bouchardovou a Makarovovou do třetího semifinále v sezóně, hladce v něm podlehla pozdější vítězce Agnieszce Radwańské.

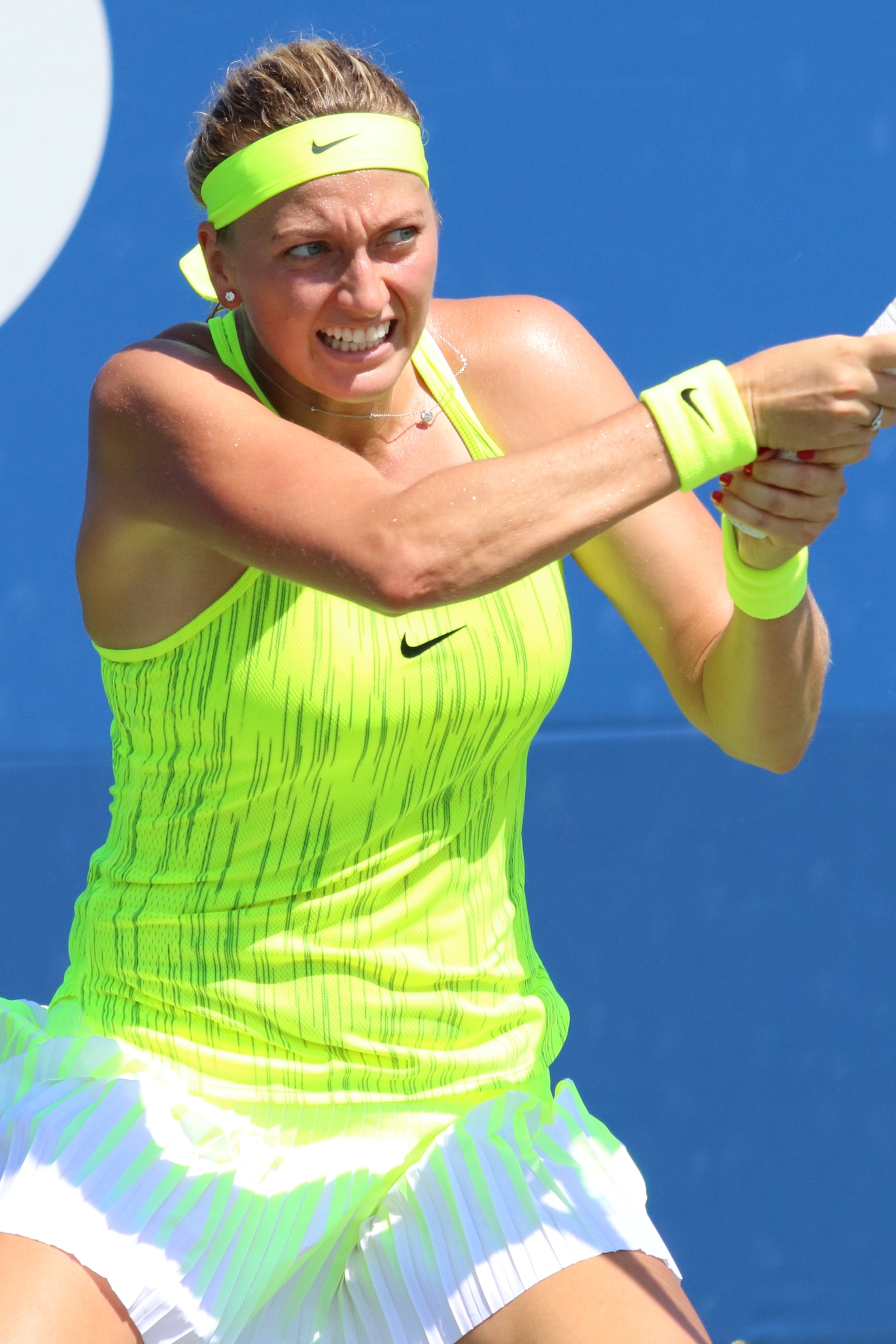
Na US Open vypadla v osmifinále se světovou dvojkou Angelique Kerberovou

Letní vrchol US Open odehrála v roli turnajové čtrnáctky a dosáhla na něm nejlepšího grandslamového výsledku sezóny. Ve třetím kole vyřadila Svitolinovou a poté skončila na raketě světové dvojky Angelique Kerberové ve dvou setech, když duel zakončila dvojchybou. Za rok starým newyorským maximem zaostala o jedno kolo a bodová ztráta 190 bodů ji udržela mezi elitní dvacítkou hráček. K duelu sdělila: „Měla jsem pocit, že hraju strašně, abych řekla pravdu. Snažila jsem se, vypracovala jsem si i šance, ale bohužel je nevyužila.“ Po turnaji ukončila pětiměsíční spolupráci s trenérem Františkem Čermákem.
Na Toray Pan Pacific Open, který v roce 2013 vyhrála, přijala 14. září divokou kartu. V roli sedmé nasazené nejdříve vyřadila Američanku Madison Brengleovou, aby ji poté v repríze olympijského klání zastavila Monica Puigová. V rozhodujícím setu přitom nevyužila výhodu prolomeného podání a náskok 4–2. Ze závěrečných jedenácti výměn duelu získala proti světové třiatřicítce jen jedinou. V Tokiu hrála pod vedením belgického kouče Wima Fissetta, s nímž uzavřela dohodu na týdenní testovací období.
Na konci září odcestovala do Číny, kde startovala na podniku kategorie Premier 5 ve Wu-chanu, který před dvěma lety ovládla. V úvodním kole si snadno poradila s Jeļenou Ostapenkovou, kterou porazila a vyrovnala tak s ní vzájemnou bilanci na 2–2. Stejným skórem vyprovodila v další fázi turnaje i Elinu Svitolinovou. V osmifinále pak po více než třech a čtvrt hodinách boje udolala světovou jedničku Angelique Kerberovou, kterou tak porazila poprvé v sezóně a počtvrté v kariéře porazila nejvýše postavenou hráčku v žebříčku WTA. Bez větších potíží pak z turnaje vyřadila ve dvou sadách třináctou nasazenou Britku Johannu Kontaovou. V semifinále dokázala poprvé v kariéře porazit Simonu Halepovou z Rumunska, když čtvrté nasazené povolila v utkání jen 3 gamy. Ve finále poté deklasovala slovenskou turnajovou desítku Dominiku Cibulkovou, které povolila uhrát jen tři gamy. Ukončila tak 13měsíčním čekání na trofej. Navazující silně obsazený China Open v Pekingu znamenal definitivní ztrátu naděje startovat na Turnaji mistryň, kde tak chyběla poprvé od roku 2010. Po volném losu zvládla duely s čínskou kvalifikantkou Wang Ja-fan i druhou nasazenou Garbiñe Muguruzaovou, aby ji ve čtvrtfinále vystavila stopku turnajová osmička Madison Keysová. V dramatickém duelu trvajícím více než dvě a půl hodiny získala druhý set v tiebreaku, aby v rozhodující sadě zkrácenou hru ztratila poměrem míčů 5:7. Unavená Češka tak ukončila sérii osmi výher v řadě. V evropské části podzimu odehrála jediný turnaj BGL Luxembourg Open, na němž v pozici nejvýše nasazené postoupila do dvacátého pátého kariérního finále. Na cestě pavoukem otočila nepříznivý vývoj ve druhém kole proti Varvaře Lepčenkové, když po ztrátě úvodního setu dovolila v dalším průběhu soupeřce uhrát jen tři gamy. Po semifinálovém vítězství nad americkou kvalifikantkou Lauren Davisovou však nezvládla klání proti Rumunce Monice Niculescuové, která jí ve druhém setu uštědřila „kanára“. S výborně pohybující se soupeřkou, hrající stylem čopovaných úderů, tak podlehla podruhé v roce. Jejich poměr vzájemných zápasů po finále činil 2–2.
Poprvé v kariéře se kvalifikovala na listopadovou závěrečnou událost WTA Elite Trophy v Ču-chaji, označovanou jako „malý Turnaj mistryň“. V pivoňkové skupině přehrála Vinciovou i Strýcovou a postoupila do semifinále, kde zdolala Čang Šuaj startující na divokou kartu. Druhou trofej v roce vybojovala po výhře nad Svitolinovou, když v úvodní sadě doháněla náskok 1–4 na gamy. Následně však získala pět her v řadě a úvodní dějství si připsala poměrem 6–4. Ve druhém setu dokázala soupeřce třikrát odebrat podání, a přestože o jedno přišla, triumfovala 6–2. Proti Ukrajince tak vyhrála počtvrté během necelých čtyř měsíců, a to vždy bez ztráty setu, o který nepřišla ani v průběhu turnaje. Stala se tak první tenistkou, která ovládla oba závěrečné turnaje sezóny vždy při debutové účasti, když Turnaj mistryň vyhrála na první pokus roku 2011. Připojila se tak k Venus Williamsové, která také vlastnila tituly z obou závěrečných událostí. Ve druhém listopadovém týdnu plnila roli české týmové dvojky ve štrasburském finále Fed Cupu proti Francii, v němž prohrála sobotní dvouhru s Caroline Garciaovou. Češky přesto zvítězily 3:2 na zápasy, což pro ni znamenalo pátou trofej.

### 2017: Herní výpadek po přepadení a birminghamský titul
Z úvodní akce sezóny, Hopmanova poháru, se odhlásila 19. prosince 2016 pro nedoléčenou únavovou zlomeninu zánártní kosti pravé nohy. V českém týmu ji nahradila Lucie Hradecká, která doplnila nominovaného Adama Pavláska. O den později se v prostějovském bytě stala obětí loupežného přepadení. Útočník jí nožem způsobil řezné rány na levé ruce s nutností operačního zákroku, jejž podstoupila ve Vysokém nad Jizerou, a předpokladem několikaměsíční rekonvalescence. Pooperační prognóza těžkého poranění ruky udávala minimálně půlroční výpadek.
Po návratu na ženský okruh může v případě poklesu na žebříčku WTA využít status hráčky konečné elitní světové desítky v sezóně 2016 a to podle zvláštního žebříčkového pravidla. Ačkoli rok 2016 zakončila na 11. místě, v konečném hodnocení se stala součástí Top 10, když se světová dvojka Serena Williamsová zřekla nároku na zařazení do tohoto 10členného klubu. Kvitová tak může po celou sezónu 2017 využívat práva přímé účasti v hlavních soutěžích všech turnajů WTA Tour, vyjma dvou závěrečných zvaných událostí, bez ohledu na své žebříčkové postavení. V rámci přihlašování jí může být také udělen neomezený počet singlových i deblových divokých karet organizátory turnajů, který je pro zbývající tenistky limitován. Jako grandslamová vítězka může rovněž žádat o divokou kartu na Grand Slamu mimo jejich pevně stanovený počet.

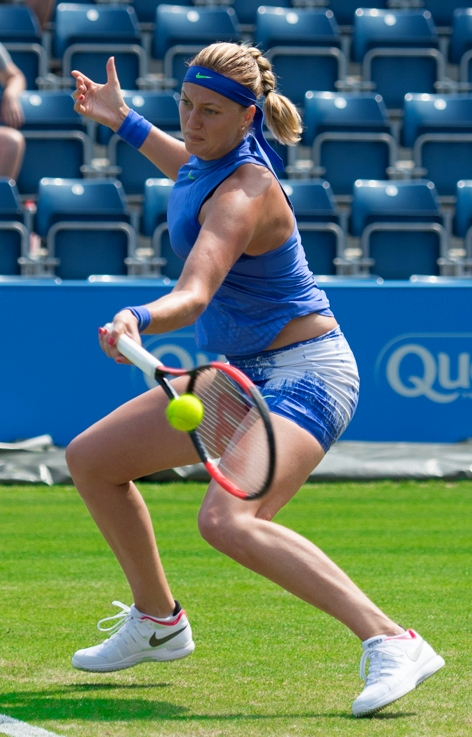
Forhend v úvodním kole birminghamského AEGON Classic proti Tereze Smitkové. Turnaj následně vyhrála a získala 20. titul kariéry

Od března začala levou ruku používat k běžným úkonům. V dubnu podala přihlášku na pařížský grandslam Roland Garros, hraný od 28. května, když uvedla, že udělá vše proto, aby byla připravená hrát, což ovšem stále neznamenalo jistotu startu. Na počátku května se vrátila na dvorec a zkoušela hrát s klasickou raketou. Ve středu 24. května 2017 odletěla do Paříže a start na antukovém grandslamu potvrdila o dva dny později na tiskové konferenci. Program turnaje otevřela na centrálním dvorci Philippa-Chatriera, kde zdolala americkou 86. ženu žebříčku Julii Boserupovou ve dvou setech. Ve druhém kole dohrála na raketě americké kvalifikantky a deblové světové jedničky Bethanie Mattekové-Sandsové, když nezvládla zkrácené hry obou sad, ačkoli v každé vedla. Američanka měla vyšší úspěšnost využitých brejkových příležitostí, když proměnila 4 ze 6, zatímco Kvitová 4 ze 14. V rámci vzájemných duelů uhrála proti Češce vůbec první dva sety a snížila pasivní bilanci zápasů na 1–3.
Druhý turnaj v roce odehrála na travnatém AEGON Classic v Birminghamu, do něhož vstoupila v roli sedmé nasazené vítězstvím nad šťastně poraženou kvalifikantkou Terezou Smitkovou. Po zvládnutém duelu s Britkou Naomi Broadyovou ve čtvrtfinále vyřadila světovou dvanáctku Kristinu Mladenovicovou. Následně na Kvitovou ani podesáté nenašla recept Lucie Šafářová, která v úvodu druhé sady utkání skrečovala. V závěrečném duelu pak ve třech setech zdolala 21letou Australanku a šampionku wimbledonské juniorky z roku 2011 Ashleigh Bartyovou, figurující na 77. místě žebříčku. V rozhodujícím setu již dominovala, když soupeřce prolomila třikrát podání a z posledních osmnácti výměn jich sedmnáct vyhrála. Připsala si tak jubilejní dvacátý titul na okruhu WTA Tour znamenající třetí vavřín z travnatého povrchu. Do Wimbledonu přijela jako jedenáctá nasazená. Na úvod vyřadila Švédku Johannu Larssonovou, která ani posedmé nevyhrála první zápas londýnského grandslamu. Na neoblíbeném dvorci č. 2, přezdívaném pohřebiště favoritů, pak unaveně působící Češka podlehla Američance Madison Brengleové ve třech setech, když zahrála 50 nevynucených chyb. K fyzickému stavu uvedla: „Cítila jsem se jako nějaké zvíře. … Nemohla jsem dýchat, cítila jsem se nemocná, chtělo se mi zvracet.“ Na témže kurtu vypadla také ve druhém kole předešlého ročníku i na Olympijském turnaji 2012.
V úvodu srpna přijela na stanfordský Bank of the West Classic, úvodní událost letní US Open Series, jako druhá nasazená. Po volném losu vyřadila Katerynu Bondarenkovou, aby ji ve čtvrtfinále zastavila turnajová osmička a světová čtyřiačtyřicítka CiCi Bellisová, když na ni uhrála jen dva gamy. Navazující torontský Rogers Cup znamenal také jedinou výhru nad Španělkou ze čtvrté desítky Carlou Suárezovou Navarrovou a třísetovou porážku od Američanky Sloane Stephensové vracející se po dlouhodobém zranění, v důsledku čehož figurovala až na 934. místě žebříčku. Rovněž ve druhém kole ji vyřadila opět Stephensová, která se během týdne posunula 151. místo, na další události Western & Southern Open v Cincinnati, když jí Češka odebrala pět her. V úvodním zápase přitom zdolala estonskou dvacátou osmou ženu pořadí Anett Kontaveitovou. Hladké vyřazení pak utržila od Číňanky Čang Šuaj na Connecticut Open, jíž odebrala jen tři gamy.
Na vrchol letní americké části US Open zavítala jako třináctá nasazená. Do svého druhého čtvrtfinále na turnaji prošla bez ztráty setu, když na její raketě postupně skončily Srbka Jelena Jankovićová, Francouzky Alizé Cornetová i Caroline Garciaová a v osmifinále nastupující světová jednička Garbiñe Muguruzaová. Španělka vstoupila do utkání lépe a měla brejkbol na vedení 5–1. Ten však nevyužila a Češka se vrátila do první sady srovnáním na 4–4. Set poté mohla doservírovat při vedení 6–5, ale soupeřka si ztracené podání vzala zpět a rozhodl až tiebreak. V něm již dominovala Kvitová, která světové trojce odskočila i v první fázi druhé sady prolomeným servisem. Muguruzaová se pokoušela ztracenou hru získat zpět, ale ani jeden z nabídnutých brejkbolů v posledním gamu za stavu 3–5, nevyužila. Poté však za 2.34 hodin podlehla deváté nasazené Venus Williamsové po vyrovnaném průběhu. Ve třetí sadě jako první prolomila servis Češka a ujala se vedení 2–1. Výhodu však neudržela a sama o podání přišla, když soupeřka srovnala na 3–3. Rozhodla tak až zkrácená hra, v níž dominovala americká hráčka. Williamsová tak snížila pasivní bilanci vzájemných duelů na 2–4 a ve 37 letech se stala nejstarší semifinalistkou otevřené éry US Open.
V závěrečné části sezóny odehrála tři turnaje na asijském kontinentu. V roli jedenácté nasazené a obhájkyně titulu zavítala na zářijový Wuhan Open, kde ji na úvod vyřadila čínská dvacátá čtvrtá hráčka světa Pcheng Šuaj, když všechny tři sady rozhodl tiebreak. Po šesti vzájemných výhrách poprvé prohrála. Doba trvání 3.34 hodin znamenala druhý nejdelší zápas sezóny 2017. Neobhájené body způsobily žebříčkový pád ze čtrnácté na osmnáctou pozici. Navazující týden přijela na pekingský China Open, kde cestou do semifinále na její raketě po dvousetových průbězích dohrály Kristýna Plíšková, americká kvalifikantka Varvara Lepčenková, turnajová pětka Caroline Wozniacká a Barbora Strýcová. Mezi poslední čtveřicí ji zastavila francouzská světová patnáctka a pozdější vítězka Caroline Garciaová, jež srovnala vzájemnou zápasovou bilanci na 3–3 a Češce oplatila porážku z US Open. Francouzka již triumfovala na předcházejícím turnaji ve Wu-chanu. Čistý bodový zisk 390 bodů Kvitovou posunul na sedmnáctou příčku světové klasifikace. Závěrečnou událost odehrála na říjnovém Tianjin Open v Tchien-ťinu, kde se po odhlášení Garciaové stala žebříčkově nejvýše postavenou tenistkou. Na úvodní střetnutí singlistky čekaly dva dny pro vytrvalý déšť. Po zlepšení počasí Češku vyřadila světová sto třináctka Ču Lin z Číny ve třech setech, když proměnila čtvrtý mečbol.
V důsledku nekvalifikování se na závěrečnou zvanou událost roku WTA Elite Trophy, jíž v předchozím roce vyhrála a po neudělení divoké karty, se po ztrátě bodů propadla na konec třetí desítky žebříčku. Sezónu tak završila na 29. příčce, prvním konečném umístění mimo elitní světovou dvacítku od sezóny 2010.
Ve druhé polovině prosince nastoupila za Spartu Praha do české extraligy. V říčanském finále, na den přesně rok po loupežném přepadení, nenašla recept na prostějovskou jedničku Karolínu Plíškovou, s níž nezvládla třetí rozhodující sadu. Prostějov opět získal trofej po vítězství 5:1. Na okruhu WTA Tour přitom stále probíhala série 24zápasové neporazitelnosti Kvitové proti českým soupeřkám.

### 2018: Třetí titul na Madrid Open, obhajoba v Birminghamu a návrat do Top5
Sezónu otevřela druhý lednový týden na Sydney International, kde si po vyhrané sadě – jediné v australské části okruhu – nad Chorvatkou Mirjanou Lučićovou Baroniovou, soupeřka povolala fyzioterapeutku a duel po chvíli skrečovala. Ve druhé fázi odešla Kvitová poražena od italské kvalifikantky Camily Giorgiové, klasifikované na 100. příčce žebříčku. V úvodním setu nevyužila ve zkrácené hře setbol za stavu 6:5, aby naopak Italka proměnila svou pátou setbolovou příležitost a ve druhé sadě i pátý mečbol. Tím srovnala poměr vzájemných utkání na 1–1. Na Australian Open přijela v pozici dvacáté osmé nasazené. Na úvod však nenašla recept na Němku z konce první stovky Andreu Petkovicovou. Dlouhý zápas trvající 172 minut rozhodla protihráčka v závěru třetí sady, kterou získala poměrem her 10–8, ačkoli v ní vedla již 4–0. Vyčerpaná Kvitová přitom odvrátila tři mečboly a následně šla dvakrát podávat na vítězství v utkání, vždy ale servis ztratila.
Únorový program zahájila na petrohradském St. Petersburg Ladies Trophy z kategorie Premier, kam přijala divokou kartu. Cestou do finále postupně porazila sedmou nasazenou Jelenu Vesninovou, Rumunku Irinu-Camelii Beguovou, deklasovala úřadující šampionku Roland Garros Jeļenu Ostapenkovou a v semifinále ve formě hrající Němku Julii Görgesovou, která se po skončení premiérově posunula do elitní desítky žebříčku. V boji o titul zdolala za 65 minut turnajovou čtyřku a obhájkyni trofeje Kristinu Mladenovicovou, která na ni uhrála jen tři gamy. Francouzka přitom v Petrohradu prolomila šňůru čtrnácti proher v řadě. Aktivní bilanci vzájemných zápasů Kvitová navýšila na 5–1 a připsala si dvacátý první titul na okruhu WTA Tour, což ji mezi aktivními hráčkami řadilo na 5. místo za sestrami Williamsovými, Šarapovovou a Wozniackou. Rovněž tak vybojovala turnajové vítězství v osmé sezóně za sebou a stala se vůbec první levorukou vítězkou jakéhokoli turnaje WTA v Rusku. Ve světové klasifikaci se posunula o osm míst na 21. příčku. Z hlediska žebříčkového postavení soupeřek se pro ni jednalo o čtvrtou nejobtížnější cestu za titulem, když v soutěži musela zdolat dvě tenistky z první desítky a další dvě z elitní dvacítky. V pražské O2 aréně další víkend přispěla výhrami nad Švýcarkami Golubicovou a Bencicovou k postupu českého týmu do desátého semifinále Fed Cupu v řadě.

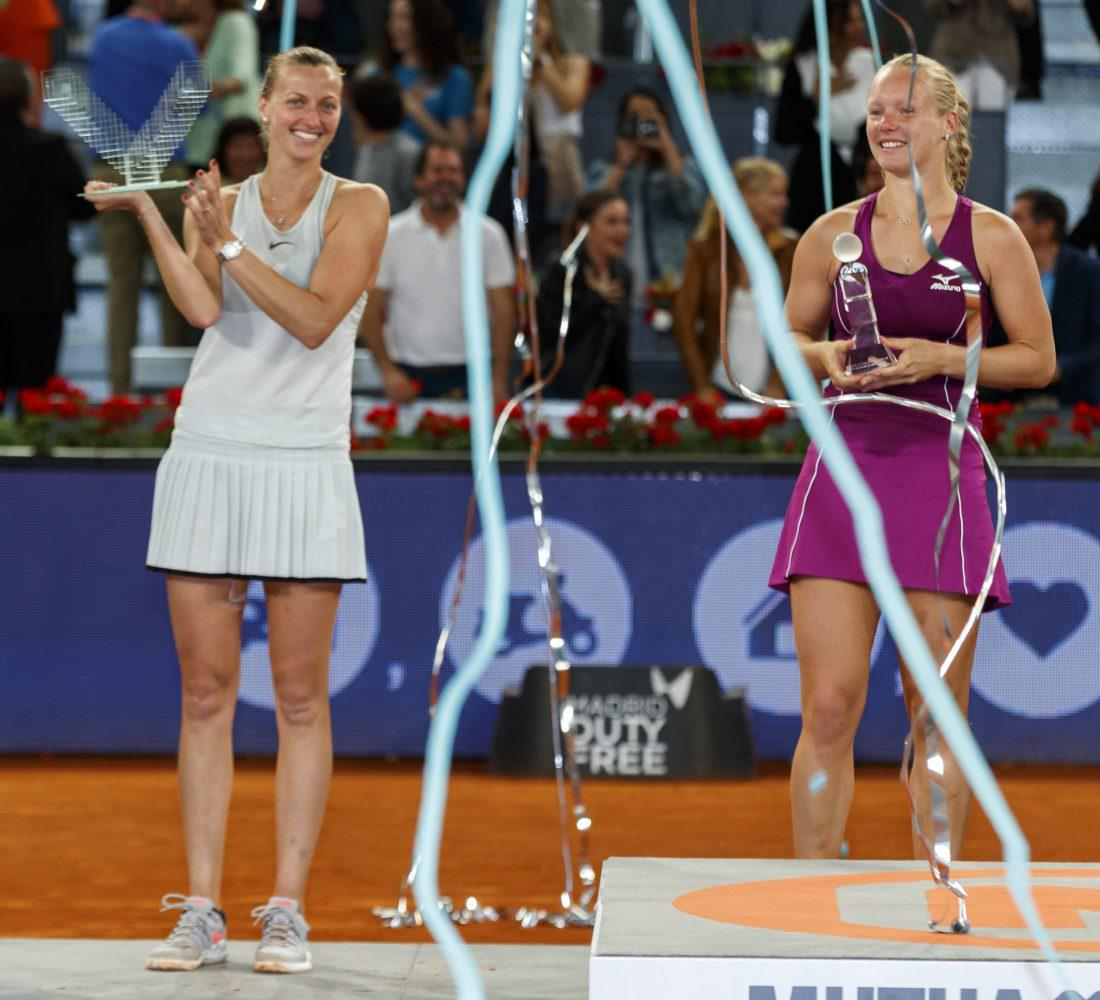
Třetí titul z Madrid Open] získala po vítězství nad Bertensovou

Z Prahy odletěla do katarského Dauhá, kde v roli turnajové šestnáctky na Qatar Total Open, patřícím do kategorie Premier 5, prodloužila svou neporazitelnost na třináct utkání. Do silně obsazené akce zasáhlo devět z deseti členek první světové desítky. Na raketě české dvojky dohrály Turkyně z poloviny druhé stovky Çağla Büyükakçay, herně neoblíbená Polka Agnieszka Radwańská, ukrajinská třetí žena žebříčku Elina Svitolinová a na druhém turnaji za sebou Görgesová. V semifinále potřetí v kariéře přehrála úřadující světovou jedničku, tentokrát Caroline Wozniackou, s níž svedla téměř tříhodinovou bitvu. Dánka přitom nevyužila dvě možnosti doservírovat zápas do vítězného konce. Ve finálovém duelu zdolala potřetí v řadě světovou čtyřku Garbiñe Muguruzaovou ve třech sadách. Aktivní poměr vzájemných zápasů navýšila na 4–1. Dvacátý druhý titul znamenal čistý zisk 900 bodů, jímž poprvé od června 2016 pronikla do Top 10, aby na desátém místě vystřídala Görgesovou. Na turnaji přitom otočila průběh tří zápasů.
Pokles formy zaznamenala během březnových amerických turnajů. Po volném losu na kalifornském BNP Paribas Open v Indian Wells přešla po vyrovnané třísetové bitvě přes Julii Putincevovou reprezentující Kazachstán. Ve třetím kole však nestačila na 16letou americkou juniorku Amandu Anisimovovou, hrající teprve pátý zápas na okruhu WTA a startující na divokou kartu. Kvitová tak vyrovnala svou nejdelší sérii neporazitelnosti z let 2011–2012 čtrnácti utkáními. Navazující Miami Open naposledy probíhající v Crandon Parku přinesl po výhrách nad Běloruskou Arynou Sabalenkovou a americkou kvalifikantkou Sofií Keninovovou vyřazení ve čtvrté fázi s 20letou světovou pětkou a finalistkou turnaje Jeļenou Ostapenkovou po dvousetovém průběhu. Duel byl přerušen deštěm a skončil hodinu po půlnoci. První turnaj na zelené antuce v kariéře pak odehrála jako druhá nasazená na charlestonském Volvo Car Open. Po volném losu však za 1.54 hodin podlehla Kristýně Plíškové ve třech sadách, která na túře WTA ukončila její 24zápasovou neporazitelnost proti Češkám, trvající od květnového Mutua Madrid Open 2012, na němž podlehla Hradecké. Set s českou soupeřkou naposledy předtím ztratila v roce 2015.
Evropskou antukovou část sezóny otevřela dvousetovými výhrami v semifinále Fed Cupu nad Němkami Görgesovou a Kerberovou, se kterou se v rozmezí čtyř dnů utkala podruhé na stejném dvorci Porsche-Areny v rámci Porsche Tennis Grand Prix. Během utkání prvního kola nevyužila ani jednu ze tří brejkových příležitostí a Kerberová jí čerstvou porážku oplatila, čímž srovnala vzájemný poměr duelů na 6–6. Bílovecká rodačka prohrála na turnajích třetí zápas za sebou. Po sedmi letech pak zavítala v roli druhé nasazené na J&T Banka Prague Open, hraný v kategorii International. Na cestě do jubilejního třicátého finále v kariéře neztratila žádný set, když mezi poslední osmičkou vyřadila krajanku Kateřinu Siniakovou a v semifinále Číňanku Čang Šuaj. Přestože v prvním vzájemném utkání s Rumunkou ze čtvrté světové desítky Mihaelou Buzărnescuovou ztratila úvodní sadu poté, co prohospodařila vedení gamů 4–1, zbylé dva finálové sety ovládla a připsala si dvacátou třetí kariérní trofej. Třemi tituly Kvitová vyrovnala osobní výkon ze sezóny 2015, když vyšší počet šesti trofejí zaznamenala jen v sezóně 2011.

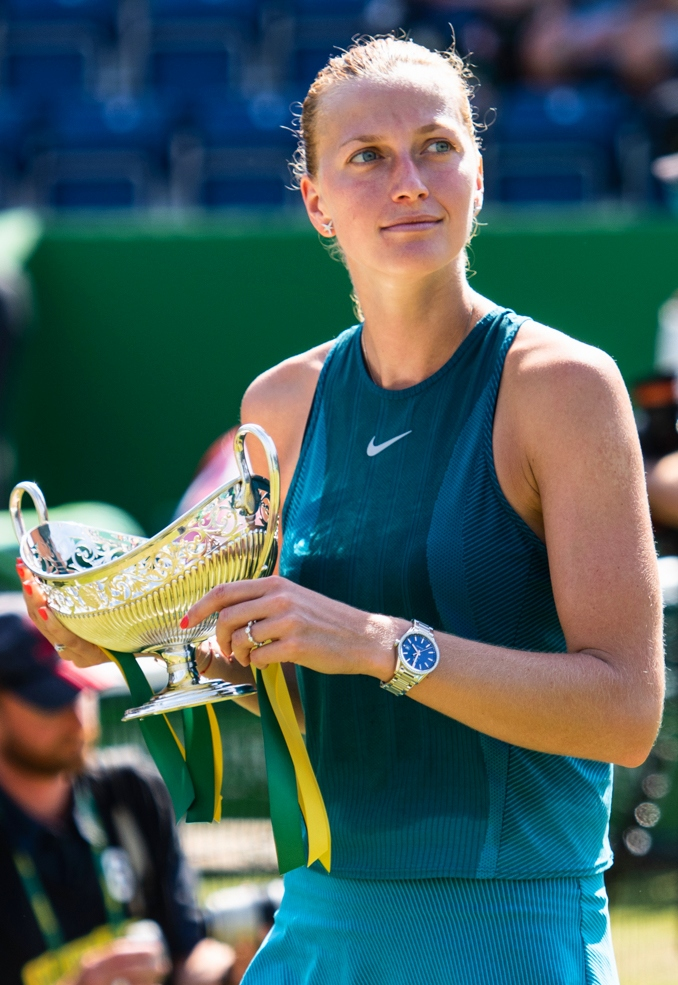
S pohárem Maud Watsonové pro vítězku birminghamského Nature Valley Classic, kde podruhé v kariéře obhájila trofej WTA. Již v červnu sezóny 2018 tak vyhrála pátý singlový titul. Do závěru roku ji v této statistice žádná tenistka nepřekonala.

Z Prahy zamířila na květnový Mutua Madrid Open, kde prodloužila sérii neporazitelnosti. Na cestě do finále ztratila jediný set, který na ni uhrála ve třetím kole estonská hráčka Anett Kontaveitová. Ve čtvrtfinále uštědřila „kanára“ světové patnáctce Darje Kasatkinové z Ruska a poté zvládla i třetí vzájemný duel s šestou ženou pořadí Karolínou Plíškovou. V úvodním setu dotáhla ztrátu podání a tiebreak získala po dvou dvojchybách krajanky za sebou. V úvodu druhé sady prolomila servis a náskok brejku si podržela do konce utkání. Ve finále pak zdolala nizozemskou antukovou specialistku a světovou dvacítku Kiki Bertensovou po třísetovém průběhu. Zvládla tak jedenáctý zápas v rozpětí třinácti dní. V sezóně si jako první tenistka připsala čtvrté turnajové vítězství i třicet vítězných zápasů, což pro ni znamenalo vůbec nejlepší vstup do sezóny v dosavadní kariéře. Stala se i první trojnásobnou šampionkou Madrid Open a postoupila na 8. místo žebříčku. V rámci českých a československých tenistek se dvacátým čtvrtým titulem vyrovnala čtvrté Novotné, když tři trofeje zaostávala za Mandlíkovou. První Martina Navrátilová vyhrála 167 turnajů. V pozici světové osmičky postoupila při desáté účasti na French Open do třetího kola přes Paraguayku Verónicu Cepedeovou Roygovou a Španělku Laru Arruabarrenovou. V něm jí čerstvou madridskou porážku oplatila Kontaveitová, když nezvládla tiebreaky obou sad. Utkáním, v němž se dopustila 57 chyb včetně deseti dvojchyb, skončila její série 13zápasové neporazitelnosti na antuce.
Sezónu na trávě rozehrála na birmighamském Nature Valley Classic jako turnajová čtyřka. Na cestě do finále bez ztráty setu vyřadila Johannu Kontaovou, Darju Gavrilovovou, pátou nasazenou Julii Görgesovou a podruhé v roce Mihaelu Buzărnescuovou. Ve finále trvajícím 2.07 hodin jí úvodní sadu odebrala devatenáctá hráčka žebříčku Magdaléna Rybáriková. Ve zbylých dvou setech již dominovala, když Slovence povolila uhrát jen tři gamy. Poměr vzájemných zápasů navýšila na 6–1 a v utkání proměnila 6 ze 14 brejkových příležitostí, zatímco slovenská jednička využila 3 ze 6 šancí na prolomení podání. Jako první tenistka získala v probíhající sezóně páté turnajové vítězství a nasbírala nejvíce, třicet sedm vítězných singlových zápasů. Podruhé v kariéře dokázala obhájit titul, čímž navázala na triumfy z let 2014 a 2015 na Connecticut Open. Další týden zavítala na Nature Valley International do Eastbourne, kde po volném losu vyřadila ukrajinskou kvalifikantku Katerynu Bondarenkovou. Před třetím kolem z turnaje odstoupila pro bolest harmstringů stehna, která se od finále v Birminghamu zintenzivnila. Do Wimbledonu přijela jako jedna z hlavních favoritek. V úvodním kole však podlehla běloruské světové padesátce Aljaksandře Sasnovičové, když v rozhodujícím setu utržila „kanára“. Ve svém sedmnáctém zápase sezóny hraném na tři sady odešla poražena teprve potřetí.
Letní sezónu na amerických betonech otevřela montréalským Rogers Cupem. Jako turnajová osmička zdolala po volném losu Estonku Anett Kontaveitovou. Ve třetí fázi ji však za 1.12 hodin vyřadila osmnáctá žena klasifikace Kiki Bertensová, když využila pět breakových příležitostí ze sedmi nabídek. Na cincinnatský Western & Southern Open přijížděla v pozici světové šestky. Po volném losu si poradila s úřadující wimbledonskou finalistkou Serenou Williamsovou, Francouzkou ze šesté desítky Kristinou Mladenovicovou i čtrnáctou ženou klasifikace Elise Mertensovou. V semifinále ji však na druhé události v řadě zastavila Bertensová, tentokrát po třísetovém průběhu. Zisk 350 bodů ji poprvé od října 2015 posunul do první světové pětky, kterou 20. srpna uzavírala na 5. místě. Čtvrtfinálovou účast zaznamenala na Connecticut Open v New Havenu, na němž porazila Agnieszku Radwańskou i kazachstánskou kvalifikantku Zarinu Dijasovou. Po ztrátě úvodní sady proti Španělce Carle Suárezové Navarrové však utkání trvající 43 minut skrečovala pro bolestivé levé rameno, vystavené nadměrně zátěži velkým počtem utkání. Čtvrtý vrchol roku v podobě US Open přinesl dvousetové výhry nad Belgičankou Yaninou Wickmayerovou a Číňankou Wang Ja-fan. Ve třetím kole jí porážku z březnového Miami oplatila agresivně hrající světová dvacítka Aryna Sabalenková. Kvitová se potýkala s podáním, když se dopustila deseti dvojchyb, po druhém servisu získala jen 9 z 34 výměn a celkově zahrála 34 nevynucených chyb.

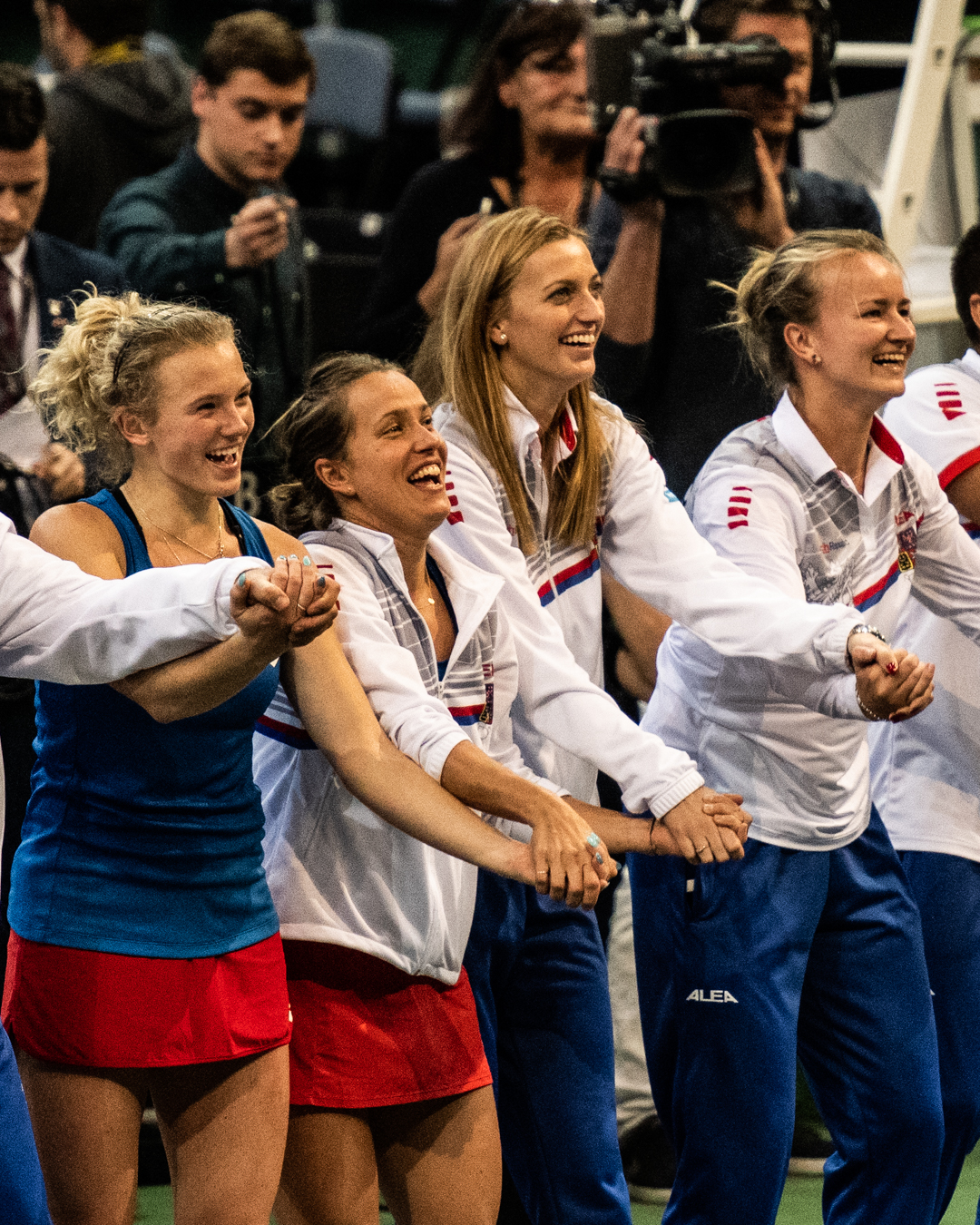
Kvitová jako členka vítězného českého týmu ve Fed Cupu

V podzimní asijské túře nastoupila do dvou turnajů a vyhrála jediný zápas, když si ve druhém kole Wuhan Open poradila se Srbkou Aleksandrou Krunićovou. Následně nestačila na třicátou devátou hráčku žebříčku Anastasiji Pavljučenkovovou, přestože získala úvodní set. Ruska ji tak porazila poprvé za předchozích šest let. Vzhledem k neobhájenému titulu Garciaové ve Wu-chanu ji Kvitová 1. října 2018 vystřídala na 4. příčce žebříčku, nejvyšší pozici od návratu na okruh po zranění ruky. Hladké vyřazení v zahajovacím zápase pekingského China Open s Darjou Gavrilovovou však o týden později znamenalo propad klasifikací na 7. místo a ztrátu pozice české jedničky. Australanka se ve vzájemných duelech ujala vedení 3–2. Šestou účast na Turnaji mistryň, singapurském WTA Finals, si zajistila 4. října 2018 spolu s Wozniackou. Poprvé však nevyhrála ani jedno utkání základní skupiny, když ji porazily Wozniacká, pozdější vítězka Svitolinová a poprvé v kariéře také Karolína Plíšková.
Pošesté sezónu zakončila jako členka elitní světové desítky, na 7. místě, rovněž jako nejvýše postavená Češka, o jednu příčku výše před osmou Karolínou Plíškovou.

### 2019: Finalistka Australian Open, útok na tenisový trůn a zranění ruky
Do sezóny vstoupila výhrou v úvodním kole Brisbane International proti Američance Danielle Collinsové. Délka vyrovnaného zápasu překročila tři hodiny. Poté ji po nezvládnutých koncovkách obou setů zastavila Estonka Anett Kontaveitová. Na týden ztratila pozici české jedničky a jako světová osmička zavítala na Sydney International. Na cestě do finále neztratila žádný set, když postupně vyřadila světovou jedenáctku Arynu Sabalenkovou, Sie Šu-wej, druhou hráčku žebříčku a obhájkyni Angelique Kerberovou i běloruskou kvalifikantku Aljaksandru Sasnovičovou. Ve finále pak otočila duel s 22letou Australankou Ashleigh Bartyovou, který rozhodla až v tiebreaku třetí sady. Vyhrála tak osmé finále v řadě a získala dvacátý šestý kariérní titul, jímž navázala na sydneyskou trofej z roku 2015. Rovněž prodloužila sérii alespoň jednoho titulu v sezóně na devět let. Na žebříčku postoupila o dvě místa výše na 6. příčku a vrátila se před Karolínu Plíškovou.

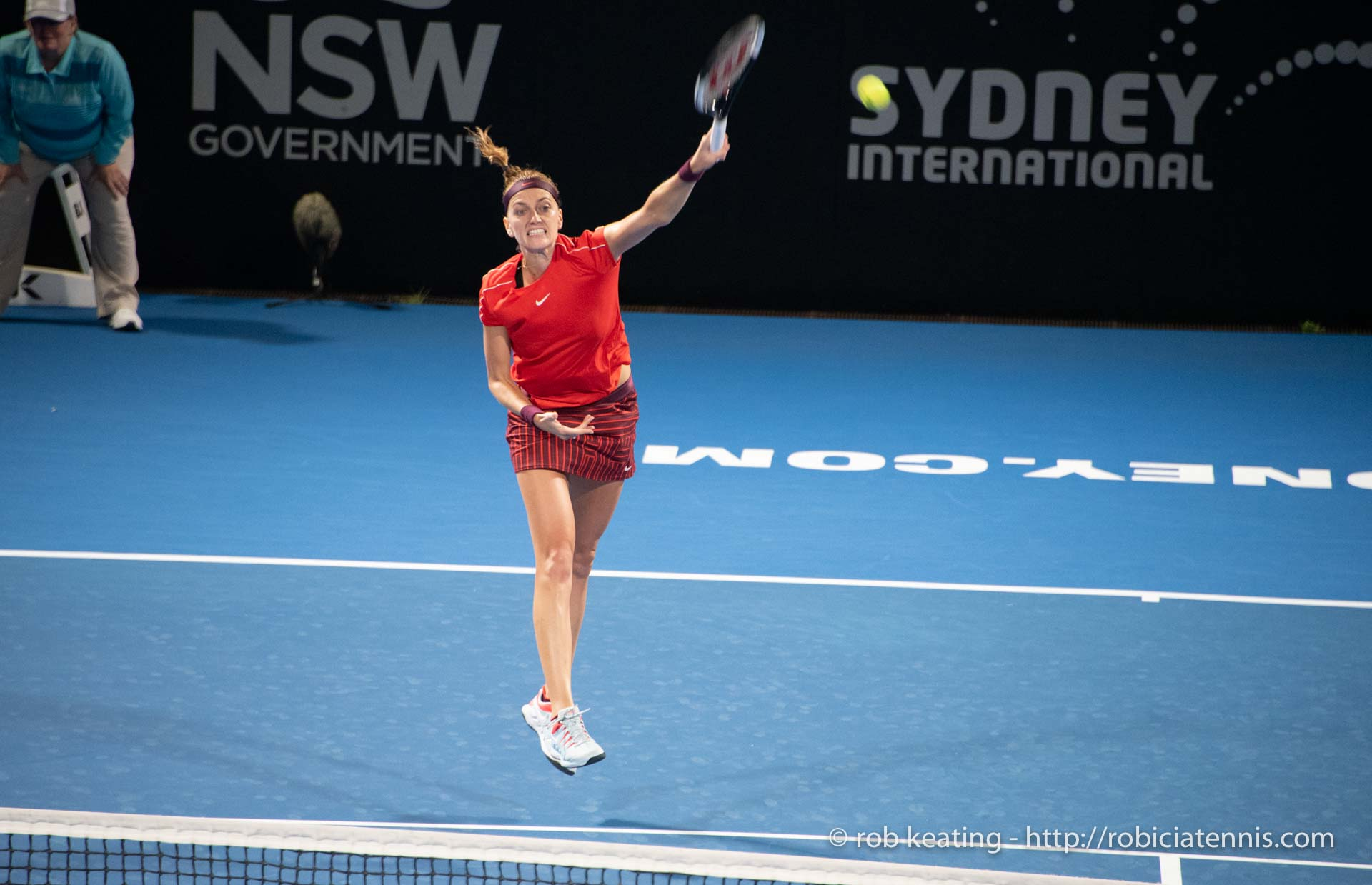
Servis na vítězném Sydney International

Na vítězné vlně pokračovala během Australian Open, kde úvodními čtyřmi koly prošla bez ztráty sady s Magdalénou Rybárikovou, Irinou-Camelií Beguovou, Belindou Bencicovou a 17letou Američankou Amandou Anisimovovou, jíž oplatila prohru z Indian Wells. Poprvé od roku 2012 v Melbourne Parku postoupila do čtvrtfinále. V něm přešla přes patnáctou nasazenou Ashleigh Bartyovou po dvousetovém průběhu, jíž tak porazila podruhé během necelých dvou týdnů. Postup do prvního semifinále grandslamu od roku 2014 komentovala slovy: „Je to první semifinále ve druhé kariéře,“ čímž narážela na návrat k tenisu v roce 2017 po zranění ruky v důsledku přepadení. V semifinále podruhé během ledna porazila třicátou pátou hráčku žebříčku Daniellu Collinsovou. Vyrovnaný první set rozhodl až tiebreak. Poté již na dvorci dominovala a uštědřila Američance „kanára“. V duelu zahrála 30 vítězných míčů na 27 nevynucených chyb. Zápas také ovlivnilo, že byla pro vysoké teploty zatažena v průběhu prvního setu střecha. Po dvou wimbledonských triumfech postoupila do třetího finále majoru. Stala se první Češkou ve finále melbournského grandslamu od Jany Novotné v roce 1991. Ve finále Australian Open, které bylo zároveň soubojem o premiérový posun na první místo žebříčku WTA, však podlehla Japonce Naomi Ósakaové, přestože dokázala po prohraném tiebreaku první sady ve druhém setu odvrátit tři mečboly v řadě a zápas dovést do rozhodujícího dějství. Bodový zisk 1290 znamenal návrat na druhou příčku tenisové klasifikace, kde figurovala poprvé od července 2015.
Na kurty se vrátila hned následující týden v roli obhájkyně titulu v ruském Petrohradu, kde po výhře nad Viktorií Azarenkovou skončila už v čtvrtfinále na raketě 22leté Donny Vekićové.
Kvůli pravidelné rotaci kategorie turnajů na Arabském poloostrově neobhajovala titul na Qatar Ladies Open a po třech týdnech tak opustila druhé místo žebříčku. Hned následující týden na turnaji kategorie Premier 5 v Dubaji však postoupila opět po vybojovaných výhrách přes krajanku a deblovou jedničku Siniakovou, kvalifikantku Bradyovou, slovenské překvapení turnaje Kužmovou a Tchajwanku Sie Šu-wej až do finále. V něm nestačila ve třech setech se Švýcarkou slovenského původu Belindou Bencicovou, která předtím v průběhu turnaje porazila 3 hráčky z první desítky hodnocení.
Na první místo hodnocení mohla dvakrát zaútočit na velkých severoamerických turnajích. V neoblíbeném Indian Wells však nestačila v úvodním zápase na domácí Venus Williamsovou, přestože vedla o set a měla brejkbol na vedení 5–3 ve druhém setu. Lépe se jí vedlo na podniku v Miami, poprvé hraném v novém areálu Hard Rock Stadium. Po pěti letech se zde dostala mezi osm nejlepších hráček, avšak v nočním utkání, několikrát přerušovaném kvůli dešti, zaznamenala svou první kariérní prohru proti pozdější vítězce turnaje Ashleigh Bartyovové. K postupu do čela žebříčku potřebovala dojít do finále.

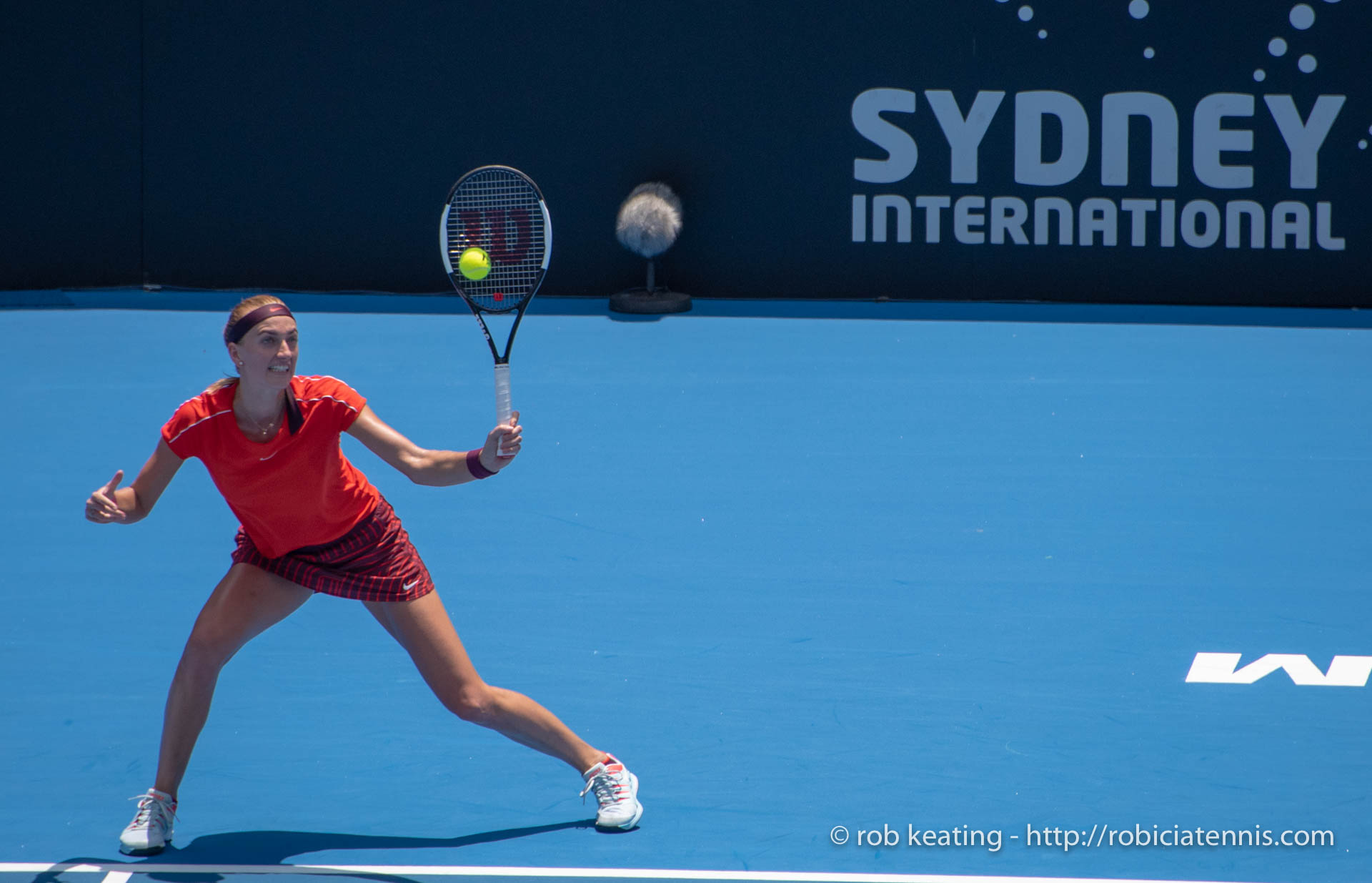
Return v Sydney

Antukové jaro zahájila podnikem ve Stuttgartu. Cestou za čtvrtým finále v sezóně na její raketě postupně dohrály kvalifikantka Greet Minnenová, turnajová sedmička Anastasija Sevastovová a světová sedmička Kiki Bertensová. Ve finále pak přehrála ve dvou setech Anett Kontaveitové, přestože musela v koncovce druhého setu odvracet dva setboly Estonky. Jako první tenistka v probíhající sezóně získala více než jeden singlový triumf. V novém vydání žebříčku ztrácela na první místě 135 bodů. Pro posun do čela žebříčku potřebovala, aby Ósakaová skončila dříve než ve čtvrtfinále, Japonka si ale zajistila setrvání na čele, když postoupila do semifinále. Jako obhájkyně titulu hrála na Mutua Madrid Open. Bez ztráty setu dokázala projít do čtvrtfinále, kde jí v repríze finále předcházejícího finále oplatila porážku Bertensová. Ztráta bodů znamenala pokles na 5. příčku klasifikace. Po třech letech se účastnila Rome Masters. V druhém kole povolila za necelou hodinu hry Julii Putincevové jenom jeden game. Vinou dešťových přeháněk musela ještě ve stejný den nastoupit k zápasu třetího kola proti řecké kvalifikantce Sakkariová. Za stavu 0–4 ve třetí sadě však zápas vzdala pro zranění levého lýtka . Teprve potřetí v její kariéře se tak stalo, že nedohrála rozehraný zápas. Na French Open měla plnit roli šesté nasazené a jedné z favoritek na celkové vítězství. Těsně před prvním zápasem však byla z turnaje nucena kvůli natrženému svalu v levém předloktní odstoupit.
Pro pokračující rekonvalescenci musela vynechat přípravné turnaje v Birminghamu, kde měla obhajovat titul, i Eastbourne. Bez herní přípravy se vrátila ve Wimbledonu. V prvním kole přehrála Tunisanku Ons Džabúrovou, ve druhém Francouzku Kristinou Mladenovicovou a po výhře ve třetím kole nad Polkou Magdou Linetteovou postoupila poprvé od triumfu v roce 2014 do druhého týdne londýnského majoru. V osmifinálovém utkání nestačila na domácí jedničku Johannu Kontaovou ve třech setech.
Obnovené zranění ruky mělo za následek odhlášku z Rogers Cupu i nově zařazeného turnaje v Bronxu. Jediným přípravným turnajem, který během amerického léta odehrála, bylo Cincinnati Masters, kde skončila po prvním zápase po porážce od Sakkariové. Americké trápení vyvrcholilo na US Open prohrou ve druhém kole s Petkovicovou. Jednalo se o její nejhorší vystoupení ve Flushing Meadows od roku 2011.
Zlepšenou formou se prezentovala na dvou čínských akcích. Ve Wu-chanu bez ztráty setu došla až do semifinále, kde byla na její síly Alison Riskeová, která zvládla vyrovnané koncovky setů lépe a odvrátily celkem čtyři setboly Češky. Na akci kategorie Premier Mandatory China Open potřetí v sezóně a celkově již podeváté porazila Mladenovicou a následně světovou desítku Bencicovou. Ve čtvrtfinále proti světové jedničce Bartyové ale neudržela vedení o set a nevyužila šance na zisk podání Australanky a prohrála.
Především díky výsledků z první poloviny sezóny se posedmé v kariéře kvalifikovala na závěrečný Turnaj mistryň, premiérově hraném v čínském Šen-čenu. Počtem účastí i věkem se stala nejzkušenější účastnicí startovního pole. Po třísetových prohrách s Ósakaovou, Bencicovou i Bartyovou obsadila poslední místo v červené skupině. Podruhé za sebou na turnaji nevyhrála ani jedno utkání a šňůru proher z tohoto podniku prodloužila na sedm zápasů, když se naposledy radovala v semifinále 2015. Sezónu ukončila na 7. místě žebříčku WTA, posedmé v první desítce.

### 2020: Přerušení WTA Tour
Sezónu zahájila na Brisbane International, kde jako pátá nasazená ztratila v prvních třech zápasech jen jeden set. V semifinále však neudržela vedení o set a brejk proti americké turnajové osmičce Madison Keysové. Následně se odhlásila z premiérového ročníku turnaje v Adelaide, který nahradil dřívější událost v Sydney.
Na úvodní grandslam sezóny přijížděla v roli obhájkyně účasti ve finále a turnajové sedmičky. V prvním kole ztratila jen jeden game proti krajance Kateřině Siniakové, která zápas končila v slzách. Po dvousetových výhrách nad Paulou Badosovou a Jekatěrinou Alexandrovovou ztratila úvodní set čtvrtého kola proti Řekyni Marii Sakkariové, po zdárné otočce však srovnala vzájemnou bilanci na 2-2. Ve čtvrtfinále se stejně jako v předchozím ročníku utkala s domácí Ashleigh Bartyovou. V horkých poledních podmínkách nevyužila v prvním setu nadějné vedení a setbol, aby ve druhém setu uhrála už jen dvě hry. S Australankou tak prohrála počtvrté v řadě. Vinou neobhájení bodů po necelých dvou letech opustila první desítku žebříčku WTA.
Třetí rok po sobě zavítala do ruského Petrohradu, tentokrát jako nasazená trojka. Po volném losu v prvním kole zdolala Belgičanku Alison Van Uytvanckovou. Na začátku druhé sady s ní odehrála dva více než patnáctiminutové gamy a přestože měla na svém kontě v jednu chvíli sedm prohraných gamů v řadě, dokázala postoupit do čtvrtfinále, kde se měla po třech týdnech opět utkat s Jekatěrinou Alexandrovovou. Před začátkem zápasu však pro nemoc odstoupila a ztratila příležitost vrátit se po týdnu na desáté místo žebříčku WTA.
Jedinou finálovou účast roku zaznamenala na turnaji kategorie Premier 5 v katarském Dauhá po výhrách nad nenasazenými Suárezovou Navarrovou, Ostapenkovou a Ons Džabúrovou, která dostala pro turnaj divokou kartu. V semifinále po dvou letech zaznamenala výhru nad úřadující světovou jedničkou, když ukončila sérii čtyř porážek proti Ashleigh Bartyové. Nad její síly byla pak ve finále Běloruska Aryna Sabalenková, která ji v následném vydání žebříčku odsunula na 12. místo. Případná výhra ve finále by jí pomohla k návratu mezi nejlepších deset tenistek světa.
Tenisová sezóna měla pokračovat severoamerickými turnaji. Pro začínající pandemii onemocnění covid-19 byl však jen několik dní před začátkem zrušen březnový turnaj Indian Wells Masters. Krátce poté byla celá WTA Tour 2020 přerušena, zrušeny nebo odloženy byly všechny antukové a travnaté turnaje, včetně finále Fed Cupu, Wimbledonu nebo letní olympiády. Po tuto dobu byl i „zmražen“ žebříček WTA, na kterém Kvitová k 9. březnu figurovala na 12. místě.
První soutěžní akcí, kterou se vrátila na kurty, byl na konci května čistě domácí turnaj „O pohár prezidenta ČTS“, hraný v pražské Stromovce na tvrdém povrchu. Za přísných hygienických podmínek a  s naprostým vyloučením diváků porazila ve třech dnech bez ztráty setu Krejčíkovou, Siniakovou a Muchovou a naplnila tak při absenci Karolíny Plíškové roli favoritky.  Na začátku července se poprvé od konce února objevila na mezinárodní tenisové akci. Na dvou po sobě hraných exhibičních turnajích v Berlíně dvakrát postoupila do finále. Na první z nich, hrané na trávě jako náhrada za zrušené German Open, porazila Petkovicovou a Bertensovou, aby v posledním utkání, které bylo pro déšť přesunuto do haly, neudržela vedení proti Elině Svitolinové. V druhé části týdne pak v hangáru bývalého letiště Tempelhof opět přehrála Petkovicovou, ani druhé finále proti Lotyšce Anastasiji Sevastovové však nedokázala dovést do vítězného konce.
Prvním turnajem po srpnovém obnovení sezóny se stalo Western & Southern Open, výjimečně hraném v newyorském Národním tenisovém centru Billie Jean Kingové, kde dohrála v prvním zápase na raketě krajanky Marie Bouzkové, přestože byla v průběhu druhého setu dva míčky od vítězství. Při absenci šesti hráček z první desítky žebříčku figurovala na US Open jako šestá nasazená. Bez ztráty setu si cestou do osmifinále poradila s Rumunkou Beguovou, Ukrajinkou Kozlovovou a domácí Pegulaovou. V souboji o čtvrtfinále ji zastavila další Američanka Shelby Rogersová, když nedokázala využít čtyři mečboly a prohrála až ve zkrácené hře rozhodujícího setu.
Jedinou akcí netradičního antukového podzimu, které se zúčastnila, byla French Open. Zápas prvního kola proti domácí Océane Dodinové představoval premiéru pod zastřešeným dvorcem Philippa Chatriera. Ve třetím kole proti 18leté úřadující juniorské vítězce pařížského majoru Leylah Annie Fernandezové otočila průběh prvního setu ze stavu 1–5, když od tohoto stavu ztratila do konce zápasu jen tři hry. Po osmifinálové a čtvrtfinálové výhře nad nesazenými Čang Šuaj a Laurou Siegemundovou postoupila mezi čtyři nejlepší, čímž vyrovnala své maximu z tohoto podniku z roku 2012. Poprvé od tohoto roku a vůbec podruhé v kariéře tak postoupila na všech odehraných grandslamech v jedné sezóně minimálně do druhého týdne. V semifinále nestačila ve dvou setech na čtvrtou nasazenou Sofii Keninovou. Díky bodovému zisku se však vrátila do první desítky žebříčku WTA.
Po odhlášení z domácí J&T Banka Ostrava Open pak ukončila sezónu na 8. místě hodnocení, poosmé v kariéře mezi nejlepší desítkou.

### 2021: Druhý titul z Dauhá a neúspěchy na grandslamech
Jediný přípravný turnaj před Australian Open představoval v netradiční australské šňůře Yarra Valley Classic konaný v Melbourne Parku. Jako nasazená čtyřka přehrála v úvodním zápase po dvou vyrovnaných setech 40letou Venus Williamsovou. Vůbec poprvé z osmi odehraných společných zápasů nemusel rozhovat třetí set. V osmifinále nestačila na argentinskou tenistku Nadiu Podoroskou, jíž podlehla poměrem 9:7 v tiebreaku rozhodující sady. V roli deváté nasazené na Australian Open kvalifikantku Greetu Minnenovou, aby turnaj opustila už ve druhém po porážce Soranou Cîrsteaovou. Proti Rumunce tak prohrála i třetí vzájemný zápas na tvrdém povrchu.
Výrazné zlepšení formy zaznamenala na Qatar Total Open. Podeváté v kariéře přehrála Anastasiji Pavljučenkovovou, ve čtvrtfinále Anett Kontaveitovou a ve větrné semifinálové loterii americkou kvalifikantku Jessicu Pegulaovou, aby postoupila do třetího tamního finále v řadě. V repríze finálové bitvy z roku 2018 deklasovala za 67 minut hry Španělku Garbiñe Muguruzaovou a získala tak dvacátý osmý kariérní titul a první po více než 22 měsících. Po Wimbledonu, New Havenu, Madridu, Wu-chanu, Birminghamu a Sydney byl dauhaský podnik sedmou akcí, kterou dokázala ovládnout více než jednou. Navazují podnik kategorie WTA 1000 v Dubaji nedohrála, když hned v úvodní zápas proti Teichmannové skrečovala pro zranění pravé nohy.
Jedním z nejdominantnějších setů ve své kariéře vstoupila do floridského Miami Open, kde Francouzce Alizé Cornetové povolila v prvním setu prvního kola jen tři body a ve druhém setu pouze čtyři gamy. O jednu hru méně získala pak ve třetím kole Johanna Kontaová. V zápase čtvrtého kola proti turnajové a světové pětce Elině Svitolinové, který se hrál kolem kalifornského poledne, dokázala získat jasně první set, ve druhém však nedokázala využít šance na brejk a prohrála poměrem 5–7. Ve třetím sadě dokázala stáhnout třígamovou ztrátu a vyrovnat, závěr setu ale viditelně unavená prohrála poměrem 5–7.

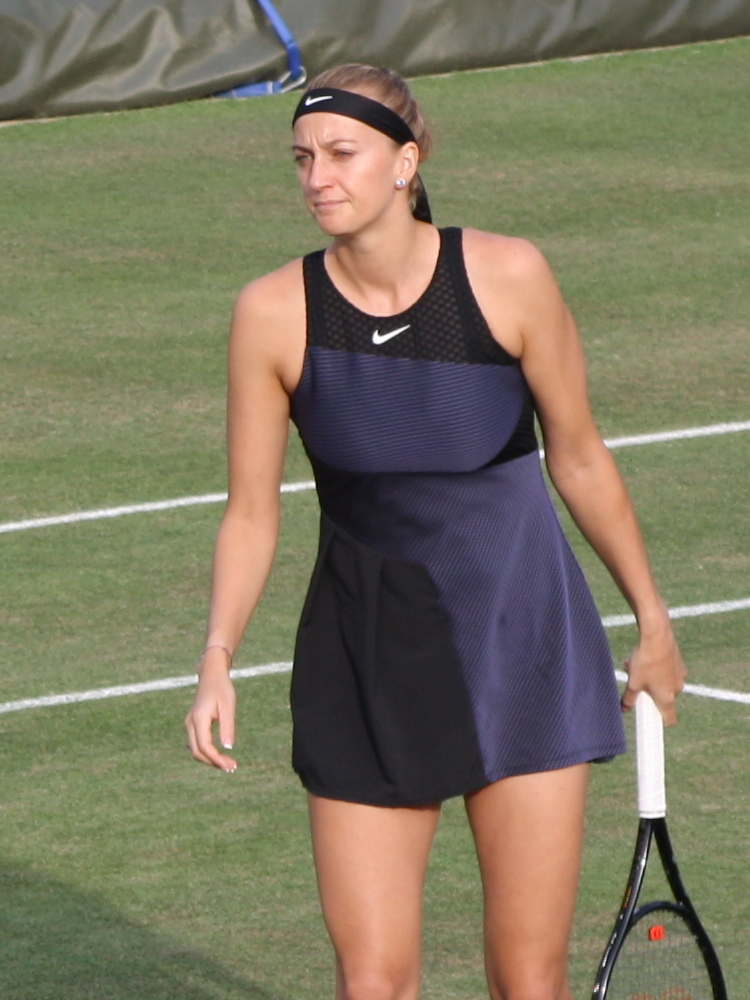
Kvitová na Bad Homburg Open

Antukovou část sezóny zahájila podruhé v kariéře na netradiční zelené antuce v Charlestonu, na níž zaznamenala první kariérní výhru po vítězství nad Storm Sandersovou. V dalším kole ji vyřadila pozdější finalistka Černohorka Danka Kovinićová. Jako obhájkyně titulu nastoupila do halového Porsche Tennis Grand Prix. V prvním dvou kolech přehrála hráčky první světové dvacítky Jennifer Bradyovou a Marii Sakkariovou. Po postupu do semifinále a odvetě za necelý měsíc starou porážku sahala v souboji proti Svitolinové, proti níž vedla už 7–6 a 5–2 a měla dva mečboly, nakonec však zápas prohrála. Bodová ztráta znamenala propad na 12. místo žebříčku. Na oblíbeném Madrid Open jí v prvním kole vzdala po pádu Bouzková, ve druhém přehrála bez ztráty setu Kerberovou a v osmifinále do Kuděrmetovovou. Ve čtvrtfinále nezvládla vstupy do prvního ani třetího setu proti jedničce Bartyové a prohrála. Z turnaje v Římě odešla poražena ve druhém kole od 113. hráčky světa Věry Zvonarevové. Jednalo se o první vzájemných zápas těchto dvou hráček od roku 2011, v jehož průběhu se utkaly jako hráčky z předních příček žebříčku celkem čtyřikrát.
Stejně jako v Melbourne nastoupila v prvním kole French Open proti Minnenové. Po prohrané první sadě nedokázala za stavu 5–4 dopodávat druhé dějství a o dva gamy později čelila mečbolu Belgičanky, který odvrátila křižným bekhendem, následně zvládla zkrácenou hru, aby závěrečný set opanovala poměrem 6–1. Z mečbolu utekla popáté v kariéře a poprvé od roku 2016. Před zápasem druhého kola proti 1096. hráčce světa vracející se mateřské pauze Jeleně Vesninové byla nucena odstoupit z turnaje kvůli natržení vazu kotníku, které si způsobila na tiskové konferenci po prvním kole.
Pro pokračují rehabilitaci zmeškala úvodní ročník travnatého bett1open 2021 v Berlíně. Jediným přípravným turnajem se tak stal další premiérově zařazený turnaj v Bad Homburgu, do nějž nastoupila jako turnajová jednička. Kvůli dešti musela odehrát během pátečního programů dva zápasy. Nejdříve přehrála Podoroskou, než ji ve druhém sezónním semifinále vyřadila domácí Kerberová, když Češka nedokázala ve třetím setu třikrát udržet náskok brejku a za stavu 6–5 zápas nedopodávala. Jednalo se o jejich první vzájemný duel na trávě. Z Wimbledonu byla vyřazena již v prvním kole od Sloane Stephensové z osmé desítky žebříčku. V 77minutém zápase získala pouze sedm her, což představovalo její vůbec nejhorší porážku v All England Clubu.

### 2022: Nepovedený vstup do sezóny a 29. titul
Sezónu otevřela porážkou proti 263. hráčce světa Priscille Honové v prvním kole Adelaide International. Na Sydney Tennis Classic, kde obhajovala titul z roku 2019, na úvod vyřadila Nizozemku Arantxu Rusovou po odvrácení dvou mečbolů. Poté však poprvé prohrála s tuniskou světovou desítkou Ons Džabúrovou, přestože měla v obou setech výhodu prolomeného podání. Na Australian Open vypadla hned v 1. kole opět na raketě Rumunky Cîrsteaové, pouze o kolo dřív než minulý ročník. Poté přišla série nepříliš povedených turnajů s výjimkou Miami Open, kde došla až do čtvrtfinále a byla poražena světovou jedničkou Świątekovou. Tato porážka odstartovala sérii čtyř porážek v řadě. Pouze na Roland Garros prošla do druhého kola, ve kterém prohrála se Savilleovou. Sama Kvitová poté sdělila, že Savilleová nikdy nepatřila mezi její oblíbené soupeřky. Antukovou část sezony tedy ukončila se zápasovou bilancí 1-4.

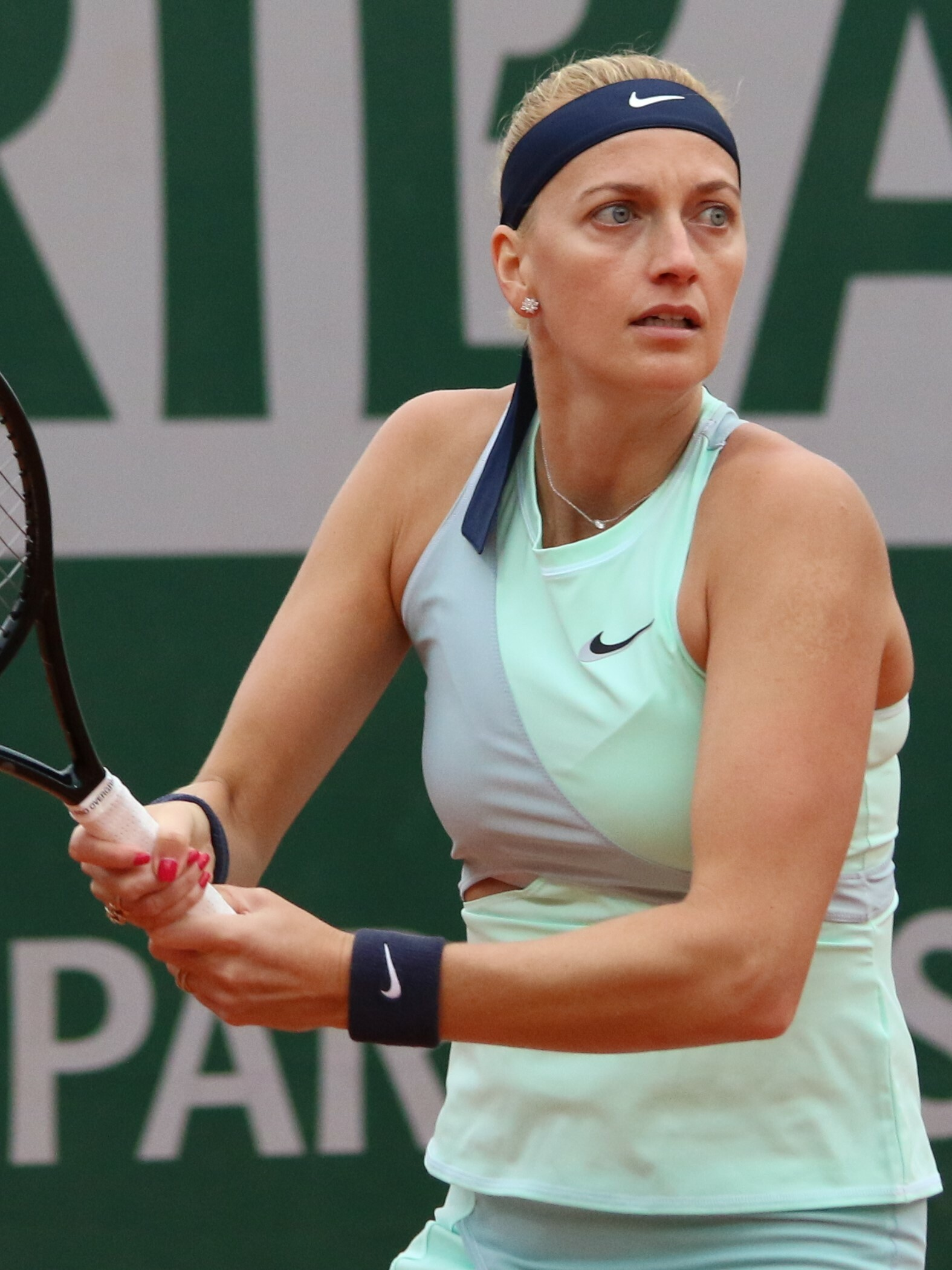
Bekhend na French Open

Průlom přišel až na travnaté části. Na turnaji v Birminghamu sice prohrála v 1. kole se skvěle hrající Brazilkou Haddadovou Maiovou, ale titul získala na následujícím turnaji v Eastbourne. Zde oplatila porážku Haddadové Maiové a ukončila její 13zápasovou neporazitelnost. Ve finále porazila Lotyšku Ostapenkovou hladce ve dvou setech, a získala tak svůj už 29. titul na okruhu WTA a pátý na trávě. Zároveň triumfovala jako první Češka v kalendářním roce. Během turnaje Kvitová dominovala na servisu, když své podání prohrála pouze dvakrát v prvním setu třetího kola proti Boulterové, který jako jediný v turnaji ztratila.
Ve Wimbledonu došla do třetího kola, kde se utkala se Španělkou Badosaovou. Zápas trval přes dvě hodiny a Kvitová odešla poražena po dvou těsných setech, když nezvládla konci obou sad. Skončila tak její 7zápasová neporazitelnost. Po zápase na tiskové konferenci přiznala, že již v eastbournské generálce hrála pod prášky tlumící bolest způsobenou obnoveným zánětem v zápěstí.
Severoamerickou šňůru zahájila prohrou v prvním kole v Torontu od Riskeovou-Amritrajové. Blízko porážky v prvním kole byla i Cincinnati proti Teichmanové, která měla po vyhrané první sadě v tiebreaku druhé mečbol, aby Kvitová podruhé v sezóně dokázala dovést takto nepříznivě se vyvíjející utkání do vítězného konce. Ve druhém kole poprvé na tvrdém povrchu porazila Cîrsteaovou, v osmifinále pátou hráčku světa Džabúrovou, jíž nadělila „kanára“. V semifinále otočila duel s Keysovou a postoupila svého jubilejního čtyřicátého finále. V něm ji zastavila francouzská kvalifikantka Caroline Garciaová, proti které nevyužila žádný z osmi brejkbolů. Bodový zisk znamenal posun na 21. místo znamenal, díky němuž se opět stala českou jedničkou, když Plíšková klesla na 22. a Krejčíková na 23. pozici.
Na US Open byla ve třetím kole její soupeřkou desátá hráčka světa Garbiñe Muguruzaová. Španělka v rozhodujícím setu vedla již 5–2 a později za stavu 6–5 měla při podání Kvitové dva mečboly, Kvitová nakonec ovládla zkrácenou hru hranou do deseti bodů, když za stavu 11:10 využila svoji čtvrtou šanci na ukončení zápasu. Potřetí v probíhající sezóně zvítězila v utkání, v němž čelila mečbolu. Na grandslamu porazila takto vysoce postavenou hráčku poprvé od US Open 2017, kdy taktéž porazila tehdy světovou trojku Muguruzaovou.

### 2023: Jubilejní třicátý titul a návrat do první desítky a těhotenství

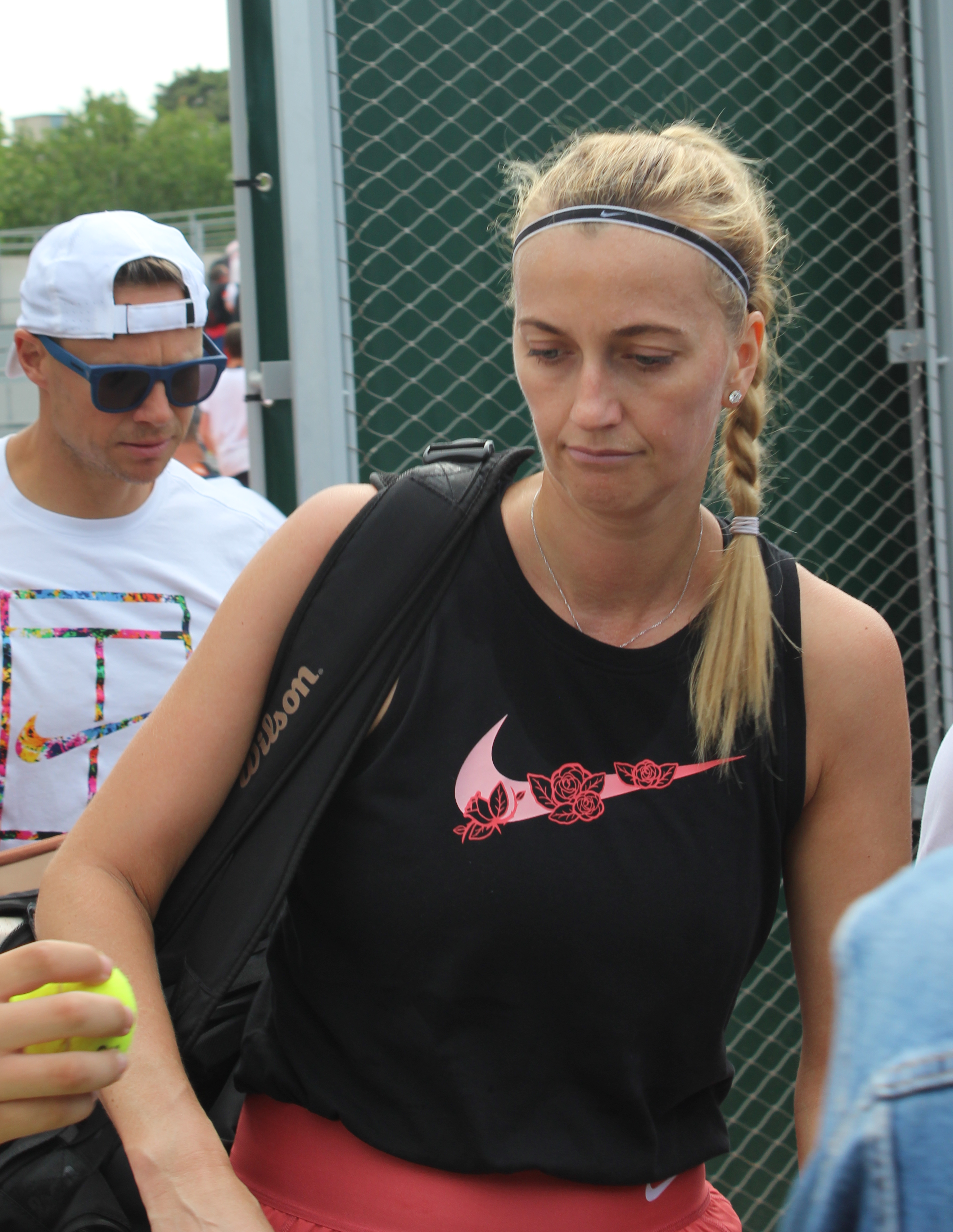
Kvitová po tréninku na French Open

V březnu zaznamenala nejlepší kariérní výsledek na severoamerických turnajích z kategorie WTA 1000. V Indian Wells ve třetím kole zvítězila v zápasem plném zvratů nad Jeļenou Ostapenkovou, přestože první set prohrála jasným poměrem 6–0, aby následující sadu stejným poměrem vyhrála a ve třetím dějství zvítězila až 6–4, přestože vedla už 4–0 a Lotyška následně srovnala. Jednalo se o první zápas v kategorii WTA 1000, včetně její předchůdkyně WTA Premier Mandatory a 5, v němž obě hráčky uštědřily soupeřce „kanára“ v navazujících setech. Kvitová se navíc utkáním osamostatnila na čele statistiky nejvyššího počtu odehraných zápasů v kategorii WTA 1000 od roku 2009, když překonala 261 zápasů Wozniacké. V osmifinále na její raketě podruhé v sezóně dohrála světová trojka Jessica Pegulaová. Američanka se v úvodu třetího setu ujala vedení o brejk a v závěru podávala na vítězství, Kvitová však dokázala dotáhnout utkání do tiebreaku, který ovládla vysokým poměrem 13–11. V zápase odvrátila celkem čtyři mečbolové příležitosti Američanky. Ve třetím kariérním čtvrtfinále v Indian Wells a prvním od roku 2016 neudržela nadějné vedení o set a brejk proti Řekyni Marii Sakkariové a stejně jako v předcházejícm ročníku od ní odešla poražena. Ještě lépe si vedla v navazujícím Miami, kde bez ztráty setu vyrovnala své miamiské maximum v podobě čtvrtfinále, a poprvé tak na obou akcích „Sunshine doublu“ prošla v jedné sezóně mezi posledních osm. Ve čtvrtfinále zvládla duel s Ruskou Jekatěrinou Alexandrovovou ve třech setech a postoupila do dvacátého semifinále této kategorie turnajů a prvního v Miami. V semifinále pak úspěšně otočila proti Soraně Cîrsteaové nepříznivý vývoj úvodní sady, když prohrála 2–5 a čelila setbolům, aby ziskem pěti her v řadě získala dějství pro sebe. V druhém setu pak získala sama rychle výhodu podání soupeřky, kterou udržela až konce. Ve finále se utkala s Jelenou Rybakinovou, která v pozici šampionky z Indian Wells usilovala o zisk Sunshine doublu. První set rozhodla poté, co jej Kvitová nedopodávala, až zkrácená hra, ve které měly obě soupeřky pět setbolů. Kvitová využila pátý z nich, s výsledkem zkrácené hry 16:14. Ve druhém setu pak světové sedmičce podání sebrala dvakrát, přičemž sama všechny své hry na servisu získala pro sebe a zvítězila. Získala tak jubilejní třicátý singlový titul a devátý v kategorii WTA 1000, díky čemž se ve statistice vítězství na těchto turnajích zařadila na třetí místo. Bodový zisk ji poprvé od září 2021 posunul do první světové desítky, kterou v následném vydání žebříčku uzavírala.
Během antukového evropského jara odehrála pouze dva turnaje, když se z Porsche Tennis Grand Prix musela odhlásit kvůli zranění pravé nohy. Na Mutua Open prohrála po volném losu již ve druhém kole, když ji vyřadila Němka Jule Niemeierová. Následně druhý rok vřadě vynechala navazující Rome Masters, když jako hlavní důvod uvedla nedoléčena zranění nohy. Nedostatek herní praxe se pak projevil i na grandslamovém French Open, kde v prvním kole nestačila na Italku Elisabettu Cocciarettovou. Vůbec poprvé tak nezaznamenala ani jedno vítězství na antukovém povrchu a pařížská grandslam opouštěla s bilancí 1–6 z posledních sedmi zápasů na tomto povrchu za poslední dva roky.
Lépe si vedla na travnatých dvorcích. Berlínský bett1open otevřela výhrou v prvním vzájemném zápase na tomto povrchu proti Karolíně Plíškové. Ve čtvrtfinále vyřadila světovou čtyřku Caroline Garciaovou. Jednalo se o její 64. výhru nad hráčkou z první desítky v kariéře a první na trávě od finále Wimbledonu 2011. Vinou nepříznivého počasí musela ještě ve stejný den nastoupit k semifinálovému utkání. Poprvé v kariéře zvládla zvítězit ve dvou zápasech během jednoho dne, když porazila Jekatěrinu Alexandrovovou a postoupila do svého sedmého finále na trávě. V něm zdolala nenasazenou Chorvatku Donnu Vekićovou, když v závěru druhého setu odvrátila setbol, aby celý turnaj ovládla bez ztráty setu. Ziskem 31. kariérního titulu překonala Wozniackou a Austinovou a osamostatnila se tak na 17. příčce v historickém pořadí získaných titulů na okruhu WTA. Wimbledon otevřela první výhrou na Centre Courtu od roku 2017, když druhý rok po sobě na úvod londýnského majoru porazila Jasmine Paoliniovou ve třech setech. Zápas se odehrál vinou špatného počasí až na konci třetího hracího dne. Následně oplatila porážku z prvního kola z roku 2018 Sasnovičové a set neztratila se srbskou kvalifikatkou Stevanovićovou. Posedmé v kariéře a podruhé od triumfu v roce 2014 prošla do osmifinále Wimbledonu. V něm ji deklasovala světová šestka Ons Džabúrová. Kvitová předvedla jeden z nejhorších výkonů v kariéře, když získala pouze tři gamy a v prvním setu dokonce obdržela „kanára“. Ve Wimbledonu prohrála set poměrem 0–6 podruhé. V utkání získala pouze čtyři vítězné míče na dvacet šest nevynucených chyb.
Po měsíčně pauze, během které uzavřela manželství s Vaňkem, se vrátila na kanadském National Bank Open. V osmifinále prohrála po téměř tříhodinovém boji s Belindou Bencicovou. Švýcarka si během utkání poranila kotník. Kvitová ihned po pádu přinesla Bencicové led a čekala s ní na ošetření. Sama Kvitová se následně zranila, když se během závěru třetího setu několikrát chytala na pravý bok. Navazující Western & Southern Open, kde obhajovala finálovou účast, pro ni skončilo ve druhém kole po prohře s Lindou Noskovou. Bodová ztráta znamenala, že opustila pozici české jedničky i první světovou desítku. Na pozici nejlépe postavené Češky ji nahradila devátá Markéta Vondroušová, desáté místo patřilo další Češce Karolíně Muchové. Kvitová byla v novém vydání 11. před další Češkou Krejčíkovou. Na US Open porazila Bucșovou, než ve druhém kole nestačila na Caroline Wozniackou, vracející se po tříleté mateřské pauze a figurující na 623. pozici hodnocení.
Zářijovým Ningbo Open z kategorie WTA 250 se po téměř čtyřech letech vrátila do Číny. Ve čtvrtfinále podlehla kvalifikatce Dianě Šnajderové. Pekingský China Open otevřela třísetou výhrou nad Wang Si-jü. Utkání se stalou svou délkou 3:07 hodin jejím nejdelším zápasem sezóny a pátým nejdelším v kariéře. Zápas dohrála po jedné hodině po půlnoci a již druhý den musela nastoupit do druhého kola, přestože ještě nebyly dohrané některé úvodní zápasy turnaje. Po dvousetové prohře s Ljudmilou Samsonovovou, která jí zároveň vyřadila z boje o postupové místo na Turnaj mistryň, na sociálních sítích uvedla: „Vždy jsem hrála tento sport s obrovským respektem a málokdy se ozývám, ale tentokrát cítím, že můžu říct, že musela existovat spravedlivější možnost. Starejte se prosím lépe o své hráčky, WTA.“ Podobné vyjádření už v průběhu sezóny pronesly i Iga Świąteková, Jelena Rybakinová nebo právě Ljudmila Samsonovová. Následně ukončila celou sezónu, když vynechala obnovený Elite Trophy i finálový turnaj Billie Jean King Cupu. V závěrečné klasifikaci obsadila 14. místo. Na přelomu roku oznámila, že z důvodu těhotenství neodcestuje v lednu do Austrálie, a že přerušuje profesionální kariéru.

### 2025: Návrat na dvorce
Začátkem únorem oznámila na sociálních sítích návrat do profesionální tenisu. Jejím prvním turnajem se stalo austinské ATX Open. V prvním duelu však nestačila na 189. tenistku klasifikace Britku Joddie Burrageovou ve třech setech.

## Fed Cup

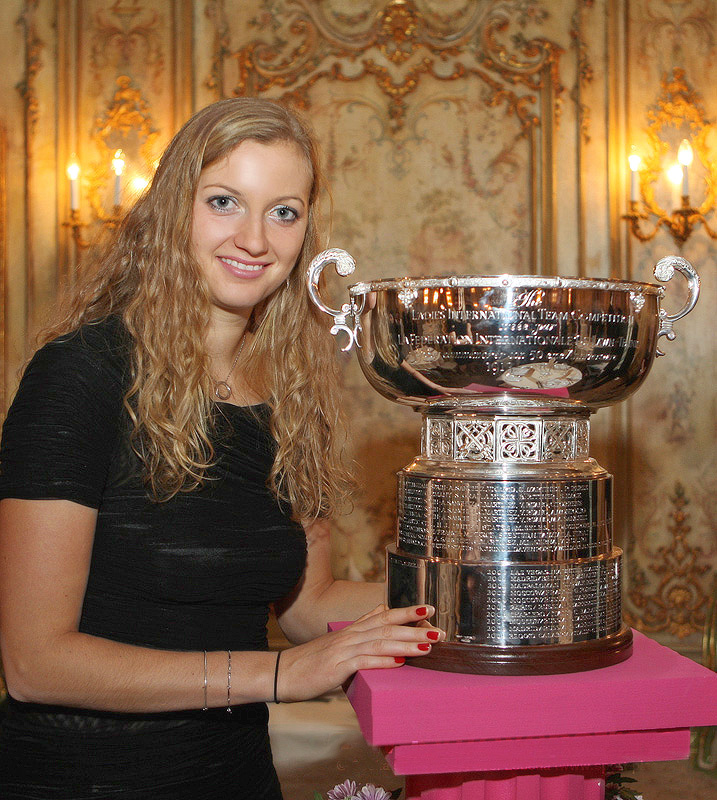
S pohárem pro vítězky Fed Cupu, Moskva, listopad 2011

Do roku 2019 odehrála ve Billie Jean King Cupu (dříve Fed Cup) za tým České republiky 22 mezistátních zápasů s bilancí 30–10 ve dvouhře a 0–1 ve čtyřhře. V úvodních, zahajovacích dvouhrách drží neporazitelnost s poměrem 10–0 a řadí se mezi čtyři Češky, které vyhrály 30 a více zápasů. V roli jedničky či dvojky dovedla družstvo k šesti titulům v letech 2011, 2012, 2014, 2015, 2016 a 2018. V této statistice se tak stala nejúspěšnější českou reprezentantkou, když překonala čtyřnásobnou vítězku Helenu Sukovou a v historických statistikách sdílí třetí místo s Američankou Rosemary Casalsovou.
2011
V roce 2011 se stala poprvé vítězkou Fed Cupu, když neprohrála žádný zápas a výrazně tak přispěla k zisku této týmové trofeje. K devíti bodům, které český tým získal ve třech utkáních, přispěla Kvitová šesti výhrami, tedy přesně dvěma třetinami. V moskevském finále nejprve porazila Kirilenkovou a pak i Kuzněcovovou. Rozhodující třetí bod následně získaly Češky ve čtyřhře.
2012
Ve Fed Cupu 2012 opět výrazně pomohla českému týmu k postupu do finále, když ve čtvrtfinále s Německem i v semifinále s Itálií vyhrála obě své dvouhry. Pražské finále hrané 4. listopadu skončilo opět vítězstvím českého týmu, který porazil Srbsko 3:1 na zápasy. Získala jeden bod, když ve druhé dvouhře zdolala Jankovićovou a ve třetí dvouhře pak podlehla Ivanovićové. Dvěma body tentokrát k triumfu přispěla Lucie Šafářová.
2013
Ve Fed Cupu 2013 plnila opět roli týmové jedničky. V únorovém 1. kole Světové skupiny proti Austrálii, které proběhlo v ostravské hale, vybojovala dvě výhry; nad Gajdošovou a nad světovou devítkou Stosurovou, přestože musela odvracet mečbol. Po výhře 4:0 na zápasy zajížděly české reprezentantky k dubnovému semifinále na palermskou antuku, kde na ně čekalo družstvo Itálie. V úvodní dvouhře podlehla podruhé v rozmezí jednoho týdnu Robertě Vinciové, ale v zápase jedniček porazila Erraniovou ve třech setech. Vydřená výhra sice dala Češkám naději, ale již nestačila na zvrácení nepříznivého výsledku. Česko po pondělní dohrávce prohrálo v konečném poměru 1:3 na zápasy.
2014
Úvodní únorové kolo Světové skupiny Fed Cupu 2014 zmeškala pro onemocnění. V dubnovém semifinále pak přispěla dvěma ostravskými výhrami nad Camilou Giorgiovou a Vinciovou k postupu do finále přes Itálii v poměru 4:0 na zápasy. V listopadovém pražském finále Fed Cupu proti Německu, kde získala dva body. První po hladké výhře nad Andreou Petkovicovou, druhý po více než tříhodinové bitvě s Angelique Kerberovou, hráčkou první světové desítky. V první setu se dostala ze stavu 2–5, odvrátila v něm čtyři setboly, a celý set vyhrála ve zkrácené hře. Do druhé sady vstoupila vedením 3-0. Německá bojovnice se ale nevzdala a set otočila poměrem 6–4. Do třetího dějství vstoupila Češka špatně, když rychle prohrávala 0–3 a 1–4. Od tohoto stavu však následovala šňůra jejích pěti gamů, aby zvítězila 6–4. Po výhře 3:1 na zápasy dobyly Češky třetí trofej za poslední čtyři roky.
2015

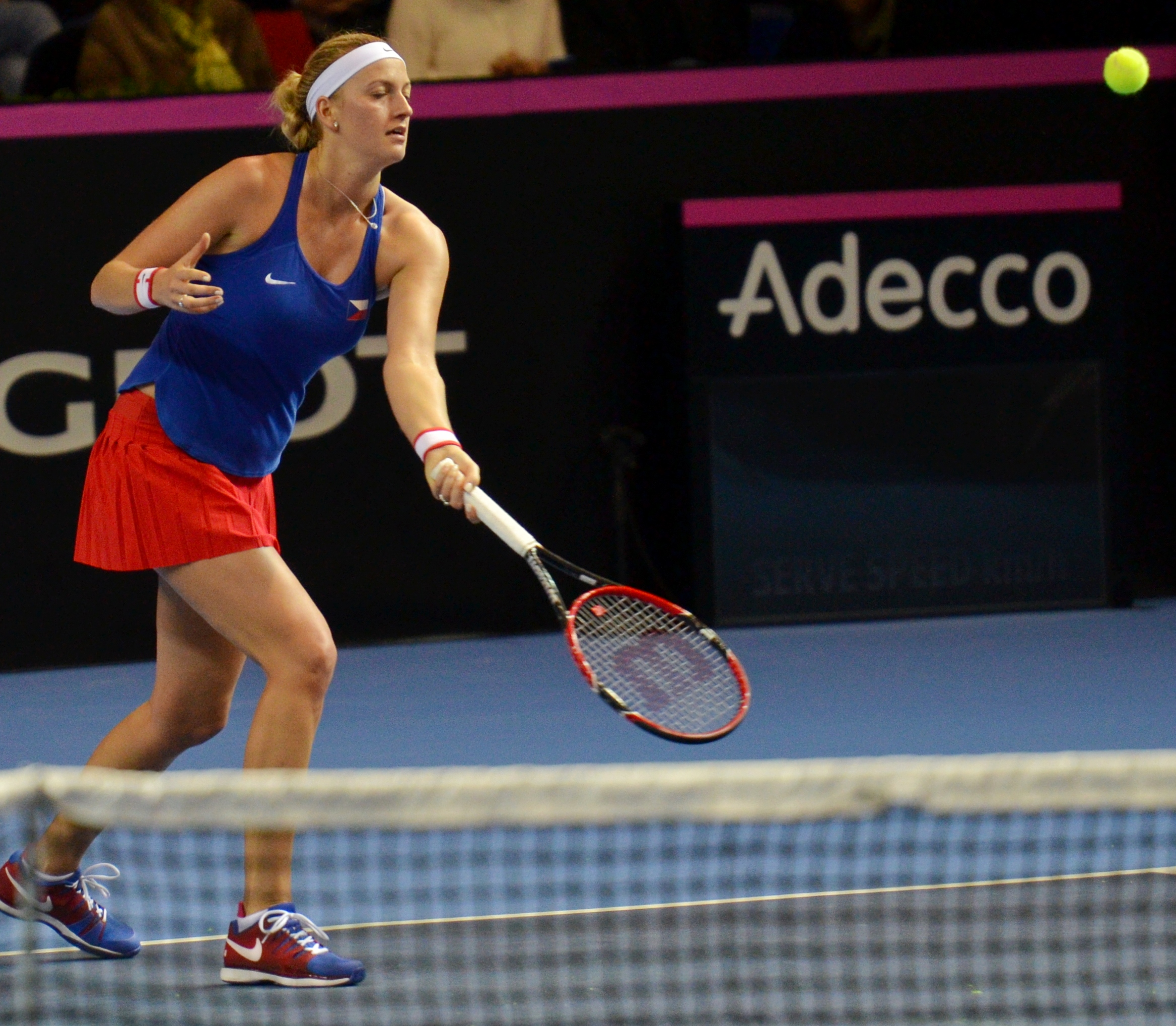
Ve finále Fed Cupu 2016 proti Francií podlehla Garciaové. Po vítězství Češek 3:2 překonala 5. trofejí národní rekord Heleny Sukové.

Z účasti v úvodním kole Světové skupiny proti Kanadě se omluvila. Do dubnového semifinále proti Francii nastoupila po pětitýdenní pauze způsobené pocitem vyhoření. V srpnu téhož roku však testy prokázaly prodělanou mononukleózu. Dvouhry nad Mladenovicovou i Garciaovou vyhrála ve dvou setech a pomohla tak týmu k postupu po vítězství 3:1 na zápasy.
V pražském finále proti Rusku na úvod zdolala Pavljučenkovovou, aby jí v nedělní dvouhře oplatila dva týdny starou porážku Šarapovová. Češky přesto dosáhly na čtvrtou trofej v pěti letech, když v rozhodujícím deblu získaly rozdílový bod a vyhrály 3:2.
2016
V prvním kole světové skupiny proti Rumunsku hrála jako jednička družstva, když jí patřilo deváté místo žebříčku. V soutěži poprvé prohrála obě dvouhry, když nestačila na Moniku Niculescuovou a v neděli pak ani na světovou trojku Simonu Halepovou. Zbylé tři body však Češky získaly a postoupily do semifinále. Pro pokles formy se během Miami Open dohodla s kapitánem Pálou, že vynechá lucernské semifinále proti Švýcarsku.
Ve štrasburském finále proti Francií prohrála sobotní dvouhru s Caroline Garciaovou. Poprvé od semifinále v roce 2010 proti Itálii neplnila roli české jedničky, ale dvojky. Do nedělního programu již nezasáhla pro diagnostikovaný edém nártu, když si na bolestivost nohy stěžovala již v předchozím týdnu v Ču-chaji. V celém ročníku nevyhrála žádný zápas, což se jí naposledy stalo při debutovém startu v roce 2007, kdy během sezóny odehrála jen jednu čtyřhru. Češky přesto zvítězily 3:2 na zápasy. Pátou trofejí se stala nejúspěšnější českou reprezentantkou po překonání čtyř titulů Heleny Sukové z osmdesátých let 20. století.
2018
Ve čtvrtfinále Světové skupiny proti Švýcarsku hraném v pražské O2 aréně plnila při gastroenteritidě Karolíny Plíškové roli jedničky týmu. Na žebříčku jí patřila dvacátá první příčka. V sobotní dvouhře zdolala světovou stovku Viktoriji Golubicovou po třísetovém průběhu a v neděli zvítězila ve dvou sadách nad Belindou Bencicovou, figurující na sedmdesáté třetí pozici. Druhou výhrou družstvu zajistila třetí postupový bod, čímž Pálovy svěřenkyně postoupily do desátého světového semifinále v řadě. V něm vyhrála obě dvouhry nad Němkami Görgesovou a Kerberovou, které s ní sousedily na žebříčku WTA, když Kvitové patřila desátá, Görgesové jedenáctá a Kerberové dvanáctá příčka. Nedělním vítězstvím nad Kerberovou se stala čtvrtou Češkou s 30 vyhranými zápasy ve Fed Cupu a zařadila se po bok Sukové (57 výher), Mandlíkové (49) a Novotné (33). Dvěma body tak přispěla k vítězství 3:1 na zápasy a postupu Češek do listopadového finále v Praze proti Spojeným státům. V něm však v roli sedmé hráčky žebříčku a týmové jedničky absentovala pro prodělanou virózu. Jako nominovaná tak vůbec poprvé po 22 účastech nezasáhla do mezistátního zápasu. Po výhře 3:0 nad Američankami získala šestou trofej, čímž se posunula na třetí místo statistik k Američance Rosemary Casalsové.

## Trenérské vedení

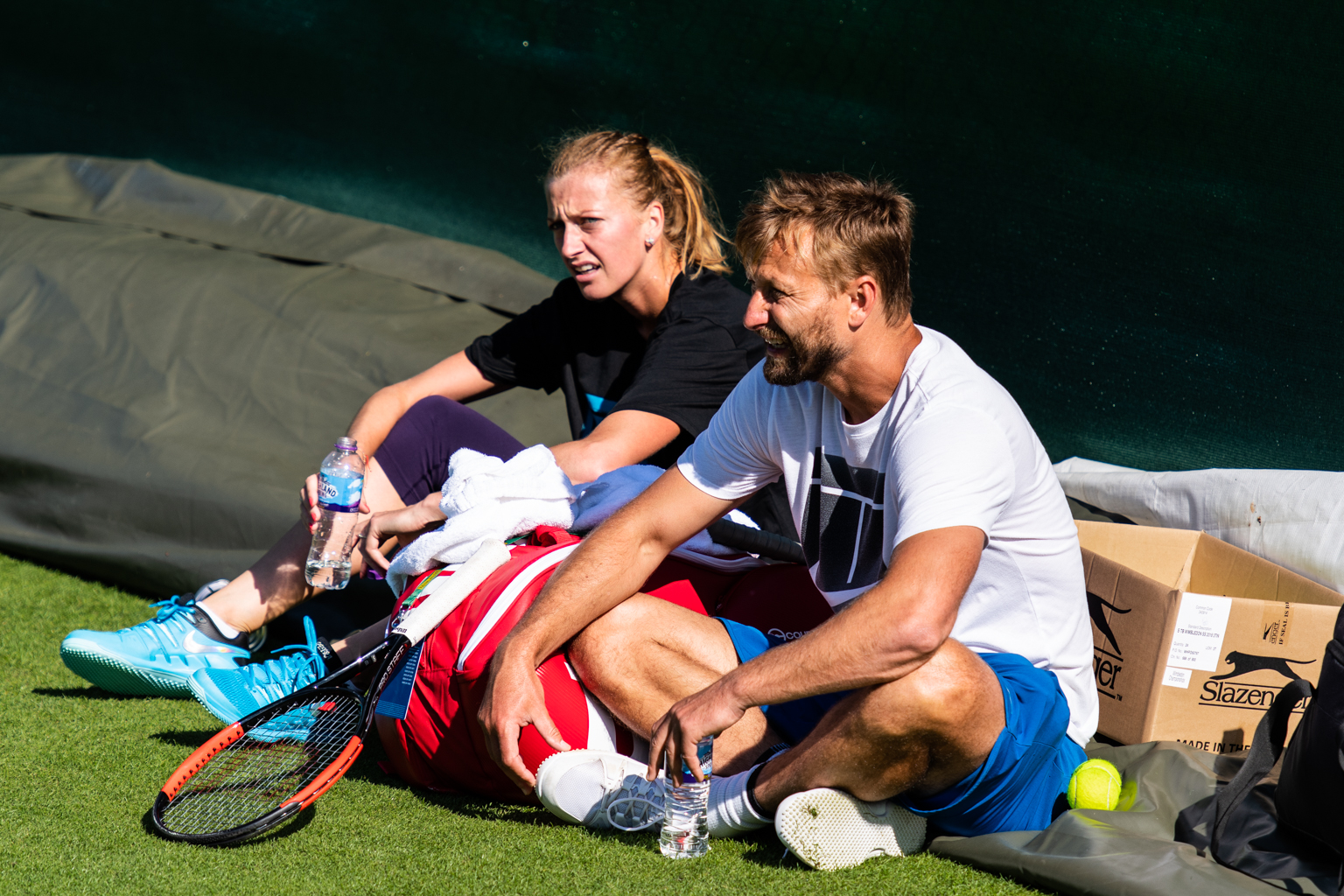
Kvitová během tréninku na červnovém Birmingham Classic 2018 s trenérem Jiřím Vaňkem

Tenis začala hrát na dvorcích klubu TJ Fulnek. Do šestnácti let ji zde trénoval otec Jiří Kvita. Následně přestoupila do extraligového oddílu TK Agrofert Prostějov. V roce 2008 se stal osobním koučem David Kotyza, který ji vedl do ledna 2016. Dne 25. ledna 2016 oznámila ukončení vzájemné spolupráce. Od dubna 2016 do US Open 2016 byl jejím trenérem bývalý deblový specialista František Čermák.
Na zářijovém Toray Pan Pacific Open 2016 hrála pod vedením belgického kouče Wima Fissetta, s nímž se dohodla na týdenní testovací období. Fissett v minulosti připravoval světové jedničky Kim Clijstersovou a Viktorii Azarenkovovou. Od poloviny prosince 2016 se jejím trenérem stal bývalý tenista Jiří Vaněk, jenž o měsíc dříve ukončil spolupráci se světovou šestkou Karolínou Plíškovou.
Kondičními trenéry postupně byli Kristian Bajza, Slováci Jozef Ivanko a Marek Všetíček, který ji připravoval od září 2013. Jeho služeb využila díky probíhajícímu partnerskému vztahu se Štěpánkem, jehož také vedl. Od skončení Wimbledonu 2014 do listopadu téže sezóny tuto roli převzal Slovák Branislav Bundzik, působící v prostějovském tenisovém klubu. Od listopadu 2014 angažovala německého fyzioterapeuta Alexe Stobera se zkušenostmi z přípravy Samprase, Agassiho i Li Na. Před madridským turnajem v květnu 2015 ukončila s Němcem spolupráci. V červnu se kondičním trenérem stal bývalý triatlonista David Vydra, jenž se týden předtím rozešel s Rosolem a sedm let vedl Berdycha.
Součástí trenérského týmu byl do srpnové US Open Series 2015 také psycholog Michal Šafář.

## Soukromý život
Od dětství žila ve Fulneku nedaleko Bílovce, v němž se narodila. Pochází z rodiny učitele Jiřího Kvity, bývalého místostarosty Fulneku, a Pavly Kvitové. Má dva starší bratry Jiřího (inženýr) a Libora (učitel). Celá rodina hrála nebo hraje tenis, otec působí jako tenisový trenér 3. třídy a od čtyř let trénoval dceru Petru.

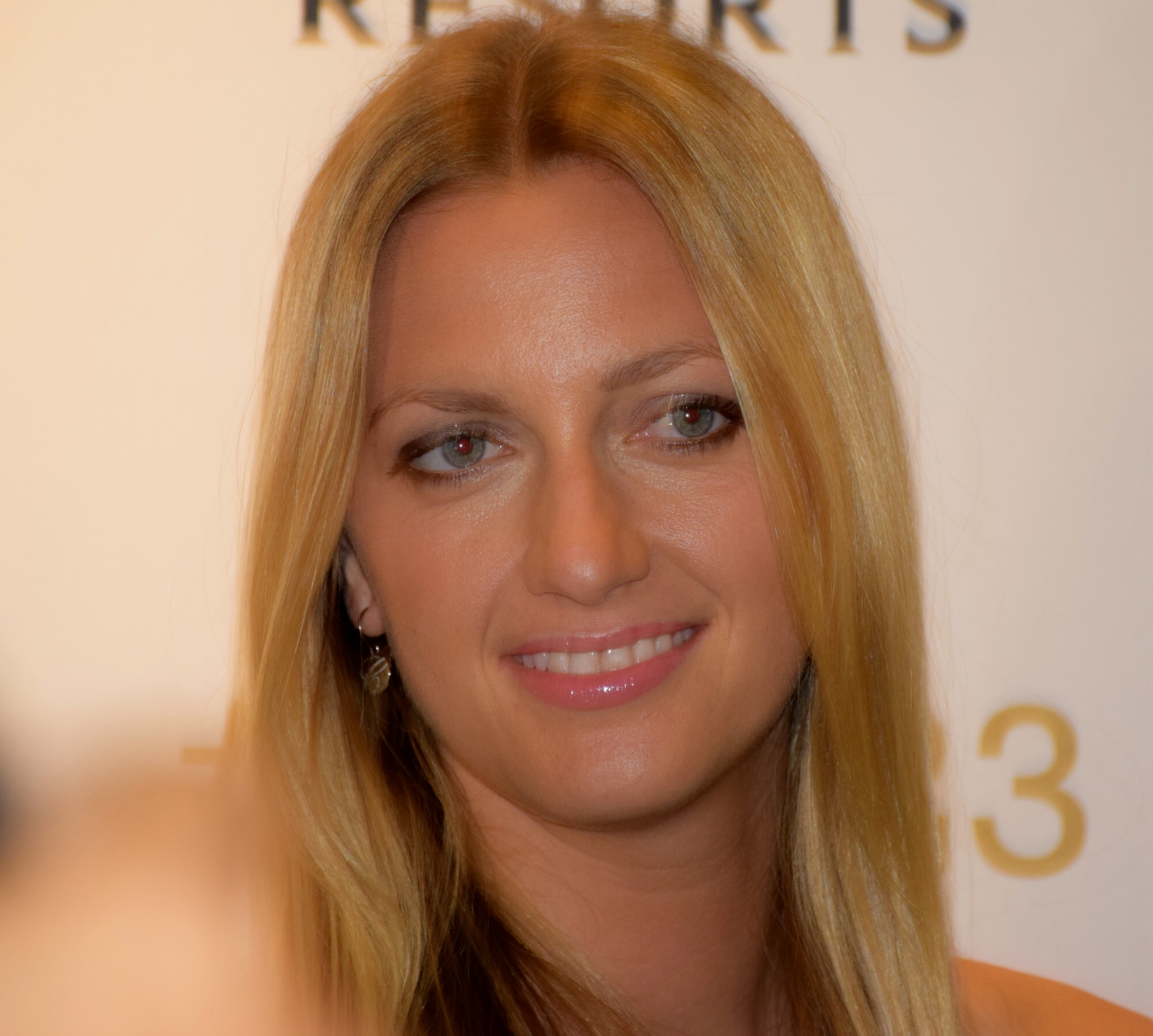
Kvitová na lednové společenské akci účastníků Australian Open 2015 v Melbourne

V první polovině roku 2013 skončil její partnerský vztah s českým tenistou Adamem Pavláskem (nar. 1994), bývalým prvním hráčem celostátního žebříčku mladších i starších žáků. Poté se ve stejné sezóně jejím partnerem stal další český tenista Radek Štěpánek. V dubnu 2014 se rozešli. V říjnu téhož roku tweetem sdělila, že navázala vztah s hokejistou Radkem Meidlem, hrajícím za polský klub v Bytomi a poté za HC Frýdek-Místek a HC Oceláři Třinec. V týdnu před listopadovým finále Fed Cupu 2015 se pár zasnoubil, ale v květnu 2016 oznámila Kvitová zrušení zásnub a rozchod. Začátkem srpna 2021 potvrdila svůj vztah s bývalým profesionálním tenistou Jiřím Vaňkem, který ji od konce roku 2016 trénoval. V srpnu 2022 na Instagramu oznámila zásnuby, ke kterým však došlo již o měsíc dříve během turnaje ve Wimbledonu. V červenci 2023 se za Vaňka provdala na statku Oblík poblíž Loun.
Krátce po novoroční půlnoci 2024 oznámila na sociálních sítích společně s novoročním přáním své těhotenství. Dne 7. července 2024 se jim narodil syn Petr.
Na přelomu října a listopadu 2013 se stala daňovou rezidentkou Monaka kvůli nižším daním. Za toto rozhodnutí byla kritizována sociálnědemokratickým poslancem Stanislavem Humlem, jehož postoj však vzbudil mediální odezvu a nesouhlasné reakce dalších politiků. Tenistka je sportovkyní Centra sportu Ministerstva vnitra.
Po vítězství ve Wimbledonu 2011 jí zastupitelé Fulneka udělili čestné občanství. Stala se tak druhou držitelkou ocenění po Janu Amosi Komenském.
Aktivní tenisovou kariéru jí ztěžuje astma.
V září 2017 došlo k otevření zmodernizovaného Tenisového areálu Petry Kvitové ve Fulneku, jenž byl pojmenován na počest tenistky.
V červenci 2022 byla ve Fulneku otevřena její Síň slávy, ve které je vystavena většina jejích získaných trofejí, včetně bronzové olympijské medaile. Stala se tak první individuální sportovkyní, která získala v Česku takovou výstavu.
Během Miami Open 2023 podpořila vyloučení ruských a běloruských sportovců z účasti na olympijských hrách v důsledku invaze Ruska na Ukrajinu. Ocenila také, že All England Club jako jediný pořadatel tenisového turnaje zakázal účast těchto hráčů na Wimbledonu 2022.

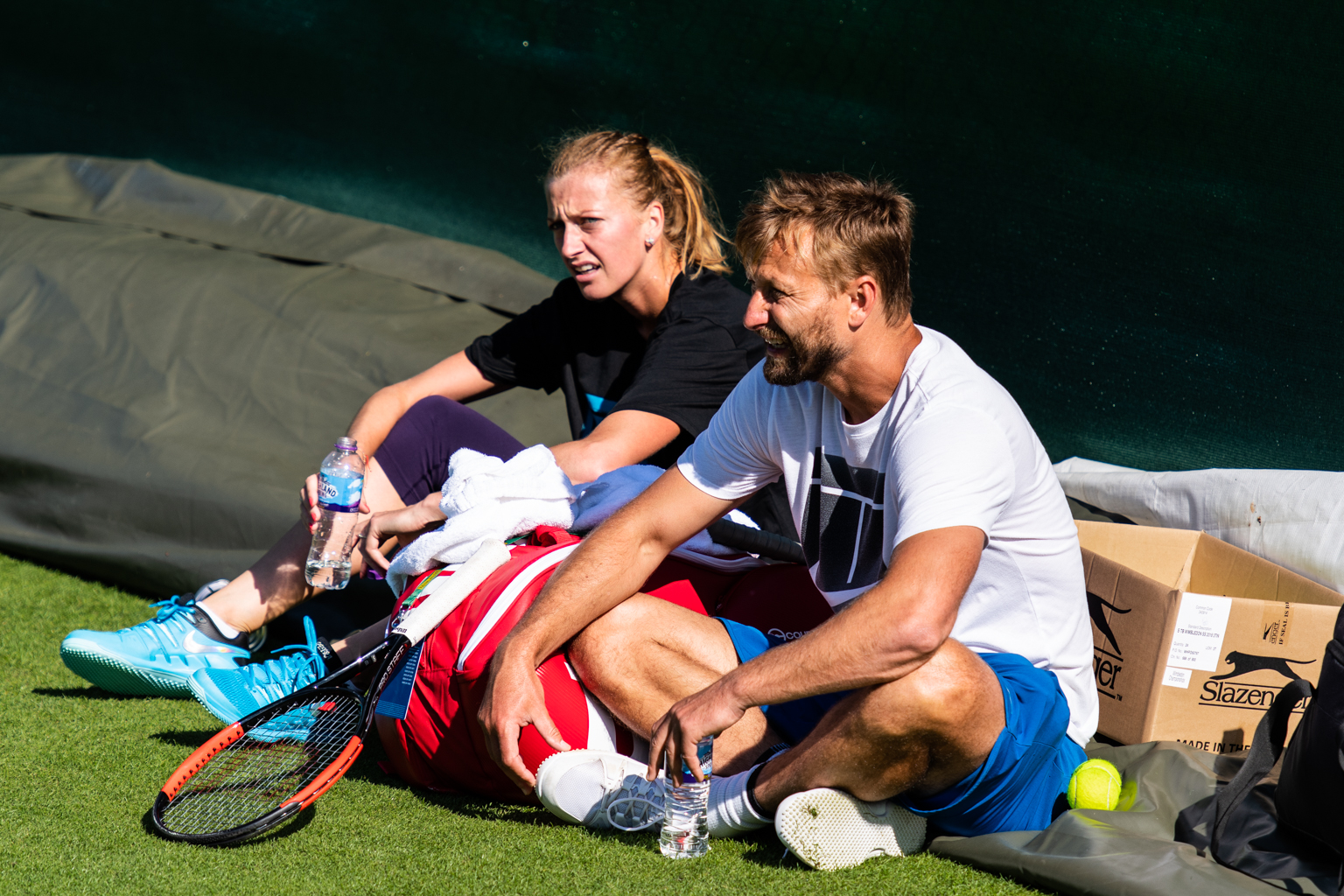
S trenérem Jiřím Vaňkem v Birminghamu 2018

### Přepadení
Dne 20. prosince 2016 byla v ranních hodinách ve svém bytě v Prostějově přepadena a následně poraněna pachatelem, když se mu snažila bránit a ten jí nožem způsobil řezné rány na levé ruce, ve které drží raketu. Tentýž den podstoupila operaci ve specializovaném zařízení, Ústavu chirurgie ruky a plastické chirurgie ve Vysokém nad Jizerou, trvající 3.45 hodin. Při masivním zákroku těžkého poranění došlo k sešití dvou nervů a šlach v úrovni středních článků prstů levé ruky. Pooperační prognóza uváděla minimálně šestiměsíční rekonvalescenci. V závěru května 2018 policie zadržela podezřelého z přepadení, 33letého Radima Žondru, kterého při červnové identifikaci tenistka jednoznačně poznala. Útočník byl již dříve obviněný z útoků na důchodce. Soud jej poslal do vazby. Žondra byl v září 2018 odsouzen v kauze únosu blanenského advokáta na 2,5 roku do vězení. V případu Kvitové byl spis během srpna 2018 postoupen Krajskému státnímu zastupitelství v Brně, s kvalifikací vydírání a trestní sazbou v rozmezí pěti až dvanácti let. Po překvalifikování na loupež byl pachatel útoku v lednu 2020 pravomocně odsouzen k souhrnnému trestu 11 let odnětí svobody.

### Zajímavosti
- Dne 2. září 2011 vyšel na kupónu poštovní známky v hodnotě 10 Kč (s motivem Gratulační kytice) přítisk, na kterém je zobrazena fotografie Petry Kvitové s wimbledonskou trofejí mísou Venus Rosewater, která byla pořízena těsně po jejím vítězství ve wimbledonském finále.[358]
- Dne 6. listopadu 2011 se stala první tenistkou, která v 21. století dokázala v témže roce vyhrát Wimbledon, Turnaj mistryň i Fed Cup, předtím se stejná věc podařila pouze dvakrát, v roce 1986 to poprvé zvládla Martina Navrátilová v barvách Spojených států, v roce 1999 pak totéž zopakovala Američanka Lindsay Davenportová.
- Dne 26. listopadu 2011 se v budově Státní opery Praha zúčastnila slavnostního předávání cen vítězům hudební ankety Český slavík. Předávala zde cenu nejlepší zpěvačce pro rok 2011 Lucii Bílé. Při příchodu na jeviště byla oceněna potleskem vestoje, obdržela historicky prvního mimohudebního Českého slavíka za tenis, od Lucie Bílé kromě toho navíc získala i její kytici.[359]
- Dne 14. dubna 2012 se v budově Divadla na Vinohradech zúčastnila slavnostního předávání cen vítězům tradiční divácké ankety TýTý. Předávala tu zakřivené zrcátko vítězi kategorie Sportovní moderátor Vojtěchu Bernatskému. Přítomní diváci ji ocenili mohutným potleskem.[360]

## Ocenění
2006
- Zlatý kanár – talent roku

2010
- WTA – nováček roku

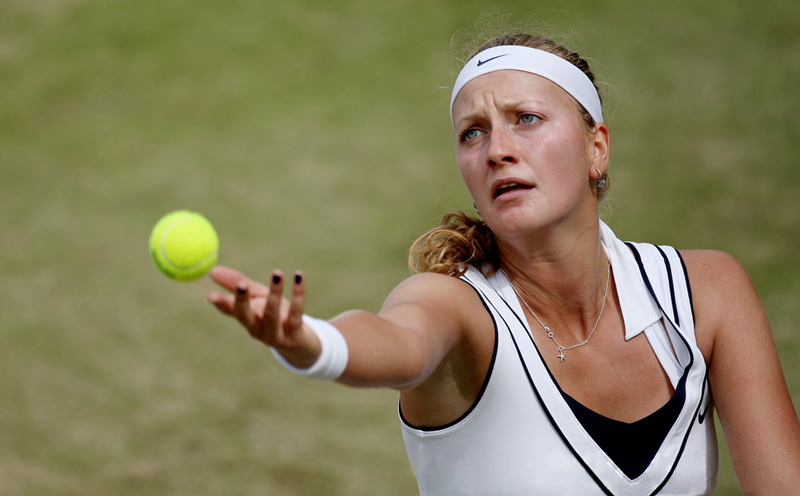
Podání ve Wimbledonu 2011

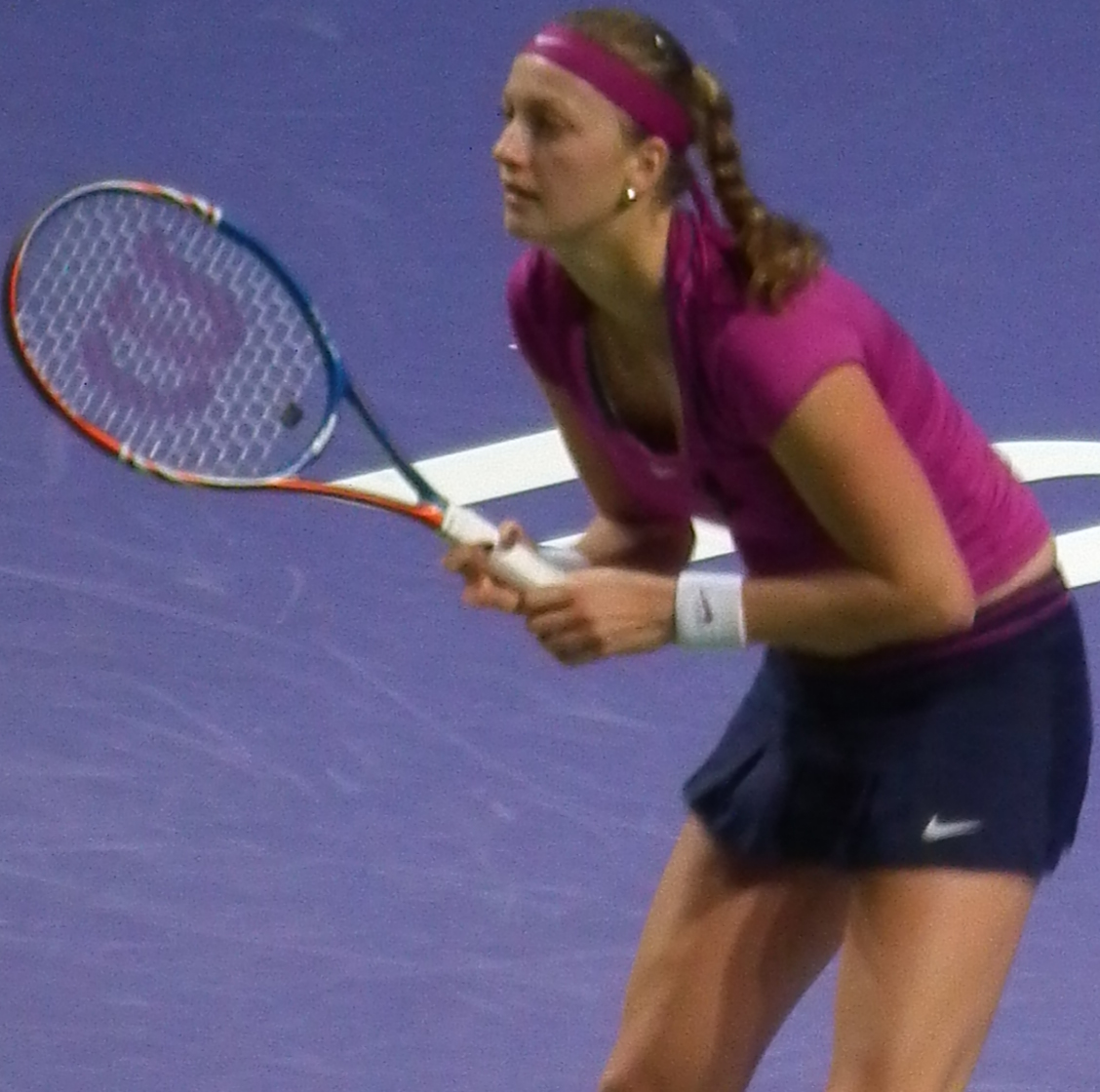
Během vítězného Turnaje mistryň 2011

- Zlatý kanár – nejlepší tenistka roku a největší posun na žebříčku WTA

2011
- ITF – mistryně světa ve dvouhře
- WTA – nejlepší hráčka roku
- WTA – hráčka s největším zlepšením
- WTA – Cena Karen Krantzckeové za sportovní chování
- WTA – Cena fanoušků za největší pokrok
- Ministerstvo vnitra ČR – nejlepší sportovec
- Sportovec roku České republiky – jednotlivci (výhra s největším rozdílem od vzniku ankety v roce 1959)[361]
- Sportovec roku České republiky – kolektiv roku, členka fedcupového týmu
- Zlatý kanár – Zlatý kanár a hráčka roku
- nejlepší sportovec Olomouckého kraje
- Cena Jiřího Gutha-Jarkovského za nejlepší sportovní výkon roku 2011[362]

2012
- Světová sportovní cena Laureus – nominace, sportovkyně roku 2011[363]
- Zlatý kanár – hráčka roku

2013
- Zlatý kanár – nejlepší tenistka roku

2014
- WTA – Diamond Aces za propagaci tenisu
- WTA – Cena Karen Krantzckeové za sportovní chování
- Sportovec roku České republiky – jednotlivci (výhra s nejmenším rozdílem – 10 bodů, od vzniku ankety v roce 1959)[10][364]
- Sportovec roku České republiky – kolektiv roku, členka fedcupového týmu[10]
- Zlatý kanár – Zlatý kanár a hráčka roku[365]

2015
- WTA – Cena Karen Krantzckeové za sportovní chování[366]
- Zlatý kanár – hráčka roku[367]
- Sportovec roku České republiky – kolektiv roku, členka fedcupového týmu[368]

2016
- WTA – Cena Karen Krantzckeové za sportovní chování
- Sportovec roku České republiky – kolektiv roku, členka fedcupového týmu[369]

2017
- WTA – Cena Karen Krantzckeové za sportovní chování[370]
- USTA – Cena za příkladné sportovní chování[371]

2018
- Státní vyznamenání – Medaile Za zásluhy I. stupně (seznam)
- WTA – Cena Karen Krantzckeové za sportovní chování
- Sportovec roku České republiky – kolektiv roku, členka fedcupového týmu
- Zlatý kanár – hráčka roku

2019
- WTA - Cena Karen Krantzkeové za sportovní chování
- ČOV - Cena Věry Čáslavské za mimořádné zásluhy žen ve sportu a olympijském hnutí

## Rekordy
| Období     | popis rekordu                                                           | sdílení                                                                  |
| ---------- | ----------------------------------------------------------------------- | ------------------------------------------------------------------------ |
| 2001–dosud | vítězka dvouhry na Turnaji mistryň při první účasti                     | Serena Williamsová Maria Šarapovová Dominika Cibulková Ashleigh Bartyová |
| 2016–dosud | vítězka dvouhry na Turnaji mistryň a WTA Elite Trophy                   | Venus Williamsová Ashleigh Bartyová                                      |
| 2016–dosud | vítězka dvouhry Turnaji mistryň a WTA Elite Trophy při prvních účastech | zůstává sama                                                             |

## Hráčské statistiky

### Finále na Grand Slamu

#### Ženská dvouhra: 3 (2–1)
| Stav       | Rok  | Turnaj          | Povrch | Soupeřka ve finále  | Výsledek           |
| ---------- | ---- | --------------- | ------ | ------------------- | ------------------ |
| Vítězka    | 2011 | Wimbledon       | tráva  | Maria Šarapovová    | 6–3, 6–4           |
| Vítězka    | 2014 | Wimbledon (2)   | tráva  | Eugenie Bouchardová | 6–3, 6–0           |
| Finalistka | 2019 | Australian Open | tvrdý  | Naomi Ósakaová      | 6–7(2–7), 7–5, 4–6 |

### Chronologie výsledků na Grand Slamu ve dvouhře
| Turnaj          | 2006    | 2007    | 2008    | 2009    | 2010    | 2011    | 2012    | 2013    | 2014    | 2015    | 2016    | 2017    | 2018    | 2019    | 2020    | 2021    | 2022    | 2023    | 2024 | 2025    | SR     | V–P    |
| --------------- | ------- | ------- | ------- | ------- | ------- | ------- | ------- | ------- | ------- | ------- | ------- | ------- | ------- | ------- | ------- | ------- | ------- | ------- | ---- | ------- | ------ | ------ |
| Grand Slam      |         |         |         |         |         |         |         |         |         |         |         |         |         |         |         |         |         |         |      |         |        |        |
| Australian Open | nehrála | nehrála | 1Q      | 1. kolo | 2. kolo | ČF      | SF      | 2. kolo | 1. kolo | 3. kolo | 2. kolo | A       | 1. kolo | F       | ČF      | 2. kolo | 1. kolo | 2. kolo | A    | A       | 0 / 14 | 26–14  |
| French Open     | nehrála | nehrála | 4. kolo | A       | 1. kolo | 4. kolo | SF      | 3. kolo | 3. kolo | 4. kolo | 3. kolo | 2. kolo | 3. kolo | A       | SF      | 2. kolo | 2. kolo | 1. kolo | A    | 1. kolo | 0 / 15 | 30–14  |
| Wimbledon       | nehrála | nehrála | 1. kolo | 1. kolo | SF      | Vítěz   | ČF      | ČF      | Vítěz   | 3. kolo | 2. kolo | 2. kolo | 1. kolo | 4. kolo | NH1     | 1. kolo | 3. kolo | 4. kolo | A    | 1. kolo | 2 / 16 | 38–14  |
| US Open         | A       | 2Q      | 1. kolo | 4. kolo | 3. kolo | 1. kolo | 4. kolo | 3. kolo | 3. kolo | ČF      | 4. kolo | ČF      | 3. kolo | 2. kolo | 4. kolo | 3. kolo | 4. kolo | 2. kolo | A    |         | 0 / 16 | 34–16  |
| výhry–prohry    | 0–0     | 0–0     | 3–3     | 3–3     | 8–4     | 14–3    | 17–4    | 8–4     | 11–3    | 11–4    | 7–4     | 6–3     | 4–4     | 10–3    | 12–3    | 4–3     | 5–4     | 5–4     | 0–0  | 0–2     | 2 / 61 | 128–58 |

Vysvětlivky
1. ↑  Odstoupení před 2. kolem French Open 2021 nebylo započítáno jako porážka.

| Legenda | Legenda                                   | Legenda | Legenda                     |
| ------- | ----------------------------------------- | ------- | --------------------------- |
| SR      | poměr vyhraných turnajů ku všem odehraným | W–L V–P | výhry–prohry                |
| NH      | daný rok se turnaj nekonal                | A       | turnaje se hráč nezúčastnil |
| 1Q / LQ | prohra v (kole) kvalifikace               | 1k / 1R | prohra v daném kole turnaje |
| QF / ČF | prohra ve čtvrtfinále                     | SF      | prohra v semifinále         |
| F       | prohra ve finále                          | Vítěz   | vítězství v turnaji         |

## Postavení na konečném žebříčku WTA ve dvouhře
| Rok    | 2006 | 2007   | 2008  | 2009  | 2010  | 2011 | 2012 | 2013 | 2014 | 2015 | 2016  | 2017  | 2018 | 2019 | 2020 | 2021  | 2022  |
| Pořadí | 773. | ▲ 157. | ▲ 44. | ▼ 62. | ▲ 34. | ▲ 2. | ▼ 8. | ▲ 6. | ▲ 4. | ▼ 6. | ▼ 11. | ▼ 29. | ▲ 7. | ▬ 7. | ▼ 8. | ▼ 17. | ▲ 16. |